# Straßenbahn Ravensburg–Weingarten–Baienfurt
| | |                                            |                                            |
| Streckennummer (DB): | 4522                                                                                                  |                                            |                                            |
| Kursbuchstrecke (DB): | 279-126 (1914) 279 d 329 (1934) 317 r (1939) 316 k (1941–1944) 306 k (1946) 306 g (1957) 306 k (1959) |                                            |                                            |
| Streckenlänge: | 1888–1910: 4,18 km 1910–1911: 5,13 km 1911–1959: 6,56 km                                              |                                            |                                            |
| Spurweite: | 1000 mm (Meterspur)                                                                                   |                                            |                                            |
| Stromsystem: | 700, später 750 Volt =                                                                                |                                            |                                            |
| Maximale Neigung: | 1:28,5 = 35 ‰                                                                                         |                                            |                                            |
| Minimaler Radius: | 40 m                                                                                                  |                                            |                                            |
| Streckengeschwindigkeit: | Dampftraktion: 15 km/h elektrische Traktion: 25 km/h                                                  |                                            |                                            |
| | |                                            |                                            |
| Eröffnung: | 6. Januar 1888                                                                                        |                                            |                                            |
| Einstellung: | 30. Juni 1959                                                                                         |                                            |                                            |
| Betreiber: | LAG / DR / DB                                                                                         |                                            |                                            |
| Bundesland: | Baden-Württemberg                                                                                     |                                            |                                            |
| \| \| \| von Friedrichshafen \| \| \| \| 0,00 \| Ravensburg Bahnhof \| Ravensburg Bahnhof \| \| \| \| nach Ulm \| \| \| \| 0,83 \| Ravensburg Frauentor \| Ravensburg Frauentor \| \| \| 1,10 \| Ravensburg Falken \| Ravensburg Falken \| \| \| 1,59 \| Ravensburg Heilig Kreuz \| Ravensburg Heilig Kreuz \| \| \| 2,14 \| Ravensburg Kraftwerk \| Ravensburg Kraftwerk \| \| \| 2,46 \| Gemarkungsgrenze \| Gemarkungsgrenze \| \| \| 2,50 \| Ravensburg Unterburach \| Ravensburg Unterburach \| \| \| 3,10 \| Weingarten (Württ) Städtisches Krankenhaus \| Weingarten (Württ) Städtisches Krankenhaus \| \| \| 3,61 \| Weingarten (Württ) Lamm \| Weingarten (Württ) Lamm \| \| \| \| Scherzach \| \| \| \| \| Abzweig der alten Strecke bis 1910 \| \| \| \| 4,10 \| Weingarten (Württ) Charlottenplatz \| Weingarten (Württ) Charlottenplatz \| \| \| 4,56 \| Weingarten (Württ) Post \| Weingarten (Württ) Post \| \| \| 4,90 \| Weingarten (Württ) Traube \| Weingarten (Württ) Traube \| \| \| \| Lokomotivbahnhof Weingarten \| \| \| \| 5,13 \| Weingarten (Württ) Güterbahnhof \| Weingarten (Württ) Güterbahnhof \| \| \| 5,40 \| Beginn Dreischienengleis \| Beginn Dreischienengleis \| \| \| 5,89 \| Traubenhof \| Traubenhof \| \| \| 6,24 \| Ende Dreischienengleis \| Ende Dreischienengleis \| \| \| \| nach Niederbiegen \| \| \| \| 6,30 \| Baienfurt Süd \| Baienfurt Süd \| \| \| 6,38 \| Gemarkungsgrenze \| Gemarkungsgrenze \| \| \| 6,56 \| Baienfurt Ort \| Baienfurt Ort \| | |                                            |                                            |
| Strecke | | von Friedrichshafen                        | von Friedrichshafen                        |
| U-Bahn-Kopfbahnhof Streckenanfang (Strecke außer Betrieb) · Bahnhof | 0,00                                                                                                  | Ravensburg Bahnhof                         | Ravensburg Bahnhof                         |
| U-Bahn-Strecke (außer Betrieb) · Strecke nach links | | nach Ulm                                   | nach Ulm                                   |
| U-Bahn-Bahnhof (Strecke außer Betrieb) | 0,83                                                                                                  | Ravensburg Frauentor                       | Ravensburg Frauentor                       |
| U-Bahn-Haltepunkt / Haltestelle (Strecke außer Betrieb) | 1,10                                                                                                  | Ravensburg Falken                          | Ravensburg Falken                          |
| U-Bahn-Bahnhof (Strecke außer Betrieb) | 1,59                                                                                                  | Ravensburg Heilig Kreuz                    | Ravensburg Heilig Kreuz                    |
| U-Bahn-Bahnhof (Strecke außer Betrieb) | 2,14                                                                                                  | Ravensburg Kraftwerk                       | Ravensburg Kraftwerk                       |
| U-Bahn-Grenze (Strecke außer Betrieb) | 2,46                                                                                                  | Gemarkungsgrenze                           | Gemarkungsgrenze                           |
| U-Bahn-Haltepunkt / Haltestelle (Strecke außer Betrieb) | 2,50                                                                                                  | Ravensburg Unterburach                     | Ravensburg Unterburach                     |
| U-Bahn-Bahnhof (Strecke außer Betrieb) | 3,10                                                                                                  | Weingarten (Württ) Städtisches Krankenhaus | Weingarten (Württ) Städtisches Krankenhaus |
| U-Bahn-Haltepunkt / Haltestelle (Strecke außer Betrieb) | 3,61                                                                                                  | Weingarten (Württ) Lamm                    | Weingarten (Württ) Lamm                    |
| U-Bahn-Brücke über Wasserlauf (Strecke außer Betrieb) | | Scherzach                                  | Scherzach                                  |
| U-Bahn-Abzweig geradeaus und nach links (Strecke außer Betrieb) | | Abzweig der alten Strecke bis 1910         | Abzweig der alten Strecke bis 1910         |
| U-Bahn-Bahnhof (Strecke außer Betrieb) | 4,10                                                                                                  | Weingarten (Württ) Charlottenplatz         | Weingarten (Württ) Charlottenplatz         |
| U-Bahn-Haltepunkt / Haltestelle (Strecke außer Betrieb) | 4,56                                                                                                  | Weingarten (Württ) Post                    | Weingarten (Württ) Post                    |
| U-Bahn-Haltepunkt / Haltestelle (Strecke außer Betrieb) | 4,90                                                                                                  | Weingarten (Württ) Traube                  | Weingarten (Württ) Traube                  |
| U-Bahn-Abzweig geradeaus und von links (Strecke außer Betrieb) · U-Bahn-Betriebs-/Güterbahnhof Streckenende und quer (Strecke außer Betrieb) | | Lokomotivbahnhof Weingarten                | Lokomotivbahnhof Weingarten                |
| U-Bahn-Bahnhof (Strecke außer Betrieb) · Betriebs-/Güterbahnhof Streckenanfang (Strecke außer Betrieb) | 5,13                                                                                                  | Weingarten (Württ) Güterbahnhof            | Weingarten (Württ) Güterbahnhof            |
| U-Bahn-Strecke nach links (außer Betrieb) · Abzweig mit U-Bahn geradeaus und von rechts (Strecke außer Betrieb) | 5,40                                                                                                  | Beginn Dreischienengleis                   | Beginn Dreischienengleis                   |
| Haltepunkt / Haltestelle (Strecke außer Betrieb) | 5,89                                                                                                  | Traubenhof                                 | Traubenhof                                 |
| U-Bahn-Strecke von links (außer Betrieb) · Abzweig mit U-Bahn geradeaus und nach rechts (Strecke außer Betrieb) | 6,24                                                                                                  | Ende Dreischienengleis                     | Ende Dreischienengleis                     |
| U-Bahn-Strecke (außer Betrieb) · Strecke nach links (außer Betrieb) | | nach Niederbiegen                          | nach Niederbiegen                          |
| U-Bahn-Haltepunkt / Haltestelle (Strecke außer Betrieb) | 6,30                                                                                                  | Baienfurt Süd                              | Baienfurt Süd                              |
| U-Bahn-Grenze (Strecke außer Betrieb) | 6,38                                                                                                  | Gemarkungsgrenze                           | Gemarkungsgrenze                           |
| U-Bahn-Kopfbahnhof Streckenende (Strecke außer Betrieb) | 6,56                                                                                                  | Baienfurt Ort                              | Baienfurt Ort                              |

Die Straßenbahn Ravensburg–Weingarten–Baienfurt – seltener auch Schmalspurbahn Ravensburg–Weingarten–Baienfurt – verband bis 1959 als meterspurige Überlandstraßenbahn die drei genannten Orte miteinander. Sie wurde 1888 von der privaten Lokalbahn Aktien-Gesellschaft (LAG) eröffnet und verkehrte zunächst als dampfbetriebene Nebenbahn von Ravensburg bis Weingarten. 1910 wurde sie elektrifiziert und 1911 bis nach Baienfurt verlängert.
1938 wurde die im Volksmund auch Zügle, Mühle, Bähnle oder Bodensee-Blitz genannte Bahn verstaatlicht und fortan gemäß der im selben Jahr in Kraft getretenen Verordnung über den Bau und Betrieb der Straßenbahnen (BOStrab) auch offiziell als Straßenbahn klassifiziert. Die Strecke war nach 1938 der einzige Straßenbahnbetrieb im Besitz der Deutschen Reichsbahn, nach dem Zweiten Weltkrieg der einzige Straßenbahnbetrieb im Besitz der Deutschen Bundesbahn.

## Geschichte

### Vorgeschichte

#### 1849: Altdorf wird übergangen
Bereits am 8. November 1847 wurde die oberschwäbische Oberamtsstadt und heutige Kreisstadt Ravensburg von Friedrichshafen her an die Südbahn angeschlossen. Am 26. Mai 1849 verlängerte man diese schließlich bis Biberach an der Riß, am 29. Juni 1850 war Ulm erreicht. Dort erfolgte der Lückenschluss mit der bereits bestehenden Filstalbahn von Stuttgart. Entgegen den ursprünglichen Erwartungen der Bevölkerung und der Gewerbetreibenden erhielt Altdorf – das spätere Weingarten – im Zuge der Verlängerung nach Norden keinen Anschluss an diese wichtige Hauptstrecke der Königlich Württembergischen Staats-Eisenbahnen. Zum einen wollte das, nicht im Besitz von Kohlevorkommen befindliche, Königreich seine Lokomotiven auf dem denkbar kürzesten Weg zum Bodensee führen, kurzfristig drohte sogar die Umfahrung von Biberach. Zum anderen erwies sich insbesondere der damalige Altdorfer Schultheiß Adolf Prielmayer als vehementer Gegner einer direkten Anbindung. Folglich führte die Südbahn in zweieinhalb Kilometern Entfernung westlich am Ort vorbei, doch auch die alten Marktorte Waldsee und Tettnang sowie Baindt und Baienfurt wurden seinerzeit nicht angeschlossen.
Erschwerend hinzu kam, dass auch an der Stelle, die Altdorf am nächsten lag, keine Bahnstation eingerichtet wurde. Der heutige stadtnahe Haltepunkt Weingarten/Berg wurde erst 1998 durch die Bodensee-Oberschwaben-Bahn eröffnet. Dies hatte zur Folge, dass die von Altdorf aus nächsten Bahnhöfe an der Südbahn seinerzeit etwa vier Kilometer (Ravensburg) beziehungsweise etwa drei Kilometer (Niederbiegen) entfernt lagen. Zwar war Altdorf 1849 mit 3267 Einwohnern nur etwa halb so groß wie das benachbarte Ravensburg, jedoch war der Ort durch die Benediktinerabtei Weingarten und die Basilika St. Martin seit jeher als Wallfahrtsort überregional bekannt.

#### 1865–1888: Weingarten im Verkehrsschatten

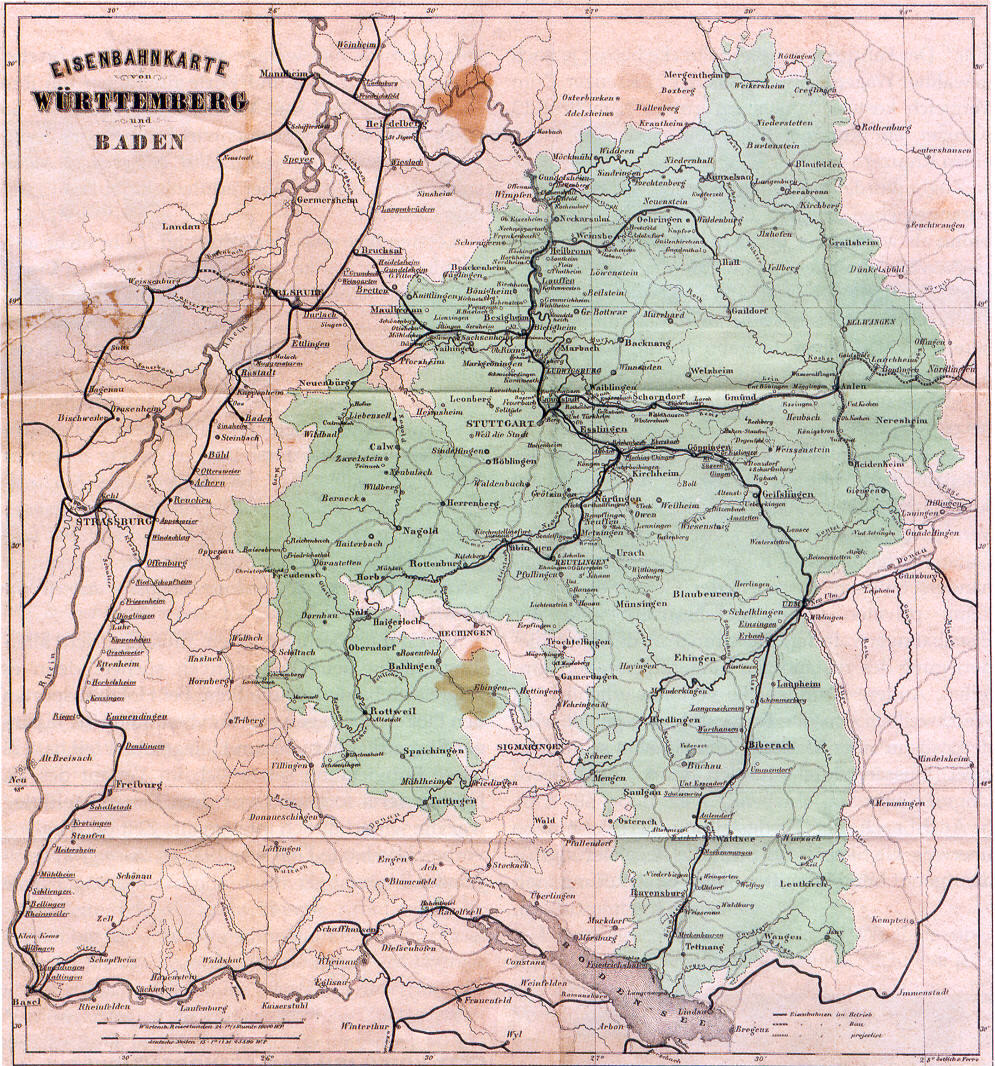
Das Württembergische Eisenbahnnetz in den 1860er Jahren, neben dem Ort Altdorf ist auch das Kloster Weingarten gesondert verzeichnet

1865 nahm Altdorf den Namen der Benediktinerabtei an und wurde in Weingarten umbenannt. Parallel dazu erhielt der Ort das Stadtrecht verliehen. Gleichzeitig entwickelte sich Weingarten im Zuge der Industrialisierung in jener Zeit auch zu einem wichtigen Industriestandort. Insbesondere die ebenfalls 1865 gegründete Maschinenfabrik Weingarten AG – die heutige Andritz Schuler Pressen GmbH – sowie die im Jahr darauf eingerichtete Spinnerei spielten hierbei eine gewichtige Rolle. Durch die rasante Entwicklung stieg auch die Einwohnerzahl stark an, so lebten am 1. Dezember 1880 schon 5232 Menschen in der Stadt. Immer ungünstiger wirkte sich deshalb die fehlende Eisenbahnanbindung aus, die Stadt lag – im Gegensatz zu Ravensburg – auch weiterhin im Verkehrsschatten. Darüber hinaus gab es auch damals schon ein entsprechendes lokales Verkehrsbedürfnis zwischen Altdorf und Ravensburg. Schließlich besaß Weingarten ab 1868 eine 800 Mann starke Garnison, aber im Unterschied zu Ravensburg nur wenige industrielle Arbeitsplätze.
Um die mangelhafte Situation zu verbessern, bemühte sich Weingarten deshalb nachträglich darum, durch den Bau einer als Nebenbahn ausgeführten Stichstrecke doch noch einen Anschluss an die Württembergische Staatsbahn zu erhalten. Treibende Kraft war hierbei der Weingartener Gewerbeverein mit seinem rührigen Schriftführer, dem evangelischen Lehrer Christoph Klein. Er konnte 1879 den Zürcher Eisenbahningenieur Theodor Lutz für das Projekt gewinnen. Bemerkenswerterweise wurde hierbei bereits die Strecke über den Frauentorplatz in Ravensburg geplant. Doch ergab eine kritische Untersuchung des Weingartener Stadtrates, dass Klein für seine in die Straße eingelassene Normalspurbahn technisch viel zu enge Radien und wirtschaftlich eine viel zu hohe Umschlagsmenge und damit Rendite kalkuliert hatte. So blieb es bei den Planungen.
Nachdem das Königreich Württemberg das Interesse an der Bahn verlor, forcierte man alternativ den Bau einer Privatbahn. Privat betriebene Strecken waren damals noch ein recht neues Phänomen, zu jener Zeit gab es in Württemberg erst drei nicht-staatliche Bahnen. Dies waren die Kirchheimer Eisenbahn-Gesellschaft seit 1864, die Ermsthalbahn-Gesellschaft seit 1873 und die Filderbahn-Gesellschaft seit 1884. Die Bahn nach Weingarten sollte schließlich die vierte Privatbahn Württembergs werden.

#### Umplanung zur schmalspurigen Dampfstraßenbahn
Im Frühjahr 1886 stellten auch die auf dem Eisenbahnsektor tätigen Augsburger Ingenieure Theodor Lechner und Viktor Krüzner von der Lokalbahnbau- und Betriebsunternehmung Lechner & Krüzner ein entsprechendes Verkehrsbedürfnis zwischen den beiden aufstrebenden Städten Ravensburg und Weingarten fest, dem die Errichtung einer Dampfstraßenbahn Rechnung tragen könnte. Im Oktober 1886 richtete das Unternehmen daher ein Gesuch für eine Projektierungskonzession zum Bau der Bahn an die Regierung des Königreiches Württemberg.
1887 legten die beiden Ingenieure schließlich den Stadtverwaltungen von Ravensburg und Weingarten ein Konzept für eine meterspurige Schmalspurbahn vor. Sie sollte vom Ravensburger Bahnhofsvorplatz aus über die Schussenstraße zum Frauentorplatz, danach geradewegs in der Staatsstraße Ulm–Friedrichshafen bis zur Scherzachbrücke in Weingarten führen. Dort wollten Lechner und Krüzner den scharfen Knick um das damalige Forst- und heutige Jugendhaus herum nicht mitmachen und planten das Gleis von der Haltestelle Stadtösch (später Lamm) geradewegs durch den Obstgarten des Sonnenwirts zur Endstation an der Kreuzung Waldseer Straße/Schloßstraße, heute Abt-Hyller-Straße beziehungsweise Charlottenplatz. Im Gegensatz zu den wenige Jahre zuvor gescheiterten Normalspurplanungen konnte sich diese Bahn problemlos den gegebenen Siedlungsachsen anpassen. Die Führung im öffentlichen Straßenraum erlaubte zudem, im Vergleich zu einer meist unabhängig trassierten klassischen Eisenbahn, niedrigere Bau- und Betriebskosten.
Das Konzept von Lechner und Krüzner überzeugte die bürgerlichen Gremien der beiden beteiligten Städte sowohl in Bezug auf die Technik als auch die Rendite, wenngleich in Weingarten mehr als in Ravensburg, dort stand man der Bahn stets weniger aufgeschlossen gegenüber. Auch die Staatsregierung in Stuttgart stimmte zu, nachdem sie erkannte, dass die neue Bahn keine ernsthafte Gefahr für die Auslastung ihrer Strecke zwischen Ravensburg und Aulendorf darstellte. Dies war nicht selbstverständlich, weil im Königreich der Staat das Bahnmonopol besaß. Wenn er eine private Eisenbahn zuließ, dann nur unter der Bedingung, die Strecke nach einer bestimmten Anzahl von Betriebsjahren zurückkaufen zu können, und zwar zum aufsummierten Anlagewert.
Die Bedingungen um Ravensburg und Weingarten waren so akzeptabel, dass Lechner und Krüzner den potenten Münchner Eisenbahn-Industriellen Georg Krauß für das Projekt gewinnen konnten. Er war Inhaber der Lokomotivfabrik Krauss & Comp., die auf Lokalbahn-Lokomotiven spezialisiert war, und erkannte in der projektierten Strecke eine Chance seinen Absatz zu steigern. So gründeten Lechner, Krüzner und Krauß am 9. Februar 1887 die private Lokalbahn Aktien-Gesellschaft (LAG). Diese erhielt die Baugenehmigung für die neue Bahn und war zugleich Bauherr. Die Bauarbeiten begannen im August 1887, nach einer anderen Quelle erst am 3. September gleichen Jahres. Die Betriebskonzession erteilte der Württembergische Staat am 15. November 1887, die Konzessionierung von Privatbahnen unterlag damals noch dem jeweiligen Landesrecht.

### Frühzeit

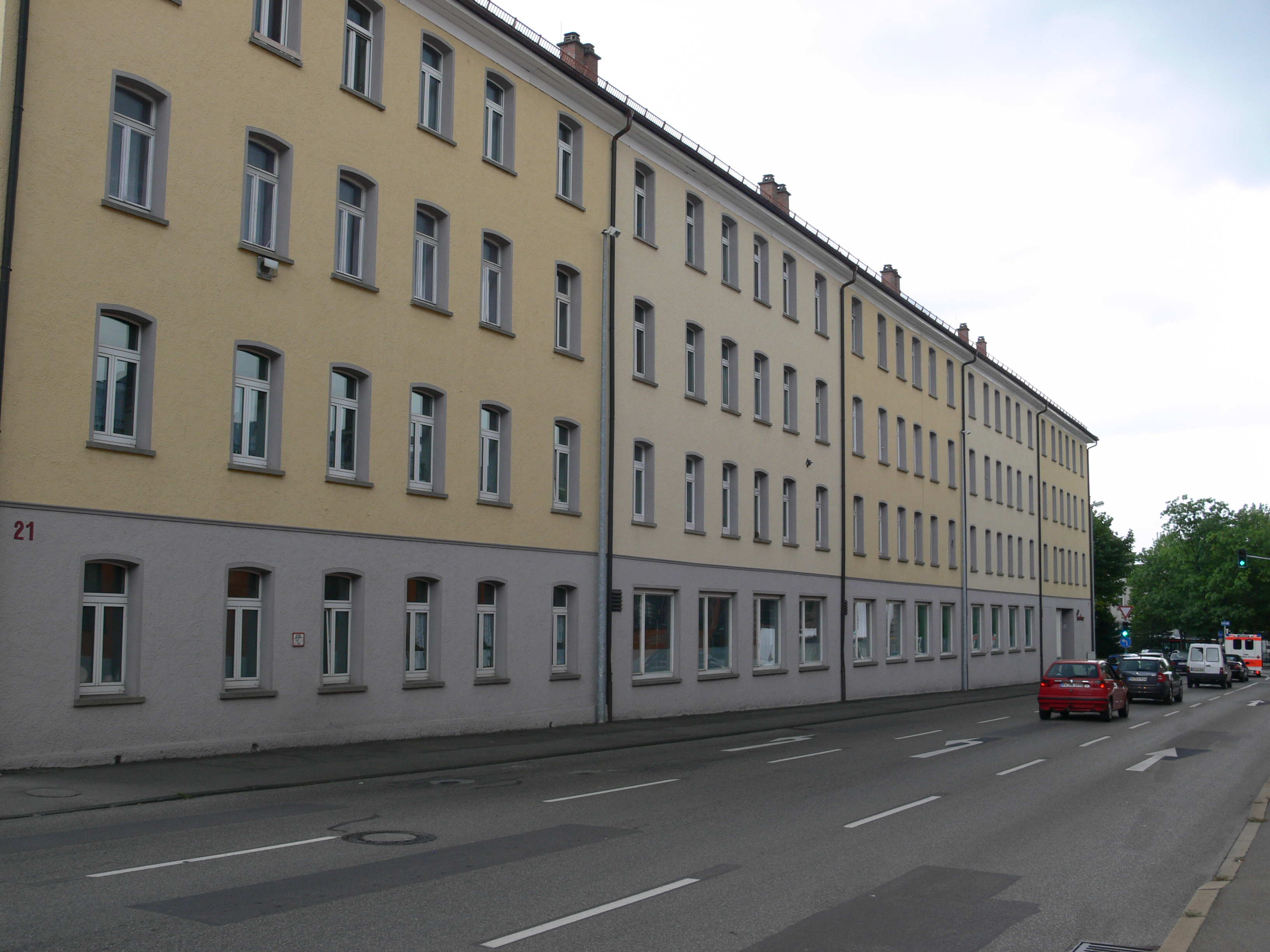
Durch die Schussenstraße fuhr die Bahn in Richtung Frauentor. An der Maschinenfabrik zeugen bis heute zwei Oberleitungsrosetten davon

Trassierung beim Grünen Turm, aufgenommen 1910 – dem Jahr der Elektrifizierung. Im Hintergrund das Stationsgebäude Frauentor. Der Kreuzbrunnen im Vordergrund musste 1981 dem Verkehr weichen und wurde einige Meter versetzt.

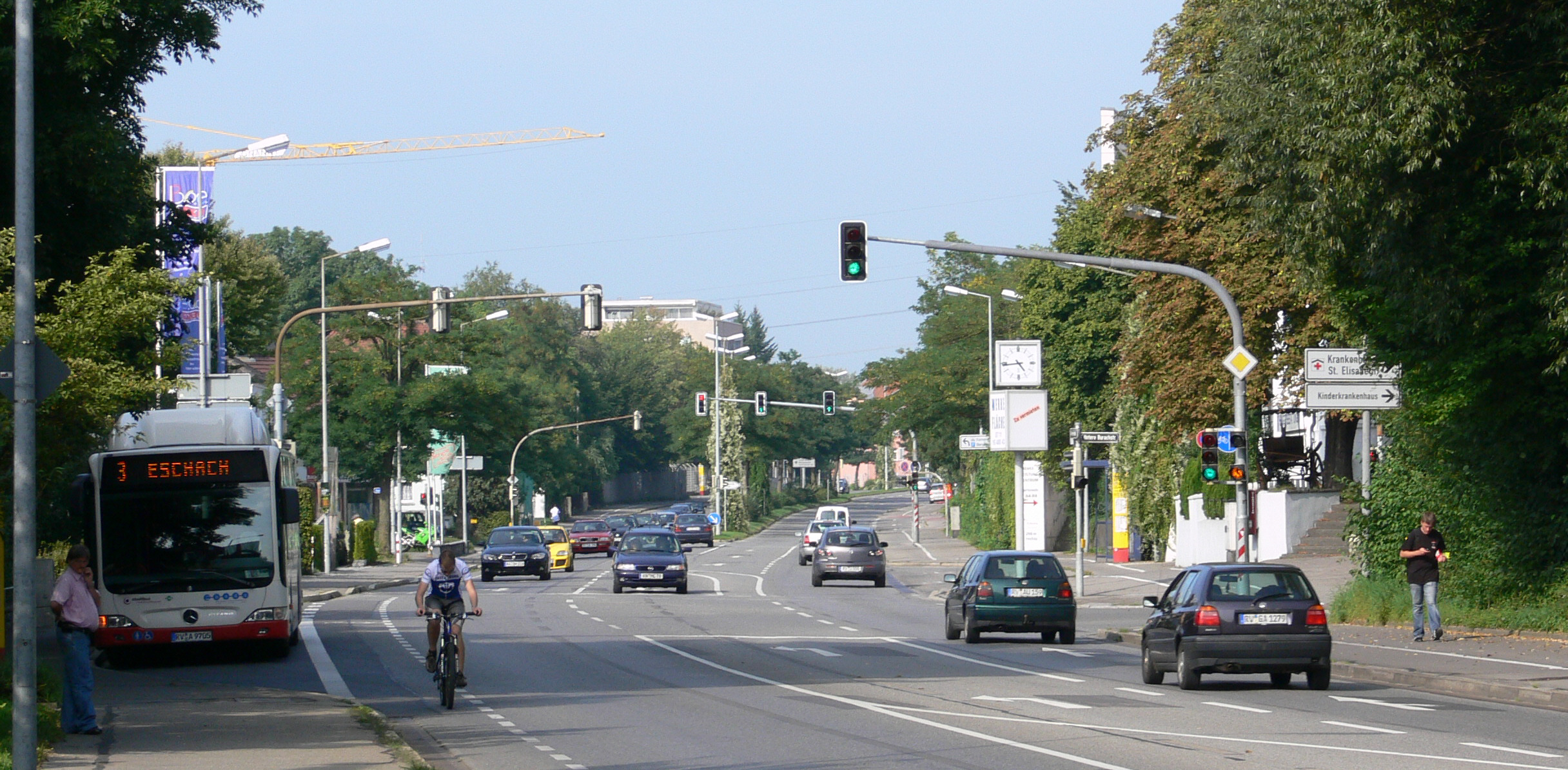
Die Station Heilig Kreuz bei Kilometer 1,59 besteht als Bushaltestelle gleichen Namens bis heute

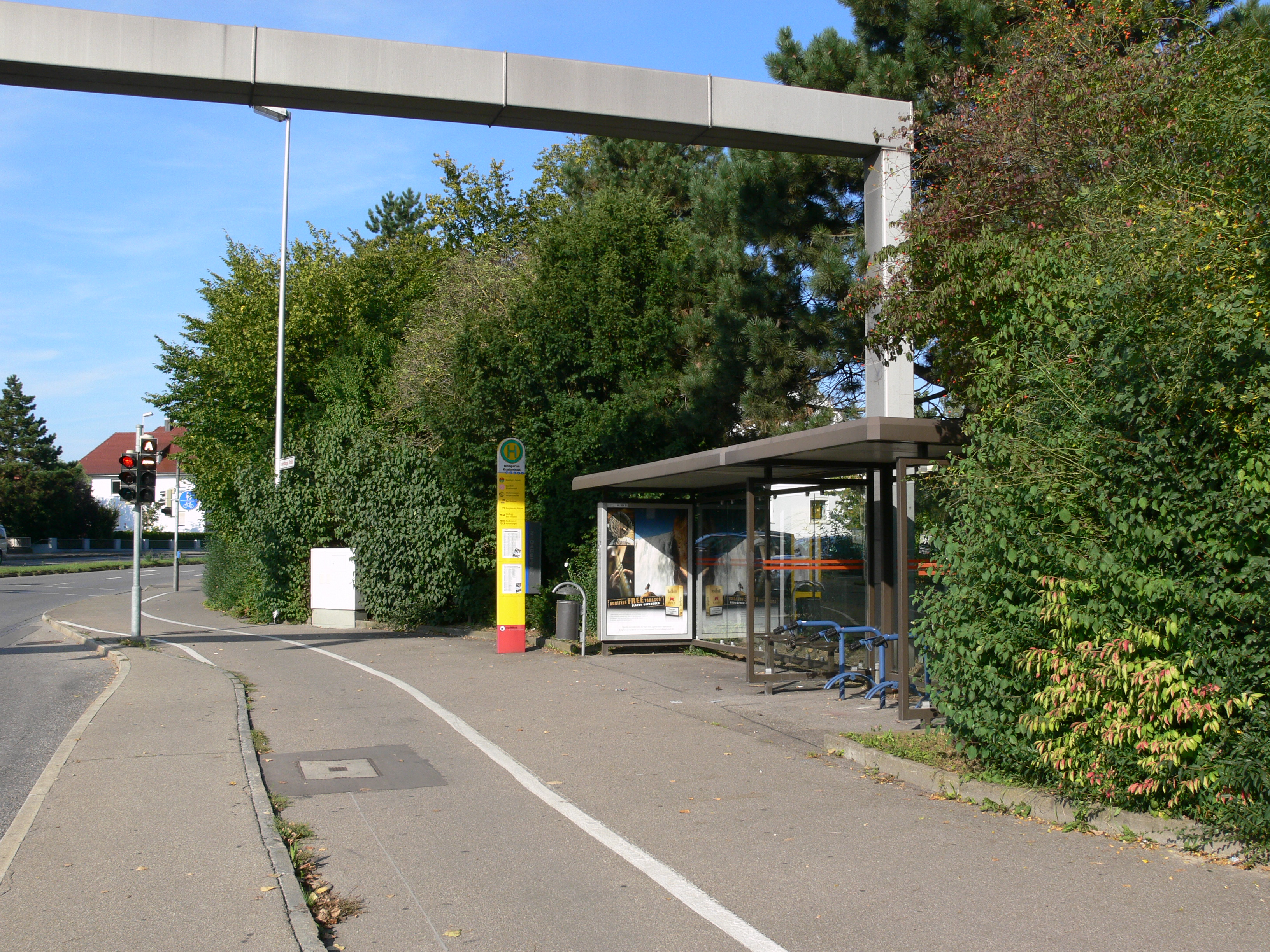
Die heutige Bushaltestelle Weingarten Krankenhaus ging aus der Station 14 Nothelfer hervor, an Stelle der Busbucht befand sich hier früher eine Ausweiche

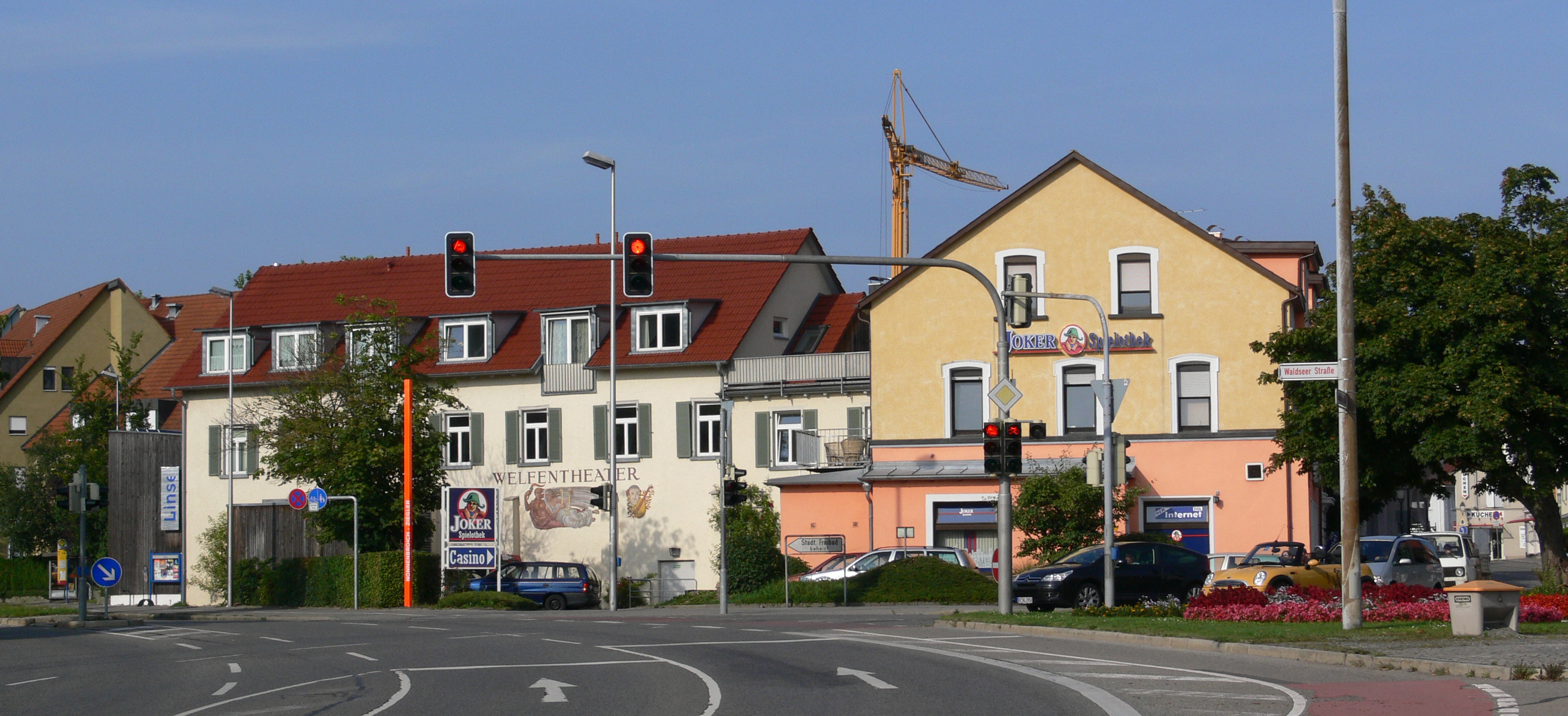
In Weingarten wandte sich die Bahn nach der Scherzachbrücke links und folgte der heutigen Waldseer Straße in nördliche Richtung

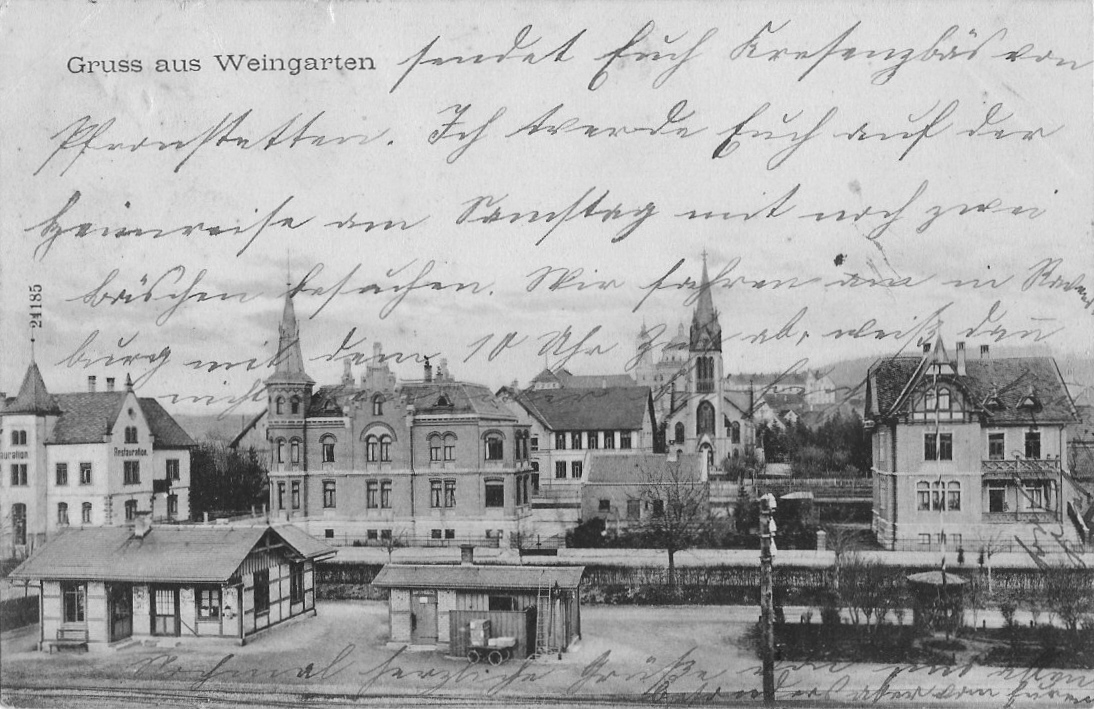
Die Endstation Weingarten Stadt um 1905

| \| \| \| von Friedrichshafen \| \| \| \| 0,00 \| Ravensburg Staatsbahnhof \| Ravensburg Staatsbahnhof \| \| \| \| nach Ulm \| \| \| \| 0,83 \| Ravensburg Frauentor \| Ravensburg Frauentor \| \| \| 1,59 \| Ravensburg Heiligkreuz \| Ravensburg Heiligkreuz \| \| \| 2,46 \| Gemarkungsgrenze \| Gemarkungsgrenze \| \| \| 3,1 \| 14 Nothhelfer \| 14 Nothhelfer \| \| \| 3,61 \| Weingarten Scherzachbrücke \| Weingarten Scherzachbrücke \| \| \| \| Scherzach \| \| \| \| \| Abzweig der neuen Strecke ab 1910 \| \| \| \| \| Betriebshof \| \| \| \| 4,18 \| Weingarten Stadt \| Weingarten Stadt \| |      |                                   |                                   |
| Strecke |      | von Friedrichshafen               | von Friedrichshafen               |
| Kopfbahnhof Streckenanfang (Strecke außer Betrieb) · Bahnhof | 0,00 | Ravensburg Staatsbahnhof          | Ravensburg Staatsbahnhof          |
| Strecke (außer Betrieb) · Strecke nach links |      | nach Ulm                          | nach Ulm                          |
| Haltepunkt / Haltestelle (Strecke außer Betrieb) | 0,83 | Ravensburg Frauentor              | Ravensburg Frauentor              |
| Bahnhof (Strecke außer Betrieb) | 1,59 | Ravensburg Heiligkreuz            | Ravensburg Heiligkreuz            |
| Grenze (Strecke außer Betrieb) | 2,46 | Gemarkungsgrenze                  | Gemarkungsgrenze                  |
| Bahnhof (Strecke außer Betrieb) | 3,1  | 14 Nothhelfer                     | 14 Nothhelfer                     |
| Haltepunkt / Haltestelle (Strecke außer Betrieb) | 3,61 | Weingarten Scherzachbrücke        | Weingarten Scherzachbrücke        |
| Brücke über Wasserlauf (Strecke außer Betrieb) |      | Scherzach                         | Scherzach                         |
| Abzweig geradeaus und nach rechts (Strecke außer Betrieb) |      | Abzweig der neuen Strecke ab 1910 | Abzweig der neuen Strecke ab 1910 |
| Abzweig geradeaus und nach links (Strecke außer Betrieb) · Betriebs-/Güterbahnhof Streckenende und quer (Strecke außer Betrieb) |      | Betriebshof                       | Betriebshof                       |
| Kopfbahnhof Streckenende (Strecke außer Betrieb) | 4,18 | Weingarten Stadt                  | Weingarten Stadt                  |

#### Eröffnung
Die neue Bahn nach Weingarten sollte eigentlich schon am 22. Dezember 1887 feierlich eingeweiht werden, doch war das Gleis noch nicht fertiggestellt. Als dieses dann zum 29. Dezember 1887 als nächstem ausersehenen Termin geschehen war, konnte es vom zuständigen Beamten aus Stuttgart nicht besichtigt werden, weil ein Schneesturm es zentimetertief versinken lassen hat. So konnte der Personenverkehr schließlich erst am 6. Januar 1888 aufgenommen werden, wobei kein Eröffnungsfest mehr angesetzt wurde. Der Betrieb fand von morgens 6:50 Uhr bis abends 22:10 Uhr statt. Berücksichtigt wurde eine Mittagspause für das Personal, so dass insgesamt elf Kurse angeboten wurden. Die Fahrt über die Gesamtstrecke dauerte 20 Minuten und kostete in der III. Klasse auf Holzsitzen 20 Pfennig für Erwachsene und zehn Pfennig für Kinder bis zu zehn Jahren. Kinder unter drei Jahren durften kostenlos mitfahren, sofern sie keinen eigenen Sitzplatz beanspruchten. Die Fahrkarten galten jeweils einen Tag, für die Hin- und Rückfahrt musste der doppelte Preis entrichtet werden. Die Benutzung der mit Polstersitzen ausgestatteten II. Klasse wiederum war um die Hälfte teurer und blieb vor allem den Offizieren der Weingartener Garnison und ihren Angehörigen vorbehalten. Fahrkarten waren nur in Weingarten am Schalter erhältlich, an den übrigen Stationen verkaufte sie der Zugführer. Darüber hinaus fungierten aber sowohl in Ravensburg als auch in Weingarten einige Kaufleute und Wirtschaften als zusätzliche Verkaufsstellen.
Die Aufnahme des öffentlichen Güterverkehrs folgte, über ein halbes Jahr nach Inbetriebnahme, am 15. August 1888. Die Frachten beförderte die LAG vornehmlich in den vorhandenen Halbgepäckwagen, die wenigen Güterwagen kamen nur selten zum Einsatz. Der Oberbau bestand aus Vignolschienen mit einem Metergewicht von 24,77 Kilogramm. Größere Kunstbauten waren nicht erforderlich, was auch die kurze Bauzeit der Strecke erklärt. Die Betriebsleitung und das Bahnbetriebswerk hatten ihren Sitz in Weingarten.
Die 4,18 Kilometer lange Verbindung war die erste Strecke der neu gegründeten LAG, die bereits seit 1879 bestehende Feldabahn kam erst 1891 zur LAG. Die Vergabe der Konzession an die bayerische LAG war insofern bemerkenswert, weil diese alle weiteren Aktivitäten fast ausschließlich auf Bayern konzentrierte. Allerdings setzte sich die LAG nur wenige Jahre nach Inbetriebnahme der Dampfstraßenbahn ein zweites Standbein in der Region Oberschwaben, als sie 1895 die nur zirka zehn Kilometer südlich von Ravensburg gelegene Bahnstrecke Meckenbeuren–Tettnang eröffnete.
Technisch gesehen entsprach die ehemalige Dampfstraßenbahn nach Weingarten weitgehend der heute noch dampfbetriebenen Chiemsee-Bahn, auch wenn diese durchgängig auf einer eigenen Trasse fährt. Die Chiemsee-Bahn wurde am 9. Juli 1887 nur wenige Monate vor der Weingartener Strecke eröffnet. Sie verwendet bis heute eine Lokomotive, welche baugleich mit den seinerzeit in Oberschwaben eingesetzten Maschinen ist.
Die neue Strecke war insbesondere in der III. Klasse bald nach Eröffnung so gut frequentiert, dass der kurz vorher eingeführte Pferdeomnibus, obwohl er bei der Rückfahrt fünf Pfennig Rabatt gewährte, bald wieder entfiel. Die Weingartener Stadtverwaltung bemühte sich schon nach kurzer Betriebsdauer, einen weiteren Kurs für aus Ravensburg heimkehrende Schüler einzuführen. Dies wurde aber von der LAG mit Hinweis auf die nötige Erholungszeit für den Lokomotivführer, den Heizer und den Schaffner abgelehnt. Das Personal fuhr nämlich zunächst ohne Schichtwechsel den ganzen Tag, zudem auch mit derselben Lokomotive, während die andere zunächst nur für Notfälle in Bereitschaft gehalten wurde.

#### Streckenbeschreibung
Die Bahnen nach Weingarten – und später nach Baienfurt – fuhren vom Ravensburger Bahnhofplatz ab, die LAG-Station hieß zur Abgrenzung vom bestehenden Ravensburger Bahnhof offiziell Ravensburg Staatsbahnhof. Der Einstieg in die Wagen erfolgte von der dem Stationsgebäude der Staatsbahn gegenüberliegenden Gehwegseite aus, die frühere Haltestelle lag direkt vor dem Hauptpostamt. Die Dampfstraßenbahn fuhr zunächst für zirka 100 Meter parallel zur Südbahn in nördliche Richtung, um sich dann beim heutigen Busbahnhof in einer scharfen 90-Grad-Kurve in östliche Richtung zu wenden. Durch die Schussenstraße erreichte sie beim Kilometer 0,83 die beim „Grünen Turm“ gelegene Haltestelle Ravensburg Frauentor. Aufgrund ihrer unmittelbaren Nähe zur Ravensburger Altstadt war sie nach der Starthaltestelle die am zweitstärksten frequentierte Haltestelle der Bahn. Nach Passage einer weiteren 90-Grad-Kurve auf dem Frauentorplatz wandte sich die Strecke wieder in nördliche Richtung und folgte der Gartenstraße in Richtung Weingarten.
Die Schienen in der Gartenstraße lagen stadtauswärts gesehen auf der rechten Straßenseite. Im Stadtbereich Ravensburg waren sie zunächst im Straßenplanum verlegt, im Außenbereich dann auf einer eigenen Trasse rechts neben der Straße. Die Gartenstraße war früher die wichtigste Verkehrsachse der Region, sie war Teil der damaligen württembergischen Staatsstraße 49. Dies war besonders in späteren Jahren mit einem entsprechend starken Individualverkehrsaufkommen verbunden. Es folgte im Verlauf der Gartenstraße noch eine weitere Haltestelle auf Ravensburger Stadtgebiet, Ravensburg Heiligkreuz genannt. Die Bezeichnung stammt vom ehemaligen Wirtshaus Heilig Kreuz ab, welches wiederum nach dem 1826 abgerissenen Siechenhaus Heilig Kreuz benannt war. Die Haltestelle war insbesondere für die Verkehrsanbindung des benachbarten St. Elisabeth-Krankenhauses von Bedeutung.
Bei Kilometer 2,46 – auf Höhe des heutigen Ravensburger Stadtteils Burach, der damals noch Burrach geschrieben wurde – passierte die Bahn die Grenze zur Nachbarstadt Weingarten und folgte weiter der ab hier Ravensburger Straße genannten Staatsstraße. Die Strecke verlief im Bereich vor und nach der Gemarkungsgrenze seinerzeit durch weitgehend unbebautes Gebiet, noch 1908 klaffte zwischen den beiden Städten eine Siedlungslücke von etwa zwei Kilometern. Ferner war die Verbindungsstraße damals noch nicht ausgebaut, erst in den Jahren 1916 bis 1926 wurde sie auch zwischen Ravensburg und Weingarten gepflastert.
Etwa einen halben Kilometer nach der Gemarkungsgrenze erreichte die Bahn den Halt 14 Nothelfer, die erste von insgesamt drei Stationen auf Weingartener Gebiet. Sie war nach dem Spital zu den 14 Nothelfern benannt, vor dessen Eingang sich die Haltestelle befand. Als einzige Haltestelle der Dampfstraßenbahn trug diese Haltestelle keinen Ortszusatz, denn das namensgebende Krankenhaus befand sich – als ehemaliges Leprosorium – damals noch etwas außerhalb der Bebauung von Weingarten.
Im Anschluss daran erreichten die Bahnen nach etwa 500 Metern den südlichen Stadtrand von Weingarten, dort befand sich die Haltestelle Weingarten Scherzachbrücke. Kurz danach überquerte die Trasse gemeinsam mit der Straße die Scherzach. Nach der Brücke wandte sich die Bahn nach links, querte die Ravensburger Straße und führte durch damals noch unbebautes Gebiet in nördliche Richtung. Die Streckenführung in diesem Bereich entsprach dabei der heutigen Waldseer Straße, diese wurde jedoch erst in späteren Jahren in Anlehnung an die Bahnstrecke neu trassiert. Bei der Einmündung der heute Promenade genannten Straße erreichte die Bahn wieder die Staatsstraße Richtung Ulm und folgte dieser linksseitig. Anschließend passierte die Strecke den Betriebshof der Bahn und erreichte bald darauf die Endstation Weingarten Stadt. Sie lag etwas südlich der damaligen Charlottenstraße, der heutigen Abt-Hyller-Straße.
Die Strecke war durchgehend eingleisig, Zugkreuzungen konnten an den beiden Ausweichstellen Ravensburg Heiligkreuz, die allerdings erst nachträglich eingerichtet wurde, und 14 Nothhelfer stattfinden. Dies war ausreichend, denn die Dampfstraßenbahn wurde nur mit zwei Zuggarnituren betrieben.

#### Eisenbahn oder Straßenbahn – Versuch einer Begriffsklärung
Juristisch gesehen gab es zur Eröffnung der hier behandelten Strecke im Königreich Württemberg – anders als etwa im benachbarten Bayern, in Preußen oder in Sachsen – noch keine Differenzierung zwischen einer Straßenbahn und einer Eisenbahn. Somit war die hier behandelte Strecke rechtlich betrachtet zunächst eine Eisenbahn – aus dem einfachen Grund weil die damaligen württembergischen Gesetze Straßenbahnen noch nicht explizit kannten. Trotzdem war die Bezeichnung Straßenbahn selbstverständlich auch in Württemberg bekannt. Und unabhängig von der geschilderten Rechtslage wurde sie nicht nur umgangssprachlich, sondern auch offiziell verwendet. Dennoch legte sich die LAG selbst auch nicht fest, vielmehr bezeichnete sie ihren Ravensburger Betriebszweig mal als Lokalbahn und mal als Straßenbahn. So sind beispielsweise die ersten Tarifbestimmungen vom 1. Dezember 1887 noch mit Lokalbahn Ravensburg–Weingarten überschrieben, auf dem Fahrplan vom 1. Dezember 1920 steht hingegen schon Strassenbahn Ravensburg–Weingarten–Baienfurt.
Auch in späteren Jahren führte diese rechtliche Grauzone zu Definitionsproblemen, so schreibt zum Beispiel Wolfgang Hendlmeier, dass die Strecke meist in den Statistiken für Eisenbahnen geführt wurde, außer in den Jahren 1933 bis 1938. Seiner Meinung nach wurde die Unterscheidung oft willkürlich getroffen.

### Nach der Jahrhundertwende

#### Weingarten wächst weiter
Auf Dauer konnte die schmalspurige Nebenbahn die steigende Verkehrsnachfrage nicht mehr befriedigen, insbesondere weil die Einwohnerzahl Weingartens weiterhin rasant anstieg, eine Entwicklung, die ihrerseits durch die seit 1888 deutlich verbesserte Verkehrsanbindung beschleunigt wurde. So lebten am 1. Dezember 1900 6678 Menschen im Ort, während es am 1. Dezember 1910 bereits 8077 Einwohner waren. Auch die Belegschaft der Maschinenfabrik stieg entsprechend, von knapp 50 im Eröffnungsjahr der Bahn auf 710 im Jahr 1913. Von diesen pendelten täglich allein 78 aus Ravensburg ein, hierbei ermöglichte die Bahn als technische Neuerung überhaupt erst die Trennung von Wohn- und Arbeitsort.
Neben der gestiegenen Nachfrage im Personenverkehr erwies sich damals insbesondere der – wenngleich recht spärliche – Güterverkehr per Schmalspurbahn als problematisch. Zum einen mussten die Waren am Ravensburger Staatsbahnhof umständlich von der Schmalspur auf die Normalspur umgeladen werden, zum anderen mussten die Güter aus Weingarten zuvor mitten durch das Stadtgebiet von Ravensburg transportiert werden. Vor allem aber war die gewünschte Expansion des Güterverkehrs auf der Schiene mit der vorhandenen Infrastruktur nicht möglich.
| 1889 | 1890 | 1891 | 1892 | 1893 | 1894 | 1895 | 1896 | 1897 | 1898 | 1899 | 1900 | 1901 | 1902 | 1903 | 1904 | 1905 | 1906 | 1907 | 1908 | 1909 | 1910 |
| ---- | ---- | ---- | ---- | ---- | ---- | ---- | ---- | ---- | ---- | ---- | ---- | ---- | ---- | ---- | ---- | ---- | ---- | ---- | ---- | ---- | ---- |
| 719  | 679  | 816  | 1371 | 1524 | 1859 | 1988 | 2387 | 2660 | 2400 | 2210 | 2277 | 2020 | 2231 | 2439 | 2656 | 2790 | 3035 | 3078 | 3000 | 3000 | 2673 |

Diese Tabelle nach Kolb zeigt die Entwicklung des Güterverkehrs mit der Schmalspurbahn. Dargestellt ist jeweils die jährliche Beförderungsleistung in Tonnen, ohne Gepäckstücke. Anmerkungen: für das Eröffnungsjahr 1888 liegt keine Angabe vor, die Angaben für die Jahre 1908 und 1909 sind Schätzwerte, für 1911 (letztes Jahr des schmalspurigen Güterverkehrs) liegt ebenfalls keine Angabe vor. Deutlich zu erkennen ist die kontinuierliche Steigerung des Frachtaufkommens im Laufe der Jahre. Bei zirka 3000 Tonnen jährlich (1906 erstmals überschritten) war jedoch die Leistungsgrenze der Schmalspurbahn erreicht.

#### Auch Baienfurt entwickelt sich zum Industrieort
Ferner entwickelte sich in jenen Jahren auch der nördliche Nachbarort Baienfurt, mit einer gewissen Verzögerung zu Weingarten, ebenfalls zu einem Industriestandort. Als die Südbahn 1849 von Ravensburg aus nach Norden verlängert wurde, hatte Baienfurt gerade mal 800 Einwohner. Dementsprechend wurde der Ort bei der Trassierung seinerzeit ebenso wenig berücksichtigt wie Altdorf. Doch in späteren Jahren sorgte die Industrialisierung auch in Baienfurt für ein entsprechendes Wachstum des Ortes. Im Zentrum dieser Entwicklung stand die 1870 bis 1873 errichtete Papierfabrik Baienfurt, die bis zur Schließung 2009 der größte Arbeitgeber am Ort blieb.
Baienfurt befand sich somit um die Jahrhundertwende in einer ähnlichen Situation wie Weingarten bis 1888. Der nächste Bahnhof an der Südbahn – die Station Niederbiegen – lag zweieinhalb Kilometer von der Ortsmitte entfernt, zur Endstation der Dampfstraßenbahn in Weingarten waren es ebenfalls knapp zweieinhalb Kilometer. Damit entstand auch in Baienfurt der dringliche Wunsch nach einer Verbesserung der Verkehrssituation, insbesondere weil die Pferdefuhrwerke der Papierfabrik weder mit der Holzzufuhr noch mit der Abfuhr des fertigen Papiers über Niederbiegen nachkamen.

#### Ravensburg dehnt sich nach Norden aus

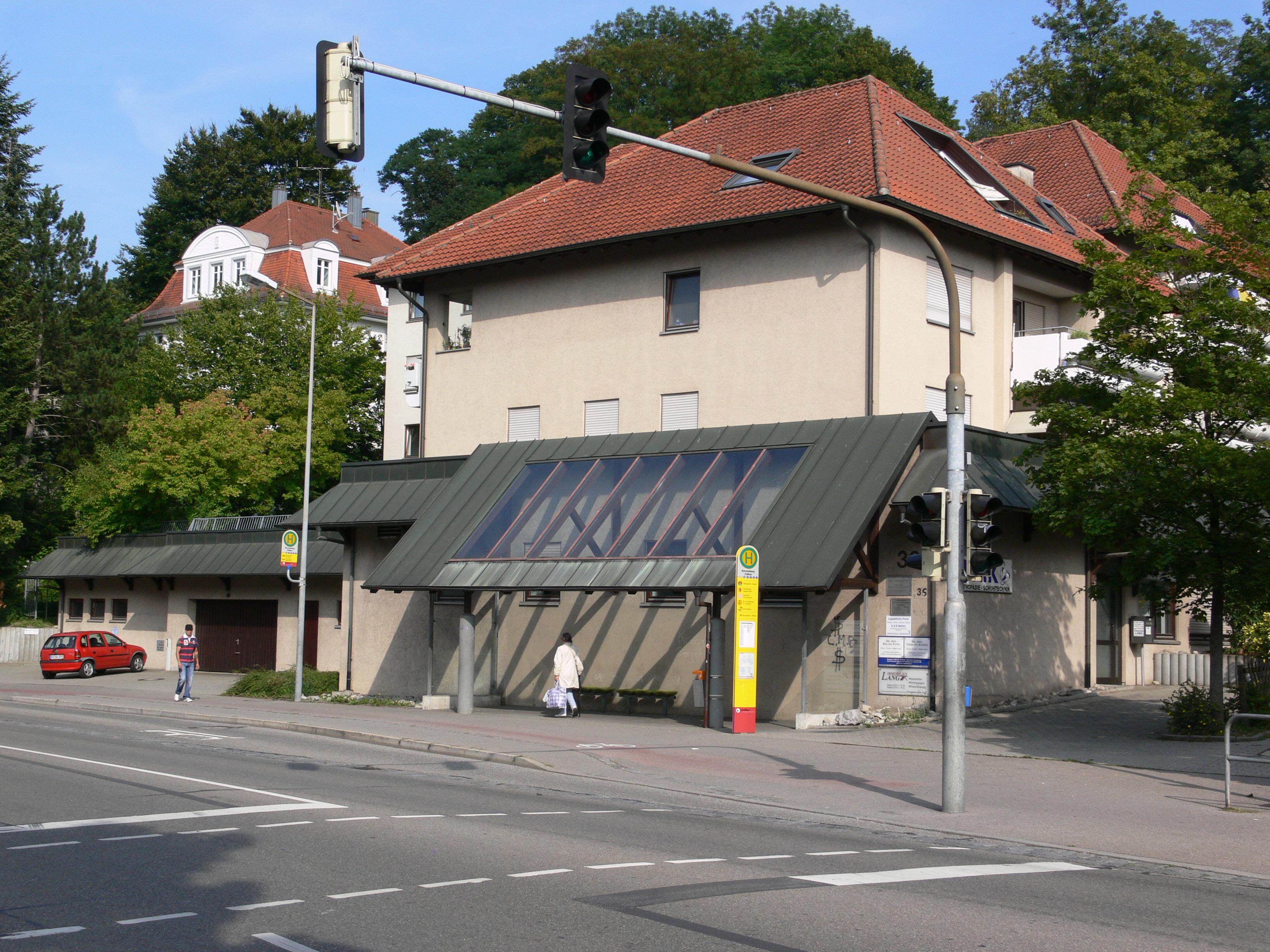
Die Haltestelle Falken wurde 1910 anlässlich der Elektrifizierung nachträglich eingerichtet

In den Jahren um die Jahrhundertwende wuchs auch Ravensburg beständig weiter, so erhöhte sich die Einwohnerzahl von 10.550 im Jahr 1880 auf 15.594 im Jahr 1910. Weil aber in der Kernstadt nur begrenzt Wohnraum zur Verfügung stand, führte dies zu einer Ausdehnung des bebauten Gebiets, so unter anderem auch nach Norden. Dort entstand an der Straße Richtung Weingarten damals das Stadtviertel Nordstadt, ferner wurde auch der bestehende Weiler Burrach zu einem Stadtteil aufgesiedelt. Damit gewann die Nebenbahn nach Weingarten zunehmend auch für den innerstädtischen Verkehr in Ravensburg an Bedeutung. Um den veränderten Bedürfnissen nachzukommen, mussten allerdings erst neue Haltestellen eingerichtet werden – bislang bediente die Bahn im Abschnitt nördlich der Kernstadt nämlich nur die Haltestelle Ravensburg Heiligkreuz. Die Dampfstraßenbahn wäre dazu jedoch nur bedingt geeignet gewesen, war doch jeder zusätzliche Halt mit einem langwierigen Anfahrvorgang verbunden und hätte damit zu entsprechenden Fahrzeitverlängerungen auf der Gesamtstrecke geführt.

#### Ausbaupläne
Um die Verkehrssituation für die drei beteiligten Ortschaften weiter zu verbessern, entschloss man sich daher gut zwanzig Jahre nach ihrer Eröffnung, die Infrastruktur der Nebenbahn umfassend zu erweitern. Neben der Verlängerung nach Norden und der Einrichtung neuer Haltestellen in Ravensburg wurde auch die Elektrifizierung ins Auge gefasst, denn die Führung einer dampfbetriebenen Bahn durch bebaute Straßenzüge galt bereits damals als nicht mehr zeitgemäß. Neben der bestehenden Innenstadtstrecke durch Ravensburg galt dies insbesondere auch im Hinblick auf die beabsichtigte nördliche Verlängerung. Diese sollte auch mitten durch den Ortskern von Weingarten führen, auch direkt an der Basilika vorbei. Darüber hinaus war die elektrische Traktion für die beabsichtigte Verkürzung der Haltestellenabstände in der Ravensburger Nordstadt von Vorteil; denn dadurch konnten die bei den Anfahrvorgängen entstehenden Zeitverluste in Grenzen gehalten werden.
Die LAG galt um die Jahrhundertwende als Vorreiterin bezüglich der Elektrifizierung von Bahnstrecken in Deutschland. Sie konnte auf fünf ihrer Strecken bereits frühzeitig Erfahrungen mit dem elektrischen Bahnbetrieb sammeln:

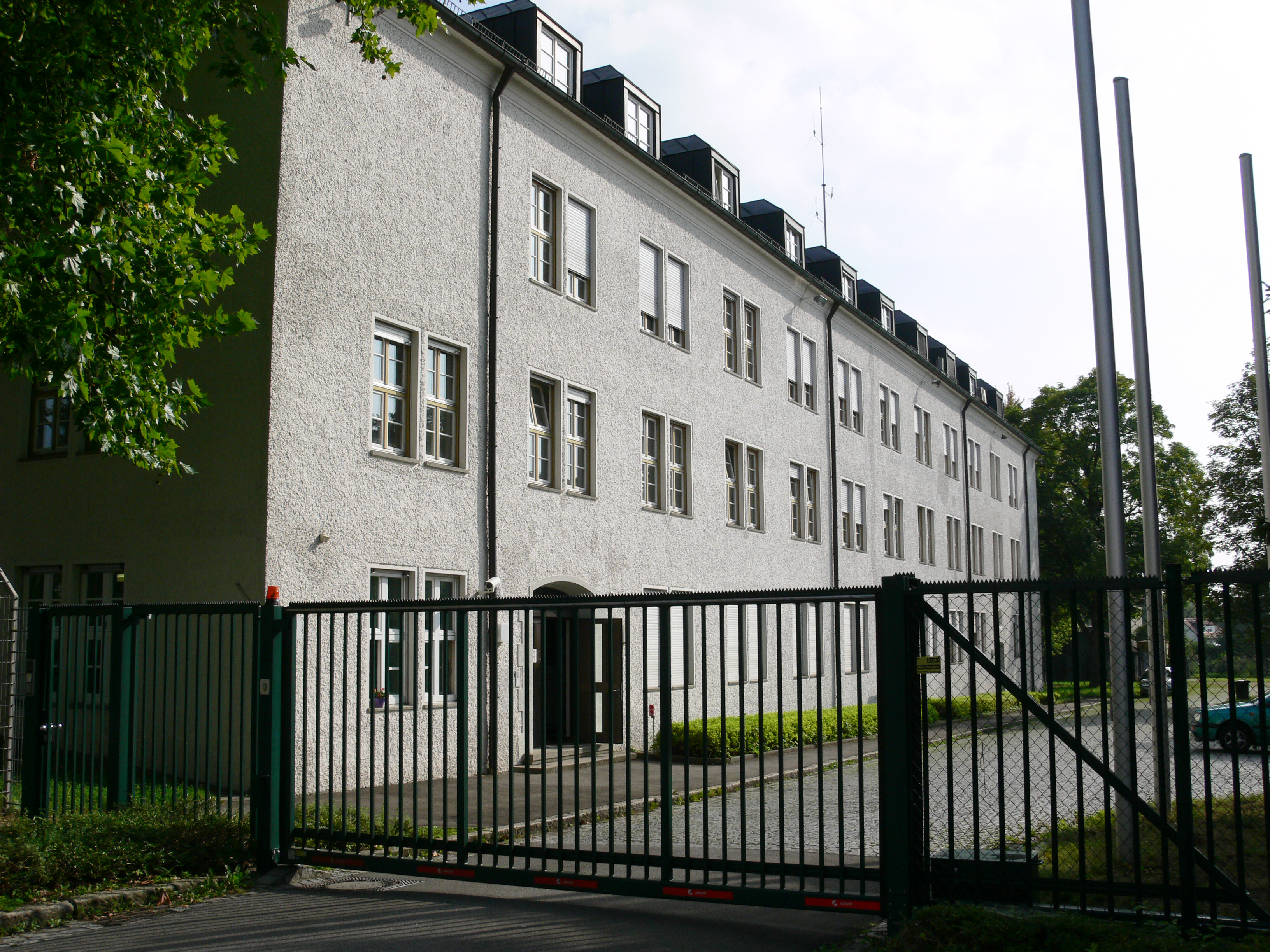
Auch beim Ravensburger Kraftwerk entstand 1910 eine neue Haltestelle samt Ausweiche

- Meckenbeuren–Tettnang (1895 eröffnet, von Beginn an elektrifiziert)
- Türkheim–Wörishofen (1896 eröffnet, von Beginn an elektrifiziert, seit 1905 von der LAG betrieben)
- Bad Aibling–Feilnbach (1897 eröffnet, von Beginn an elektrifiziert)
- Isartalbahn (1900 elektrifiziert)
- Murnau–Oberammergau (1905 elektrifiziert, wenn auch mit Wechselstrom betrieben)

Ferner hatten sich zu diesem Zeitpunkt auch in zahlreichen deutschen Städten bereits elektrische Straßenbahnen etabliert, in der Landeshauptstadt Stuttgart schon seit 1895, im nahen Ulm seit 1897. So war es nur konsequent, auch die Dampfstraßenbahn nach Weingarten auf elektrische Traktion umzustellen.
Dabei erschienen die technischen Fragen weniger problematisch als die juristischen. Zu beachten war vor allem das Strom-Monopol der Württembergischen Gesellschaft für Elektrizitätswerke (WGE), einer Tochtergesellschaft der Maschinenfabrik Esslingen, die wiederum stark mit dem Staat verbunden war. Nach jahrelangen Verhandlungen kam ein Kompromiss zustande, der für die zu beschaffenden Fahrzeuge von Bedeutung war. Ausnahmsweise durfte die LAG für ihren Bahnstrom ein eigenes Elektrizitätswerk im WGE-Bereich errichten. Zur Kompensation musste sie ihre Triebwagen in Esslingen bauen lassen und nicht bei ihrem Hoflieferanten MAN. Doch verfügte Esslingen damals noch über wenig Erfahrungen mit elektrischen Fahrzeugen, weshalb für die LAG Sonderanfertigungen nach neuesten Planungen hergestellt werden mussten, die sich letztlich als absolut betriebstauglich erwiesen.
Die Modernisierung und Erweiterung der Infrastruktur erfolgte schrittweise. Parallel zum Ausbau der Schmalspurbahn wurde außerdem der Neubau der normalspurigen Bahnstrecke Niederbiegen–Weingarten sowie der ebenfalls normalspurigen Bahnstrecke Abzw Baienfurt West–Baienfurt Gbf projektiert. Die beiden neuen Strecken sollten zum einen den Güterverkehr von und nach Weingarten von der Schmalspurbahn übernehmen und zum anderen Baienfurt erstmals in seiner Geschichte überhaupt einen Anschluss an den schienengebundenen Güterverkehr bringen. Am 21. August 1909 erteilte der württembergische Staat schließlich die Konzession für die Verlängerung. Im Gegensatz dazu wurden die beiden Normalspurstrecken erst am 14. Mai 1910 genehmigt.

### Gescheiterte Erschließung der Stadtmitte und der Südstadt
Im Vorfeld der Elektrifizierung existierten konkrete Pläne, auch die Ravensburger Altstadt sowie die neuen Viertel, die sich immer mehr nach Süden ausdehnten, per Bahn zu erschließen. Um diese über den heutigen Marienplatz zu führen, wurde sogar ein Durchbruch der stadteigenen Bauhütte geplant, die damals noch als Schulhaus diente. Letztlich scheiterte das Projekt aber nicht am Verlust von mindestens zwei Klassenzimmern, sondern an der Erkenntnis der LAG, dass sowohl der Weg durch die Eisenbahnstraße als auch der durch die Bachstraße unzumutbare Engstellen und Steigungen zur Folge gehabt hätte. Offensichtlich hatte im Ravensburger Magistrat niemand bedacht, zu welchen Lärmbelästigungen die Bahn in diesen engen, hochbebauten Straßenzügen bis in die späte Nacht hinein bei den Anwohnern geführt hätte.

### Modernisierung und Ausbau in den Jahren 1910 und 1911

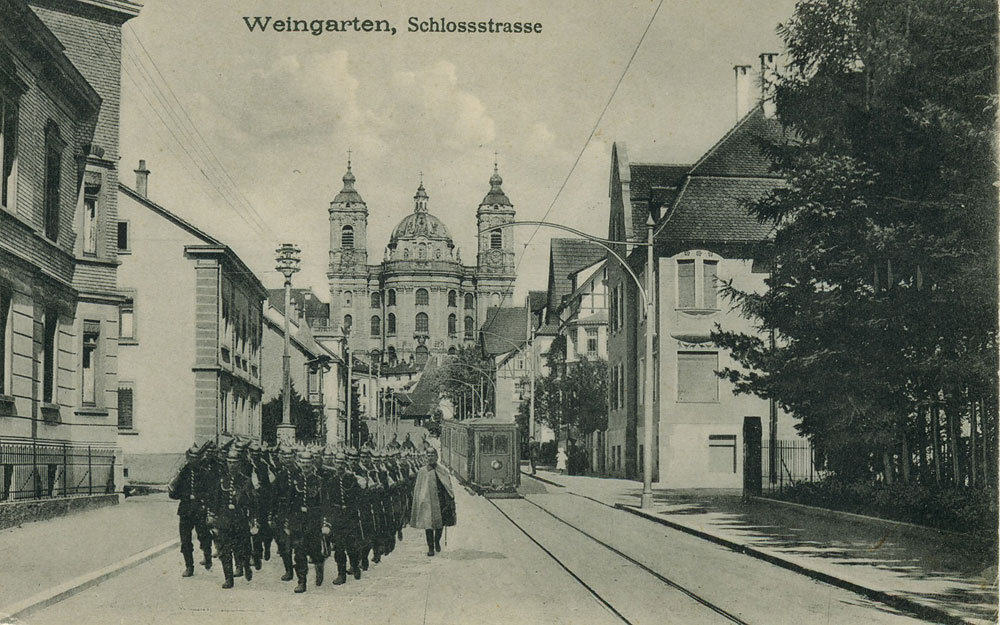
Seit 1910 fuhr die Bahn in Richtung Weingarten Güterbahnhof auch direkt an der Basilika vorbei

Weingarten Güterbahnhof kurz nach seiner Eröffnung, die Straßenbahn-Haltestelle befand sich auf dem Bahnhofsvorplatz im Vordergrund

#### Elektrifizierung, erste Verlängerung und neue Haltestellen
Die Aufnahme des elektrischen Betriebs erfolgte zum 1. September 1910, wenngleich der Dampfbetrieb erst im September 1911 endgültig eingestellt wurde. Als Spannung der elektrischen Versorgung wurde zunächst 700 Volt Gleichspannung gewählt, erst in späteren Jahren wurde sie auf 750 Volt erhöht. Für die Speisung der Fahrleitung entstand damals auf halbem Weg eine Umspannstation. Gleichzeitig mit der Elektrifizierung wurde der Oberbau modernisiert sowie die Strecke um 950 Meter und drei neue Haltestellen verlängert. Die Bahn führte jetzt bis an den nördlichen Stadtrand von Weingarten, die vorläufige Endstation befand sich auf dem Bahnhofsvorplatz des im Aufbau befindlichen Güterbahnhofs. Der Güterbahnhof selbst wurde allerdings erst im Folgejahr in Betrieb genommen. Ferner wurden in Weingarten etwa 300 Meter vorhandene Strecke neu trassiert.
Aus Richtung Ravensburg kommend querte die Bahn fortan die Waldseer Straße an der Einmündung der Promenade und folgte dieser – jetzt rechtsseitig trassiert – bis zum heutigen Charlottenplatz. Die bisherige Endstelle Weingarten Stadt auf der linken Seite der Waldseer Straße wurde aufgelassen. Sie wurde durch die neue Haltestelle Weingarten Charlottenstraße auf der rechten Seite der Waldseer Straße ersetzt. Die neue Station befand sich in der Grünanlage bei der heutigen Bushaltestelle Weingarten Charlottenplatz (stadtauswärts) und wurde als Ausweichstelle ausgeführt. Direkt danach bog die neue Trasse dann im 90-Grad-Winkel scharf nach rechts ab und führte durch die Charlottenstraße – die heutige Abt-Hyller-Straße – zunächst in östliche Richtung weiter. Nach 500 Metern direkt an der Basilika St. Martin, wo sich die neue Haltestelle Weingarten Post befand, wandte sich die Strecke wiederum im 90-Grad-Winkel scharf nach Norden. Von hier aus erreichte sie nach der Passage der Haltestelle Weingarten Traube schließlich die vorläufige Endstation Weingarten Güterbahnhof.
Beim Weingartener Güterbahnhof wurde auch der neue Betriebsmittelpunkt der Bahn errichtet. Es entstanden eine etwa 40 Meter lange dreiständige Wagenhalle mit zusätzlichen Abstellgleisen vor und neben der Halle sowie ein sechsteiliges Gebäude mit Dienstwohnungen für die damals etwa 70 Beschäftigten der Bahn. Letzteres befand sich an der Baienfurter Straße 22–32 und war im gleichen Baustil gehalten wie das Stationsgebäude des Güterbahnhofs. Der alte Betriebshof der Dampfstraßenbahn an der Waldseer Straße wurde hingegen 1910 aufgegeben. Parallel dazu wurden in Ravensburg wie geplant auch im Bereich der bestehenden Strecke drei neue Haltestellen eingerichtet:
| Haltestelle       | km   | Bezeichnung |
| ----------------- | ---- | --- |
| Ravensburg Falken | 1,1  | Nach dem ehemaligen Wirtshaus Falken, Gartenstraße 30.                                                                                                 |
| Kraftwerk         | 2,14 | Nach dem ehemaligen Ravensburger Kraftwerk, heute Sitz des Regierungspräsidiums Tübingen – Außenstelle Ravensburg.                                     |
| Unterburach       | 2,5  | In Anlehnung an den damaligen Weiler Burrach (heutiger Stadtteil Burach). Dieser liegt jedoch etwas abseits der Trasse und zudem zirka 30 Meter höher. |

Davon wurde die Haltestelle Kraftwerk als weitere Ausweichmöglichkeit ausgeführt, insgesamt standen 1910 somit vier Begegnungsmöglichkeiten zur Verfügung: Ravensburg Heilig Kreuz, Kraftwerk, 14 Nothelfer und Weingarten Charlottenstraße. Die Haltestelle Unterburach lag dabei bereits auf Weingartener Gemarkung, dennoch diente sie der Erschließung des zu Ravensburg gehörenden Weilers Burrach. Weil sich sowohl Kraftwerk als auch Unterburach damals noch auf freiem Feld befanden, erhielten sie – wie 1888 bereits die Station 14 Nothelfer – beide keinen Ortszusatz.
Durch die neuen elektrischen Fahrzeuge erhöhte sich die Gesamtkapazität je Zug von 300 auf 752 Personen, damit war die Bahn auch für den Stoßverkehr zum Blutfreitag und zum Rutenfest gerüstet. Aus der Elektrifizierung ergab sich auch der Spitzname Mühle für die gesamte Bahn. Er bezog sich auf den vom Triebwagenführer bedienten Fahrschalter, der wie die Kurbel einer Kaffeemühle aussah.

#### Zweite Verlängerung – Baienfurt wird erreicht

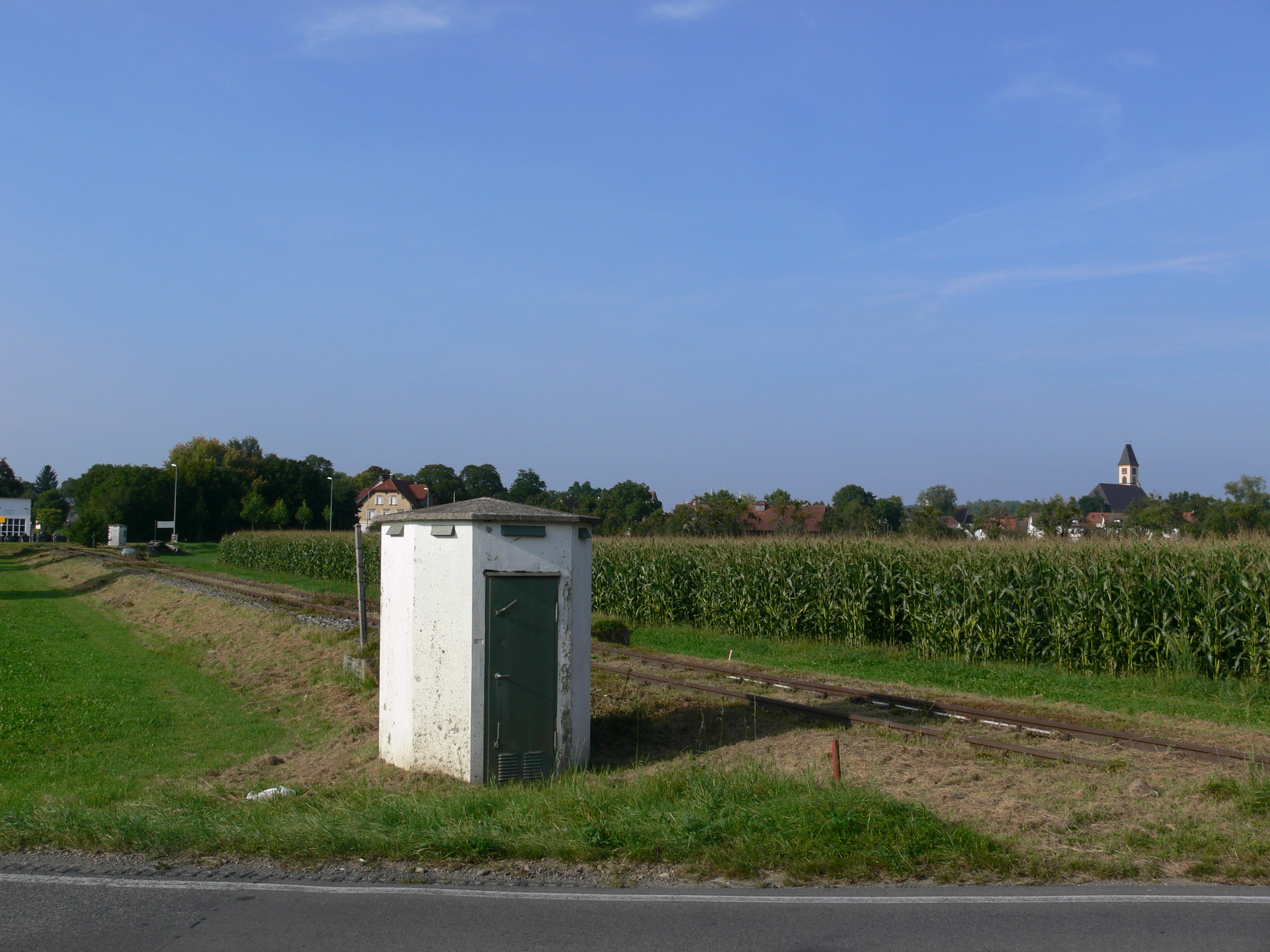
In diesem Bereich lag früher das Dreischienengleis. Vor dem Bahnübergang am linken Bildrand zweigte das Meterspurgleis nach rechts in Richtung Baienfurt Ort ab

Etwas über ein Jahr später konnte auch die zweite Verlängerung zwischen dem Güterbahnhof Weingarten und dem nördlichen Nachbarort Baienfurt eröffnet werden. Die Neubaustrecke wurde gemeinsam mit der normalspurigen Bahnstrecke Niederbiegen–Weingarten gebaut und deshalb teilweise als Dreischienengleis ausgeführt. Der neue Meterspur-Streckenabschnitt ging am 13. September 1911 in Betrieb und wurde von Beginn an ausschließlich im Personenverkehr bedient. Der Betrieb begann um 5:45 Uhr und endete um 23:45 Uhr nach insgesamt 66 Fahrten. Die feierliche Eröffnung mit Festzügen, Ansprachen und Musikdarbietungen fand schließlich am 12. Oktober 1911 statt.
Die neue Endstelle, die zur Abgrenzung vom nördlich gelegenen Baienfurter Güterbahnhof als Baienfurt Ort bezeichnet wurde, lag nur zirka 250 Meter vom historischen Ortszentrum Baienfurts entfernt. Sie befand sich unmittelbar südlich der Brücke über die Wolfegger Ach, bei der heutigen Bushaltestelle Baienfurt Achtalschule. Die Streckenlänge erhöhte sich dadurch auf insgesamt 6,56 Kilometer, davon lagen jedoch nur die letzten 180 Meter auf Baienfurter Gemarkung. Die kurzzeitige Endstation Weingarten Güterbahnhof war fortan die fünfte Ausweichstelle auf der weiterhin komplett eingleisigen Strecke. Nach 1911 endeten oder begannen dort nur noch ein- beziehungsweise ausrückende Züge.

#### Der Haltepunkt Traubenhof

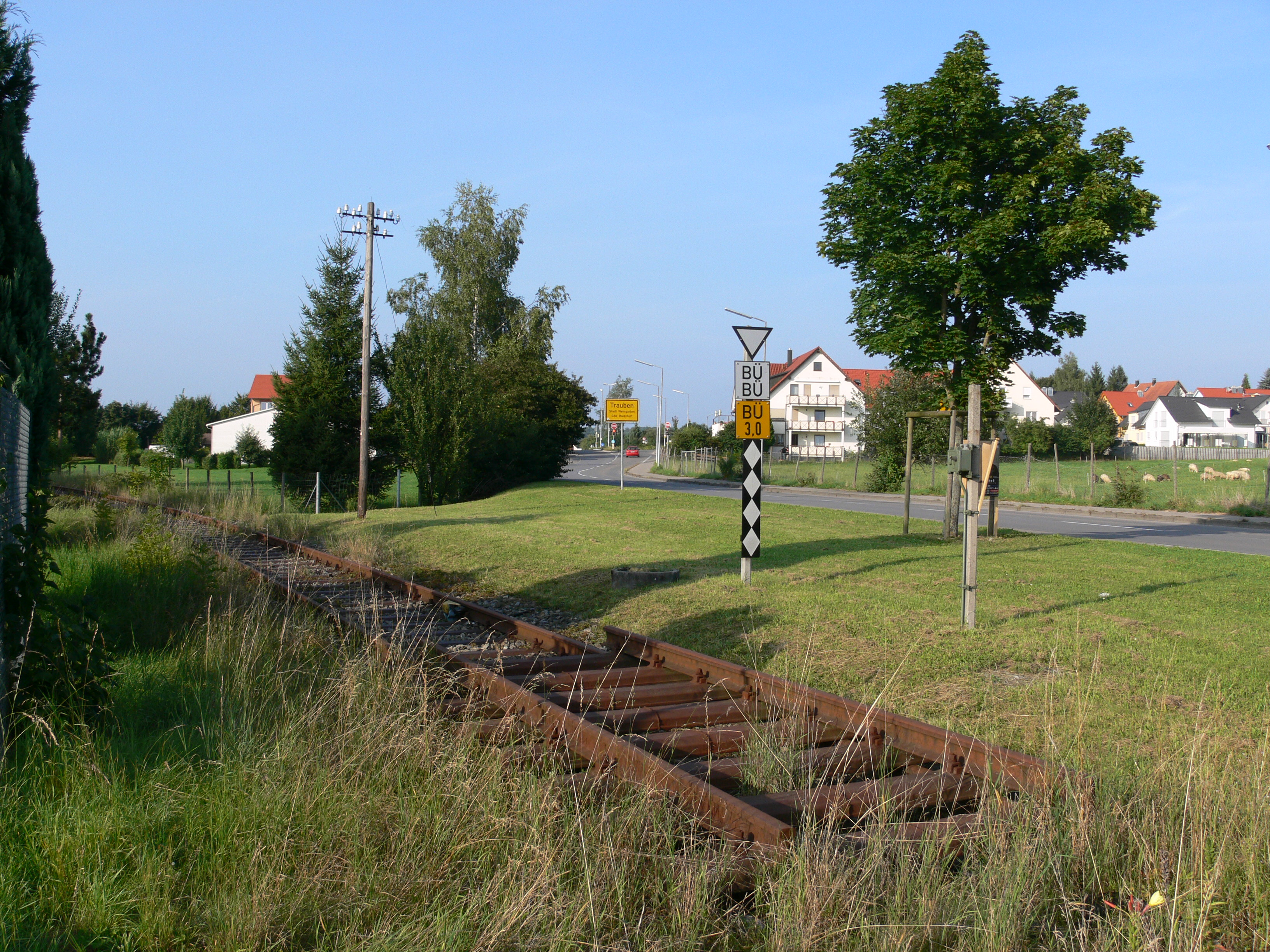
Beim ehemaligen Haltepunkt Traubenhof, im Hintergrund der namensgebende Weiler Trauben

Im Zuge der Verlängerung nach Baienfurt wurde etwa 200 Meter südlich des zu Weingarten gehörenden Weilers Trauben eine zusätzliche Zwischenstation eingerichtet. Diese befand sich damals noch auf freiem Feld. Der Traubenhof genannte Haltepunkt diente außerdem der besseren Erschließung der zu Baienfurt gehörenden Nachbarweiler Neubriach, Knechtenhaus, Briach und Köpfingen. Die Bezeichnung Traubenhof ist dabei eine Eigenschöpfung der LAG, denn der zugehörige Weiler hieß auch 1911 schon offiziell Trauben. Damit sollten Verwechslungen mit der gleichzeitig eröffneten Haltestelle Weingarten Traube vermieden werden. Dies wurde erst im Dezember 2007 korrigiert, als die entsprechende Bushaltestelle von Weingarten Traubenhof in Weingarten Trauben umbenannt wurde. Die Bushaltestelle Weingarten Traube wurde schon vor längerer Zeit aufgelassen, so dass Verwechslungen mittlerweile ausgeschlossen sind. Ferner trug der Haltepunkt Traubenhof zu den Betriebszeiten der Bahn nie den Namenszusatz Weingarten, obwohl er schon damals zum Stadtgebiet von Weingarten gehörte. Der Zusatz wurde erst beim späteren Busverkehr eingeführt. Grund war, dass damit bei ortsfremden Fahrgästen, deren Ziel einer der vier zu Baienfurt gehörenden Weiler war, Irritationen vermieden werden sollten.

#### Aufgabe des schmalspurigen Güterverkehrs
Mit der am 1. Oktober 1911 erfolgten Inbetriebnahme der Normalspurstrecke Niederbiegen–Weingarten konnte schließlich auch der Güterverkehr per Schmalspurbahn wie geplant aufgegeben werden. Die Güter für die Maschinenfabrik und die anderen Güterkunden in Weingarten wurden fortan direkt mit normalspurigen Güterwagen von Niederbiegen aus angeliefert. Diese Maßnahme erwies sich als voller Erfolg: Beförderte die Schmalspurbahn 1910 gerade mal 2673 Tonnen Fracht, so waren es 1914 schon 111.594 Tonnen Fracht bei der Normalspurbahn. Dies entspricht einer Steigerung um mehr als das vierzigfache, allerdings waren darin jetzt auch die Güter von und nach Baienfurt enthalten.

#### Der Betrieb auf dem Dreischienengleis

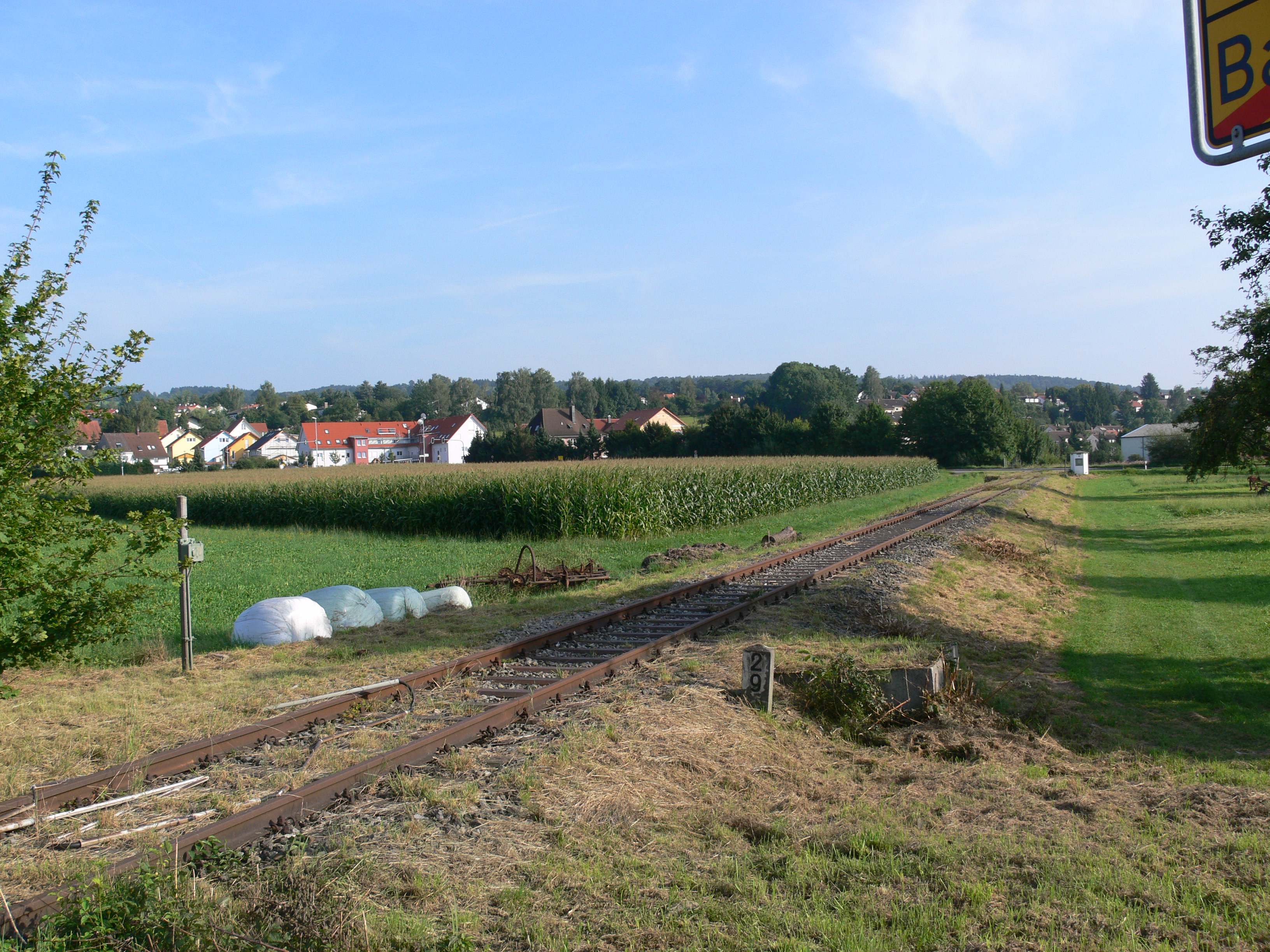
Am südlichen Ortsausgang von Baienfurt fädelte die von links aus Richtung Baienfurt Ort kommende Meterspur in die Normalspur ein

Zum Charakteristikum der Bahn wurde das Dreischienengleis im Zuge des neu eröffneten Streckenabschnitts. Der betreffende Abschnitt war knapp einen Kilometer lang und befand sich zwischen der Ausfahrt aus dem Weingartener Güterbahnhof und dem südlichen Ortsrand von Baienfurt. In Fahrtrichtung Baienfurt wurde dabei die rechte Schiene von beiden Spurweiten benutzt. Dies war in doppelter Hinsicht zweckmäßig: Zum einen, weil sich die Bahnsteigkante des Haltepunkts Traubenhof ebenfalls rechtsseitig befand und zum anderen weil dadurch nur zwei statt vier Herzstücke eingebaut werden mussten. Zwischen der Aufnahme des normalspurigen Güterverkehrs nach Weingarten am 1. Oktober 1911 und der Einstellung des Straßenbahn-Restbetriebs auf dem Nordabschnitt am 30. Juni 1959 verkehrten in diesem Bereich sowohl meterspurige elektrische Personenzüge als auch dampfbetriebene normalspurige Güterzüge, vereinzelt auch Personenzüge, auf demselben Gleis. Der Abschnitt war dabei doppelt kilometriert, das heißt für die Straßenbahn von Süd nach Nord und für die Normalspur gegenläufig dazu. Konsequenterweise besaß das Dreischienengleis später auch zwei separate VzG-Streckennummern, nämlich 4522 für die Straßenbahn und 4520 für die Eisenbahn. Juristisch gesehen verkehrten dabei nach 1938 auch die Straßenbahnen im Bereich dieses kurzen Teilstücks weiterhin nach der Eisenbahn-Bau- und Betriebsordnung (EBO) und nicht wie auf den übrigen Streckenabschnitten nach der damals neu eingeführten BOStrab.
Der gemeinsame Streckenabschnitt wurde mit Hilfe einer speziellen Signaltafel gesichert, eine stationäre Signalisierung existierte nicht. Es durfte immer nur derjenige Zug den Streckenabschnitt befahren, dessen Personal gerade im Besitz der nur einmal vorhandenen Signaltafel war. Zugfahrten auf der normalspurigen Strecke mussten fernmündlich bei der Betriebsleitung in Weingarten angemeldet werden. Der dortige Betriebsleiter erteilte die Zustimmung nur, wenn er die Signaltafel vorliegen hatte. Dieses Prinzip ähnelt dem bei eingleisigen Straßenbahnstrecken früher häufig angewandten Zugstabsystem, so wie es heute beispielsweise noch bei der Kirnitzschtalbahn angewandt wird.
Des Weiteren verfügten die elektrischen Fahrzeuge der Strecke Ravensburg–Weingarten–Baienfurt über klassische Eisenbahn-Radreifen. Diese waren etwas breiter als bei Straßenbahnen gemeinhin üblich. Damit war gewährleistet, dass sie auch den Streckenabschnitt im Bereich des Dreischienengleises problemlos passieren konnten. Dies galt insbesondere für die beiden Herzstücke bei der Ein- beziehungsweise Ausfädelung.

#### Keine Konkurrenz durch die Normalspur
Obwohl die nicht elektrifizierte Normalspurstrecke von Niederbiegen nach Weingarten in erster Linie für den Güterverkehr erbaut wurde, verkehrten auf ihr ab 1914 vereinzelt auch planmäßige Personenzüge. Sie verkehrten ergänzend zu den elektrischen Schmalspurzügen nach Ravensburg und ermöglichten Fahrgästen in Richtung Ulm oder in die Landeshauptstadt Stuttgart eine kürzere Verbindung als via Ravensburg. Dieser Verkehr war jedoch über all die Jahre sehr spärlich, die Fahrgastzahlen standen stets weit hinter jenen der elektrischen Schmalspurbahn zurück. 1914 wurden beispielsweise nur 16.519 Personen auf der Normalspurbahn befördert, im Gegensatz dazu fuhren im selben Jahr 839.865 Fahrgäste mit der Schmalspurbahn. Auch in späteren Jahren wurde die Niederbiegener Strecke nie zu einer ernsthaften Konkurrenz für die elektrifizierte Strecke nach Ravensburg. Zeitweise war der Personenverkehr auf der Güterbahn auch ausgesetzt, zum Beispiel von 1922 bis 1925. 1938 wurde dieser dann schließlich ganz aufgegeben.

#### Erster Weltkrieg
Nachdem die Beförderungszahl im letzten Friedensjahr 1913 die Millionengrenze überschritt, bedeutete der Erste Weltkrieg auch für die Straßenbahn einen tiefen Einschnitt. Zunächst reduzierte die LAG den Fahrplan zwecks Öl-Einsparung im unternehmenseigenen Kraftwerk. 1917 wurde dieses schließlich mit einer Umspannstation an das allgemeine Netz der Oberschwäbischen Elektrizitätswerke (OEW) angeschlossen, weil die Bahn zahlreiche Arbeiter für die Rüstungsindustrie in Friedrichshafen mit ihren Außenstellen in Ravensburg und Weingarten beförderte.

### Schwierige Zwischenkriegszeit

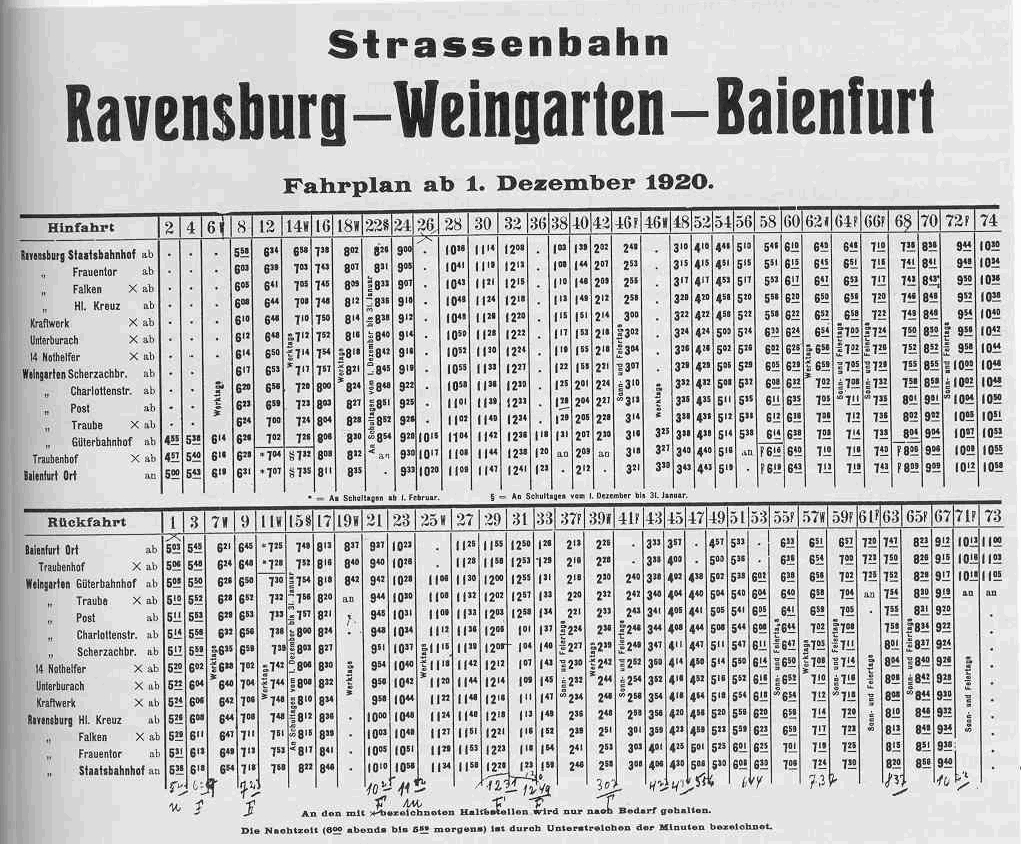
Fahrplan vom 1. Dezember 1920 – schon damals offiziell als Straßenbahn bezeichnet. Sechs von zwölf Haltestellen waren Bedarfshalte

#### 1920er Jahre: wirtschaftliche Probleme und zeitweise Stilllegung
Wie auf vielen anderen Bahnstrecken geriet in der ersten Hälfte der 1920er Jahre auch der Betrieb der Verbindung Ravensburg–Baienfurt rezessionsbedingt in wirtschaftliche Schwierigkeiten. Es drohte zeitweise sogar die Streckenstilllegung. Die in finanzielle Not geratene LAG forderte deshalb von den beiden beteiligten Städten Subventionszahlungen. Als diese nicht gewährt wurden, stellte die LAG ab dem 1. November 1923 tatsächlich den Bahnbetrieb vorübergehend ein. Dennoch blieb die Stadt Ravensburg bei ihrer Entscheidung. Sie favorisierte statt des ungeliebten Bahnbetriebs, der sich dem städtischen Einfluss weitgehend entzog, weil die Entscheidungen stets im fernen München getroffen wurden, einen Omnibusbetrieb und behinderte so die weitere Entwicklung der Bahn. Obwohl die Bahn auch im Stadtgebiet von Ravensburg eine wichtige innerstädtische Funktion wahrnahm – auf Ravensburger Stadtgebiet lagen, ohne Unterburach, immerhin fünf Haltestellen – war zum Beispiel die Einrichtung zusätzlicher Kreuzungsstationen in Ravensburg nie einvernehmlich möglich. Erst als die Stadt Weingarten durch Gewährung eines jährlichen Zuschusses einlenkte, konnte die Bahn ab dem 15. Januar 1924 weiter betrieben werden. Diese Wiedereröffnung war zunächst als einmonatiger Probebetrieb gedacht. Aufgrund des Erfolgs – das neuerliche Defizit war nicht so hoch wie befürchtet – konnte der Betrieb jedoch auch nach Ablauf der Bewährungsfrist weitergeführt werden. Ein Problem für die LAG waren damals, besonders zu Feiertagen, die parallel zur Bahn eingesetzten Post- und Privatbusse. Diese Konkurrenz endete erst, als das Bahnunternehmen sein Beförderungsmonopol rechtlich zur Geltung gebracht hatte.

#### Vorübergehende Stabilisierung in den 1930er Jahren
In den 1930er Jahren versuchte schließlich der damalige Ravensburger Bürgermeister Rudolf Walzer, die seiner Meinung nach veraltete Straßenbahn durch einen Kraftomnibusverkehr zu ersetzen, der dann gleich noch in die Südstadt hätte weiterfahren können. Doch war die Reichspost nach einer Untersuchung der Verhältnisse nicht daran interessiert und das Innenministerium hielt an der bewährten Bahn fest – ebenso wie die Anliegergemeinden Weingarten und Baienfurt.
Ungeachtet ihrer wirtschaftlichen Probleme investierte die LAG trotzdem weiter in den Bahnbetrieb. So gelang es zum Beispiel gegen den Widerstand der Stadt Ravensburg 1931 auch die zentrale Haltestelle Ravensburg Frauentor zur insgesamt sechsten Kreuzungsstation auszubauen. Damit verbunden war auch eine Neutrassierung, in Richtung Baienfurt gesehen fuhren die Züge fortan links am Kreuzbrunnen vorbei. Mit Krediten der Deutschen Reichsbahn, einer Kapitalherabsetzung und Verzichtleistungen der Länder Württemberg (wegen der beiden oberschwäbischen LAG-Strecken) und Bayern wurde zwar 1934 nochmals eine Sanierung der LAG erreicht, allerdings schob sie das Ende nur hinaus. Mitte der 1930er Jahre (vor 1936) schaffte die LAG schließlich die Unterscheidung nach Wagenklassen ab. Zuvor waren die beiden mittleren Abteile bei den vierachsigen Triebwagen beziehungsweise das Endabteil beim einzigen zweiachsigen Triebwagen als 2. Klasse ausgewiesen („Polsterklasse“), während die restlichen Sitzplätze in den Triebwagen sowie ein Großteil der Beiwagen die 3. Klasse darstellten („Holzklasse“). Diese Differenzierung war für einen straßenbahnartigen Betrieb mit vergleichsweise kurzen Reisezeiten ohnehin höchst untypisch. Dadurch konnte die Kapazität geringfügig erhöht werden. So verfügten beispielsweise die großen Triebwagen fortan über 48 statt zuvor 44 Sitzplätze. Nicht beseitigt wurde hingegen die räumliche Abtrennung zu den Abteilen der ehemaligen 2. Klasse. Sie diente fortan als Trennung zwischen Raucher- und Nichtraucherbereich. 1937 nur ein Jahr vor der Liquidation des Unternehmens wurden dann sogar noch zwei neue vierachsige Beiwagen beschafft.

#### Erste Konflikte mit dem Straßenverkehr
Zwischen den beiden Weltkriegen nahm die Motorisierung stark zu. Verkehrten früher noch überwiegend Kutschen und Fuhrwerke, so dominierte jetzt immer mehr das Automobil. Aus der Württembergischen Staatsstraße 49 wurde 1934 die Reichsstraße 30. Sie gewann nicht zuletzt dadurch weiter an Bedeutung. Schon in den Jahren 1936 bis 1942 gab es deshalb erste Pläne einer Umgehungsstraße für die Orte Ravensburg, Weingarten und Baienfurt.
Diese Entwicklung beeinflusste auch den Betrieb der Straßenbahn zunehmend. In den 1930er Jahren machte sich immer deutlicher bemerkbar, dass die 1888 gewählte straßenbündige Trassierung sich nur bedingt mit den Anforderungen des neuzeitlichen Straßenverkehrs vereinbaren ließ. Es zeigte sich immer mehr, dass die Ravensburg–Weingarten–Baienfurter Bahn doch eher eine Straßenbahn ist, und damit ein Verkehrsmittel, das auch aktiv am Straßenverkehr teilnimmt. So stellten sich zum Beispiel die Trittstufen der Züge als Problem heraus. Sie ragten 20 Zentimeter über das eigentliche Lichtraumprofil der Bahn hinaus und gefährdeten mitunter den Straßenverkehr. In den letzten Jahren der LAG-Regie wurden die Stufen deshalb zum Fahrzeugende hin abgeschrägt. Außerdem erhielten in jenen Jahren die Triebwagen – nicht jedoch die Beiwagen – der Bahn nachträglich jeweils vier Fahrtrichtungsanzeiger (umgangssprachlich: „Blinker“) montiert. Damit passte sich die Bahn an die Regelungen der damals neu eingeführten Straßenverkehrszulassungsordnung an, die am 13. November 1937 in Kraft trat.
Zur Vermeidung von nächtlichen Unfällen mit Kraftfahrzeugen, deren auswärtige Lenker laut Gerichtsprotokollen im Raum Ravensburg am wenigsten mit einer entgegenkommenden Straßenbahn rechneten, erhielten die Stirnseiten der Triebwagen außerdem noch zu LAG-Zeiten einen zweiten Scheinwerfer und zwei Dachlichter.

#### Die neue Haltestelle Baienfurt Süd
Die Haltestelle Baienfurt Süd bei Kilometer 6,3 wurde nachträglich zur besseren Erschließung des Wohngebiets nördlich der Baienfurter Friedhofstraße eingeführt. Die Gesamtzahl der Straßenbahnhaltestellen erhöhte sich dadurch von 14 auf 15, der mittlere Haltestellenabstand sank von 505 auf 469 Meter. Sie war die einzige Haltestelle, die zwischen der Elektrifizierung im Jahr 1910 und der Stilllegung im Jahr 1959 neu eingerichtet wurde. Das Datum ihrer Eröffnung ist nicht überliefert. Im Fahrplan vom 1. Dezember 1920 ist sie jedoch noch nicht verzeichnet.
Kurioserweise befand sie sich noch auf dem Stadtgebiet von Weingarten, da die Gemarkungsgrenze zu Baienfurt etwas weiter nördlich der Station verlief. Parallel dazu gab es knapp einhundert Meter westlich – schon an der Normalspurstrecke Richtung Baienfurt gelegen – bereits seit 1914 einen Haltepunkt Baienfurt Süd. Im Gegensatz zum gemeinsam bedienten Haltepunkt Traubenhof waren diese beiden Stationen jedoch betrieblich komplett voneinander getrennt.

### Unter Regie der Staatsbahn

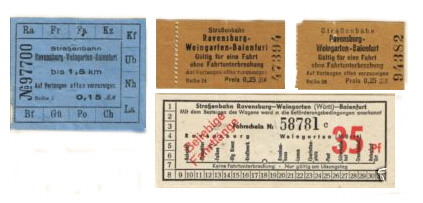
Historische Fahrkarten der Straßenbahn – zeitweise galt ein entfernungsabhängiger Tarif, zeitweise ein Pauschaltarif. Als Stationskürzel auf der blauen Fahrkarte sind aufgeführt: Ra für Ravensburg Bahnhof, Fr für Frauentor, Fa für Falken, Kz für Heilig Kreuz, Kf für Kraftwerk, Ub für Unterburach, Nh für 14 Nothelfer, La für Lamm, Ch für Charlottenplatz, Po für Post, Gü für Güterbahnhof und Bf für Baienfurt.

Kursbuchtabelle des Jahres 1939, es sind nicht alle Zwischenstationen aufgeführt

Kursbuchtabelle des Jahres 1944, mittlerweile als elektrische Straßenbahn bezeichnet und ohne expliziten Hinweis auf den einklassigen Betrieb

#### 1938: von der LAG-Nebenbahn zur DR-Straßenbahn
Nachdem sich die wirtschaftliche Situation der LAG auch weiterhin nicht besserte, wurde im Reichsgesetzblatt Nummer 23 vom 20. Juni 1938 schließlich die Verstaatlichung der LAG beschlossen. Mit Wirkung zum 1. August 1938 ging das gesamte Vermögen der LAG auf das Deutsche Reich über. Die Deutsche Reichsbahn (DR) übernahm zu diesem Stichtag die Betriebsführung auf allen LAG-Strecken, darunter auch den straßenbahnähnlichen Betrieb Ravensburg–Weingarten–Baienfurt. Die Strecke gehörte fortan zur Reichsbahndirektion Stuttgart. Aus dem LAG-Betriebshof in Weingarten wurde der Lokomotivbahnhof Weingarten. Dieser unterstand als Außenstelle dem Bahnbetriebswerk Friedrichshafen.
Die Meterspurstrecke nach Baienfurt stellte für die Deutsche Reichsbahn eine Besonderheit dar. Sie wurde fortan als einzige deutsche Staatsbahnstrecke nach der bereits am 1. April 1938 in Kraft getretenen Verordnung über den Bau und Betrieb der Straßenbahnen (BOStrab) betrieben. Auch im Reichskursbuch weist ab dem Jahresfahrplan 1943 mit dem Hinweis elektrische Straßenbahn in der Kopfzeile explizit darauf hin, während sich in der Winterausgabe 1941/42 an gleicher Stelle noch der allgemeine Hinweis Elektrischer Betrieb befand. Ab 1944 fehlte dann schließlich auch der – auf allen anderen einklassig betriebenen Nebenbahnen übliche – Hinweis Alle Züge nur 3. Klasse, das heißt, die einheitliche Wagenklasse wurde bei einer Straßenbahn als selbstverständlich vorausgesetzt.
Allerdings war die Deutsche Reichsbahn zuvor bereits zehn Jahre lang für die Betriebsführung der 1930 stillgelegten Dampfstraßenbahn Neuötting–Altötting verantwortlich gewesen. Diese hatte sie zu ihrer Gründung 1920 von den Königlich Bayerischen Staats-Eisenbahnen übernommen. Im Unterschied zu Württemberg war nach bayerischem Recht bereits vor 1938 eine klare Unterscheidung zwischen einer Straßenbahn und einer Eisenbahn möglich. Ferner gehörte der Deutschen Reichsbahn auch die ebenfalls als Straßenbahn konzessionierte Staatliche Güterbahn Deuben. Sie wurde zwar von den Königlich Sächsischen Staatseisenbahnen erbaut, jedoch von der Dresdner Straßenbahn betrieben.
Die Einstufung als Straßenbahn hatte unter anderem zur Folge, dass zwischen der Straßenbahn nach Baienfurt und der Eisenbahn nach wie vor nicht durchgehend abgefertigt wurde, obwohl es sich seit 1938 um ein und dieselbe Gesellschaft handelte. Die Fahrgäste konnten keine durchgehenden Fahrkarten von Bahnhöfen der Reichsbahn zu Fahrtzielen an der Straßenbahn erwerben. Umgekehrt verkauften die Schaffner in den Straßenbahnen auch keine Fahrkarten zu Zielen über Ravensburg hinaus. Gleiches galt auch für den Gepäcktransport. Eine durchgehende Aufgabe von Gepäckstücken war nicht möglich. Unabhängig davon galt generell eine Beschränkte Gepäckbeförderung bei allen Zügen. Ferner machte sich der Wandel von der Nebenbahn zur Straßenbahn auch äußerlich bemerkbar: die Triebwagen wurden damals mit den nach der BOStrab vorgeschriebenen Zielschildern ausgestattet. Dort heißt es unter § 32: „Das erste Fahrzeug eines fahrplanmäßigen Zuges muß vorn ein Zielschild tragen, das auch bei Dunkelheit gut sichtbar ist.“

#### Neue Haltestellenbezeichnungen
Außerdem führte die Deutsche Reichsbahn nach der 1938 erfolgten Übernahme der Strecke für einige Haltestellen neue Bezeichnungen ein. Diese Änderungen erfolgten wahrscheinlich zum ersten Fahrplanwechsel nach der Übernahme, also zu Beginn des Winterfahrplans 1938/39 – gültig ab dem 2. Oktober 1938:
| alt                         | neu                                 |
| --------------------------- | ----------------------------------- |
| Ravensburg Staatsbahnhof    | Ravensburg Bahnhof                  |
| Kraftwerk                   | Ravensburg Kraftwerk                |
| Unterburach                 | Ravensburg Unterburach              |
| 14 Nothelfer                | Weingarten (Württ) 14 Nothelfer     |
| Weingarten Scherzachbrücke  | Weingarten (Württ) Lamm             |
| Weingarten Charlottenstraße | Weingarten (Württ) Charlottenstraße |
| Weingarten Post             | Weingarten (Württ) Post             |
| Weingarten Traube           | Weingarten (Württ) Traube           |
| Weingarten Güterbahnhof     | Weingarten (Württ) Güterbahnhof     |

Mit dem Namenszusatz (Württ) für Württemberg sollten Verwechslungen mit den Bahnhöfen Weingarten (Baden) beziehungsweise Weingarten (Pfalz) vermieden werden. Der Hintergrund der Umbenennung von Weingarten Scherzachbrücke in Weingarten Lamm ist nicht überliefert. Lamm war der Name eines Hotels in der benachbarten Liebfrauenstraße 53. Unabhängig davon wurde die Haltestelle Traubenhof auch weiterhin gänzlich ohne den Zusatz Weingarten beziehungsweise Weingarten (Württ) geführt. Die Station Unterburach erhielt den Namenszusatz Ravensburg, obwohl sie auf Weingartener Gemarkung lag. Dies liegt darin begründet, dass der namensgebende Stadtteil Burach zu Ravensburg gehört. Außerdem verläuft die Stadtgrenze in diesem Bereich direkt neben der ehemaligen Bahntrasse.

#### Nationalsozialismus und weitere umbenannte Haltestellen
In der Zeit des Nationalsozialismus wurde Weingarten zum 1. April 1939 nach Ravensburg eingemeindet. Mit Ausnahme der nördlichen Endstation Baienfurt Ort lagen nun alle Haltestellen der Straßenbahn auf Ravensburger Stadtgebiet. In diesem Zusammenhang wurden in Weingarten zwei Haltestellen umbenannt. Dies geschah vermutlich mit Beginn des Sommerfahrplans am 15. Mai 1939:
| alt                                 | neu                                        |
| ----------------------------------- | ------------------------------------------ |
| Weingarten (Württ) Charlottenstraße | Weingarten (Württ) Horst-Wessel-Straße     |
| Weingarten (Württ) 14 Nothelfer     | Weingarten (Württ) Städtisches Krankenhaus |

Im ersten Fall liegt die Umbenennung auf der Hand; denn in der Ravensburger Altstadt gab es bereits eine Charlottenstraße, die bis heute so bezeichnet wird. Im zweiten Fall sollte der christliche Namenszusatz 14 Nothelfer aus politischen Gründen eliminiert werden. Das Weingartener Krankenhaus selbst wurde hingegen nicht umbenannt, es trägt seinen christlichen Namenszusatz immer noch und firmiert heute unter Krankenhaus 14 Nothelfer GmbH. Paradoxerweise wurde den Weingartener Haltestellen jedoch auch weiterhin der Zusatz Weingarten (Württ) vorangestellt, obwohl Weingarten in dieser Zeit auf dem Papier gar nicht existierte.

#### Zweiter Weltkrieg und Besatzungszeit
Während des Zweiten Weltkriegs durfte die Straßenbahn selbst bei Fliegeralarm fahren. Im Gegensatz zu den kommunal geführten Straßenbahnen in anderen Städten unterstand sie als sogenannte Bahn des öffentlichen Verkehrs dem Eisenbahnluftschutz. Dies geht aus einem Schreiben hervor, welches das zuständige DR-Betriebsamt in Friedrichshafen am 22. Februar 1941 verfasste.
Schwerwiegende Kriegsschäden gab es bei der Straßenbahn keine, sie konnte somit auch während des Krieges durchgehend verkehren. Erst am 23. April 1945 wurde der Betrieb eingestellt, weil die Wehrmacht damals Panzersperren aufstellen ließ. Am 28. April 1945 marschierten die Französischen Streitkräfte in Ravensburg ein. Die Sperren wurden wieder eingeebnet. Stadt und Straßenbahn gehörten fortan zur Französischen Besatzungszone. Der Betrieb ruhte aber vorerst weiter. Doch schon am 18. Juni 1945 befahl der französische Militärgouverneur des Kreises Ravensburg Steiner die Wiederinbetriebnahme der Bahn. Nach etwas über zweieinhalb Monaten Betriebsunterbrechung verkehrte sie ab dem 11. Juli 1945 wieder wie gewohnt. Um einen geregelten Eisenbahnbetrieb zu gewährleisten, gründeten die neuen Machthaber am 8. Januar 1946 zunächst die Oberdirektion der Deutschen Eisenbahnen der französisch besetzten Zone mit Sitz in Speyer. Dieser unterstand fortan auch die Straßenbahn nach Baienfurt. Am 25. Juni 1947 ging diese schließlich in der Betriebsvereinigung der Südwestdeutschen Eisenbahnen auf, deren Generaldirektion sich ebenfalls in Speyer befand.
Zum 1. April 1946 wurden ferner die beiden Städte Ravensburg und Weingarten wieder getrennt. Aus der Horst-Wessel-Straße wurde die Abt-Hyller-Straße. Die Haltestelle selbst wurde jedoch in Weingarten (Württ) Charlottenplatz umbenannt. Die Bezeichnung der Haltestelle Weingarten (Württ) Städtisches Krankenhaus wurde hingegen zu Zeiten der Straßenbahn nicht mehr geändert.

#### Die Ära der Deutschen Bundesbahn beginnt
In der Nachkriegszeit teilte die Straßenbahn Ravensburg–Weingarten–Baienfurt das Schicksal der übrigen Eisenbahnstrecken in der französisch besetzten Zone. Mit der Betriebsvereinigung der Südwestdeutschen Eisenbahnen gingen sie spätestens auf Grund des Bundesbahngesetzes vom 18. Dezember 1951 in das Eigentum der Deutschen Bundesbahn über. Ravensburg–Weingarten–Baienfurt war fortan nicht nur der einzige Straßenbahnbetrieb der Deutschen Bundesbahn, sondern nach wie vor auch der einzige Straßenbahnbetrieb in Besitz des deutschen Staates. Denn die parallel bestehende Deutsche Reichsbahn besaß trotz zahlreicher Verstaatlichungen keinen Straßenbahnbetrieb. Die frühere elektrische Schmalspurbahn Klingenthal–Sachsenberg-Georgenthal der Deutschen Reichsbahn wurde zwar unter ähnlichen Umständen betrieben wie die Strecke nach Baienfurt, dennoch war sie rechtlich stets als Eisenbahn klassifiziert – ungeachtet des Einsatzes nur geringfügig adaptierter Straßenbahnfahrzeuge.

#### Wirtschaftswunder und Verkehrsprobleme
Im Zuge des Wirtschaftswunders stiegen in den 1950er Jahren nicht nur die Fahrgastzahlen, sondern auch der motorisierte Individualverkehr in Ravensburg und Umgebung weiter an. Diese so genannte Massenmotorisierung machte auch der Straßenbahn zunehmend Probleme. Die bereits aus den 1930er Jahren bekannten Konflikte verschärften sich weiter. Insbesondere im Innenstadtbereich von Ravensburg und auf den Streckenabschnitten im Zuge der Bundesstraße 30, die 1949 aus der Reichsstraße 30 hervorgegangen war, wurde die Bahn dabei immer mehr als Verkehrshindernis empfunden. Infolge des in Seitenlage verlegten Schienenstranges kamen die in Richtung Ravensburg fahrenden Straßenbahnen in den Ortsdurchfahrten von Ravensburg und Baienfurt den nördlich fahrenden Straßenverkehrsteilnehmern frontal entgegen. Als besonders problematisch erwiesen sich in diesem Zusammenhang die mit 2,5 Metern vergleichsweise breiten Altbaufahrzeuge der Bahn. Sie entsprachen in Aufbau und Größe mehr einer Kleinbahn denn einer klassischen Straßenbahn. Dies führte unter anderem dazu, dass in den Kurven der Strecke die auf der Straße fahrenden Lastkraftwagen in das von der Straßenbahn benötigte Lichtraumprofil hineinragten. Erschwerend hinzu kam der asymmetrische Aufbau der Altbaufahrzeuge. Sie waren im Bereich der Fahrgasträume breiter als im Bereich der Einstiegsplattformen. Der von ihnen tatsächlich benötigte Raum konnte daher von vorne nur sehr schwer abgeschätzt werden.
Auch die ausladenden Trittstufen der Altbaufahrzeuge machten zu Beginn der 1950er Jahre erneut Probleme. Die schon zu LAG-Zeiten erfolgte Abschrägung konnte das Problem auf Dauer nicht lösen. In der ersten Hälfte der 1950er Jahre entschloss sich die Deutsche Bundesbahn daher dazu, als Notmaßnahme die Türen auf der Westseite dauerhaft zu verriegeln. Die störenden Trittstufen auf der straßenseitigen Fahrzeugseite, das heißt zur Bundesstraße 30 hin, konnten dadurch komplett entfernt werden. Dieser Umbau war nur deshalb möglich, weil sich bei der Straßenbahn Ravensburg–Weingarten–Baienfurt alle Bahnsteige auf der gleichen Seite befanden – nämlich auf der Ostseite. Ferner wurde auf diese Weise erfolgreich verhindert, dass Fahrgäste direkt auf der Fahrbahnseite aussteigen und dort vom Straßenverkehr gefährdet werden. Diese recht seltene Betriebsform des Zweirichtungsbetriebs mit einseitigen Türen lässt sich heute unter anderem noch bei der Kirnitzschtalbahn, der Drachenfelsbahn, der Straßenbahn Gmunden oder der italienischen Bahnstrecke Triest–Opicina beobachten, auch wenn die Gründe dafür bei den genannten Betrieben teilweise woanders liegen.

#### 1953 bis 1955: Zögerliche Modernisierung und Taktfahrplan
Zu Beginn der 1950er Jahre stiegen die Fahrgastzahlen der Straßenbahn Ravensburg–Weingarten–Baienfurt schlagartig an. Wurden in der unmittelbaren Nachkriegszeit etwa zwei Millionen Fahrgäste jährlich befördert, so waren es 1951 bereits 3.192.650 mit weiter steigender Tendenz. Die Straßenbahn nach Baienfurt entwickelte sich in jener Zeit zu einem Massenverkehrsmittel. Trotz der massiven Verkehrsprobleme dachte die Deutsche Bundesbahn deshalb zunächst nicht daran, die Strecke auf Omnibusbetrieb umzustellen. Um das steigende Verkehrsbedürfnis zu befriedigen, wurde ab 1953 ganztägig ein starrer 20-Minuten-Takt eingeführt, in den Abendstunden nach 21:00 Uhr wurde alle 30 Minuten gefahren. Er löste den bisherigen bedarfsorientierten Fahrplan ab. Zuvor musste jedoch noch der gesamte Fahrzeugpark der Straßenbahn von der klassischen handbedienten Trompetenkupplung auf die modernere automatische BSI-Kompaktkupplung umgerüstet werden. Diese Rationalisierungsmaßnahme vereinfachte die Rangiervorgänge erheblich, insbesondere das Umsetzen an den Endstellen wurde dadurch erleichtert. Dies war nötig, weil beim neuen Taktfahrplan nur noch vergleichsweise kurze Wendezeiten eingeplant wurden. So waren fortan in Baienfurt nur drei Minuten und in Ravensburg nur vier Minuten für den Umsetzvorgang vorgesehen. Um dennoch einen pünktlichen Betrieb zu gewährleisten, musste deshalb insbesondere bei Verspätungen unbedingt vermieden werden, dass sich die Abfahrt des Gegenzugs verzögerte.
Doch gleichzeitig forcierte die Stadt Ravensburg den Plan, die Bahn auf Omnibusbetrieb umzustellen. Hierzu fand – ohne Beteiligung Weingartens und Baienfurts – am 12. Juni 1953 eine erste Besprechung zwischen Ravensburg und der Deutschen Bundesbahn statt. Bedingt durch den wachsenden Kraftfahrzeugverkehr war geplant, die Bundesstraße 30 – auf Kosten der Bahntrasse – auf vier Fahrspuren zu verbreitern. Zudem galt der bisherige Ravensburger Stadtbusverkehr aufgrund seiner kurzen Strecken als defizitär und sollte unter Einbeziehung der längeren Strecke nach Baienfurt wirtschaftlicher werden. Die Deutsche Bundesbahn schloss sich an und forderte – aus Kostengründen – fortan ebenfalls den Dieselbusverkehr. Im Gegensatz dazu bildeten Weingarten und Baienfurt eine Allianz der Bahnbefürworter und ließen entsprechende Gegengutachten erstellen.
Nachdem die Fahrgastzahlen auch in den Folgejahren weiter anstiegen, entschloss sich die Deutsche Bundesbahn schon kurz nach Einführung des Taktfahrplans zu einer Intervallverdichtung. Hierzu beschaffte sie für ihren ungewöhnlichen Betriebszweig 1954 noch zwei moderne Großraumtriebwagen. Der Fahrzeugbestand vergrößerte sich damit von sechs auf acht Triebwagen. Sie waren nötig, um zwischen Ravensburg Bahnhof und Weingarten Charlottenplatz in den Hauptverkehrszeiten alle zehn Minuten fahren zu können. Diese erneute Angebotsausweitung wurde 1955 eingeführt. Damit setzte die Deutsche Bundesbahn die 1953 begonnene Modernisierung der Bahn – wenn auch sehr zögerlich – fort. Mit dem Zehn-Minuten-Takt geriet die Bahn an die Grenze ihrer Leistungsfähigkeit; denn die Strecke war auch nach 1955 weiterhin durchgehend eingleisig. Mit der Taktverdichtung war allerdings auch eine starke Tariferhöhung verbunden, so stiegen die Fahrpreise zum 1. Oktober 1955 um 40 Prozent.

#### 1956 bis 1957: Klassenreform und Dreilichtspitzensignal

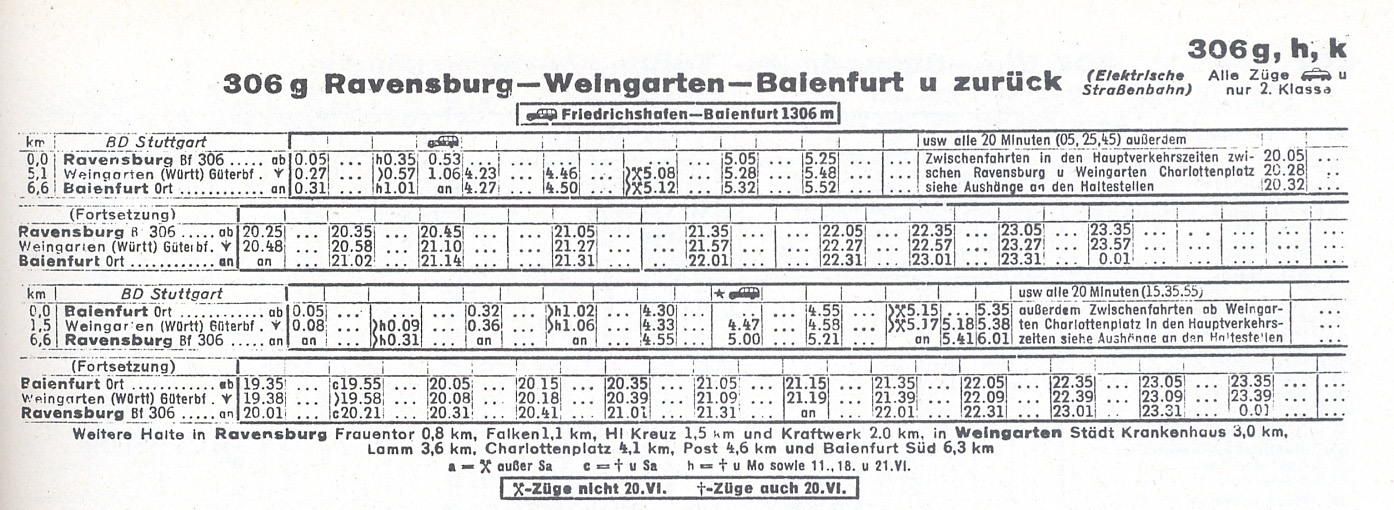
Sommerfahrplan 1957: die 1955 eingeführten Zwischenfahrten sind nicht explizit aufgeführt

Mit der sogenannten Klassenreform – gemeint ist die Abschaffung der früheren 1. Klasse – wurden mit Beginn des Sommerfahrplans zum 3. Juni 1956 auch die zwischen Ravensburg und Baienfurt verkehrenden Straßenbahnwagen „aufgewertet“. Im Kursbuch hieß es daher fortan konsequenterweise: Alle Züge nur 2. Klasse. In der Praxis verzichtete jedoch auch die Deutsche Bundesbahn – wie zuvor bereits die Deutsche Reichsbahn – auf die entsprechende Kennzeichnung ihrer Straßenbahnfahrzeuge. Sie wurden im Gegensatz zu den sonstigen Fahrzeugen der beiden Staatsbahnen nicht mit den entsprechenden Klassenziffern versehen. Die Änderung von 1956 fand somit lediglich auf dem Papier statt.
Unabhängig von den zuvor geschilderten Verkehrsproblemen erhielten auch die Triebwagen der Straßenbahn Ravensburg–Weingarten–Baienfurt 1957 im Dachbereich einen zusätzlichen Front-Scheinwerfer montiert. Dadurch war das sogenannte Dreilicht-Spitzensignal gewährleistet. Seine Einführung wurde vom Gesetzgeber gefordert, um Schienenfahrzeuge bei Dunkelheit besser von der ständig wachsenden Zahl der Straßenfahrzeuge unterscheiden zu können. Die Einführung erfolgte jedoch nach der Straßenverkehrszulassungsordnung bundesweit und hatte nichts mit den expliziten Sicherheitsproblemen auf der hier behandelten Strecke zu tun.

#### 1957 bis 1958: Tödlicher Verkehrsunfall und umstrittene Einstellungspläne
In der zweiten Hälfte der 1950er Jahre erschienen die gegenseitigen Behinderungen zwischen der Straßenbahn und dem weiter steigenden Kraftfahrzeugverkehr den Verantwortlichen nicht mehr erträglich. Nicht zuletzt aufgrund einer Serie von Verkehrsunfällen in den Jahren 1956 bis 1958 forcierten diese wiederholt die Einstellung des Betriebs. Im Gegensatz dazu befürwortete die örtliche Bevölkerung jedoch die Beibehaltung des Bahnbetriebs, unter anderem auch deshalb, weil man im Falle einer Umstellung auf Busbetrieb höhere Fahrpreise befürchtete. Als Beispiel wurde von den Gegnern die bestehende Omnibusverbindung von Ravensburg nach Eschach ins Spiel gebracht, auf dieser kostete eine Fahrkarte damals zweieinhalbmal so viel wie eine Straßenbahnfahrkarte auf der etwa gleich langen Strecke nach Baienfurt. Die Deutsche Bundesbahn räumte die drohende Tariferhöhung zwar ein, verwies aber darauf, „dass diese Erhöhung auch bei der Beibehaltung des Schienenbetriebs nicht zu umgehen wäre“.
Am 3. Juli 1957 kam es erneut zu einem schweren Verkehrsunfall, dabei war erstmals auch ein Todesopfer zu beklagen. Damals stieß ein Langholzlastwagen auf der Fahrt nach Weingarten bei der Haltestelle Ravensburg Kraftwerk mit einer Straßenbahn zusammen – drei Fahrgäste verletzten sich, eine 58-jährige Frau starb. Zwar wurde der 20-jährige Lastwagenlenker zunächst am 11. Juni 1958 freigesprochen, jedoch hob das Landgericht Ravensburg das Urteil am 24. September 1958 wieder auf und verurteilte den Fahrer – gab aber auch der Bahn eine Mitschuld am Unfall. Zuvor hatten die polizeilichen Ermittlungen ergeben, dass die Ladung bis zu 40 Zentimeter über die Seitenbegrenzung des Lastkraftwagens hinausragte. Zudem fuhr der Fahrer erstmals mit diesem langen und schweren Fahrzeug, der Fahrtenschreiber zeichnete auf der nur fünfeinhalb Meter breiten, verkehrsreichen und unebenen Straße eine Geschwindigkeit zwischen 45 und 50 km/h auf.
Die Urteilsrevision wurde zum Anlass genommen, die Höchstgeschwindigkeit der Straßenbahn per Verfügung vom 9. Oktober 1958 ab dem 13. Oktober 1958 von zuvor 25 auf teilweise nur noch zehn Kilometer in der Stunde zu beschränken. Dies galt für die Abschnitte Ravensburg Bahnhof–Ravensburg Frauentor und Ravensburg Heilig Kreuz–Weingarten Lamm. Ferner wurden die weiter oben beschriebenen hervorstehenden Fahrgasträume der Altbaufahrzeuge im Herbst 1958 notdürftig mit einer auffälligen, rot-weiß gestreiften Warnmarkierung versehen. Durch Regierungsstellen abgelehnt wurde hingegen der Vorschlag der Bundesbahn, entlang der Schienen einen durchgehenden weißen Strich in einem Sicherheitsabstand von 40 Zentimetern auf der Fahrbahn der Bundesstraße 30 anzubringen.
Infolge des Tempolimits von zehn Kilometern in der Stunde verlängerten sich zum einen die Fahrzeiten, zum anderen konnten aufgrund der begrenzten Kreuzungsmöglichkeiten die erst 1955 eingeführten Zwischenfahrten im Rahmen des Zehn-Minuten-Takts in den Hauptverkehrszeiten nicht mehr angeboten werden. Dadurch verlor die ohnehin schon vergleichsweise langsame Straßenbahn im Vergleich zum konkurrierenden Individualverkehr – respektive zum angedachten Omnibusbetrieb – jedoch noch weiter an Attraktivität. So konnten beispielsweise die Schüler und Arbeiter während der Mittagspause nicht mehr nach Hause fahren. Es folgten massive Proteste von Bürgern und Unternehmen, die Industrie- und Handelskammer erwog einen Streik. Als Ersatz für die ausfallenden Verstärkerfahrten zwischen Weingarten und Ravensburg setzte die Deutsche Bundesbahn in den Hauptverkehrszeiten provisorisch Omnibusse ein, diese verkehrten abwechselnd zu den jetzt nur noch höchstens alle 20 Minuten fahrenden Straßenbahnen.
Weil unter den gegebenen Voraussetzungen erst recht kein konkurrenzfähiger Betrieb mehr möglich war, stellte die Deutsche Bundesbahn die Baden-Württembergische Landesregierung vor die Wahl: Entweder möge das Land den Differenzbetrag von 1,97 Millionen Mark zwischen den Kosten eines Autobusbetriebes und den höheren Kosten einer verkehrssicheren Führung der Straßenbahnstrecke tragen – oder der völligen Umstellung auf Autobusse zustimmen. Die Staatsbahn wollte damit nicht zuletzt ihre Mitarbeiter vor rechtlichen Gefährdungen schützen.
Die Landesregierung in Stuttgart entschloss sich infolgedessen für die Umstellung auf den Omnibusbetrieb. Darüber hinaus sollte außerdem nach der Einstellung der Bahn die Bundesstraße 30 zwischen Ravensburg und Weingarten für insgesamt 2,8 Millionen Deutsche Mark vierspurig ausgebaut werden. Zunächst war allerdings nur eine – kurzfristig realisierbare – Verbreiterung um 35 Zentimeter vorgesehen, die für einen reibungslosen Ablauf des künftigen Omnibusverkehrs nötig war. Diese Maßnahme wurde den Städten Ravensburg und Weingarten übertragen. Damit entschied man sich zugleich gegen die Ende der 1950er Jahre bereits konkret geplante Umgehungsstraße für Ravensburg. Auch in Oberschwaben verfolgte man seinerzeit das damals moderne Konzept der sogenannten Autogerechten Stadt, benannt nach dem gleichnamigen Buch, das 1959, dem Einstellungsjahr der Bahn, vor Ort im Ravensburger Otto Maier Verlag erschien.

#### 1959: Schrittweise Umstellung auf Schienenersatzverkehr

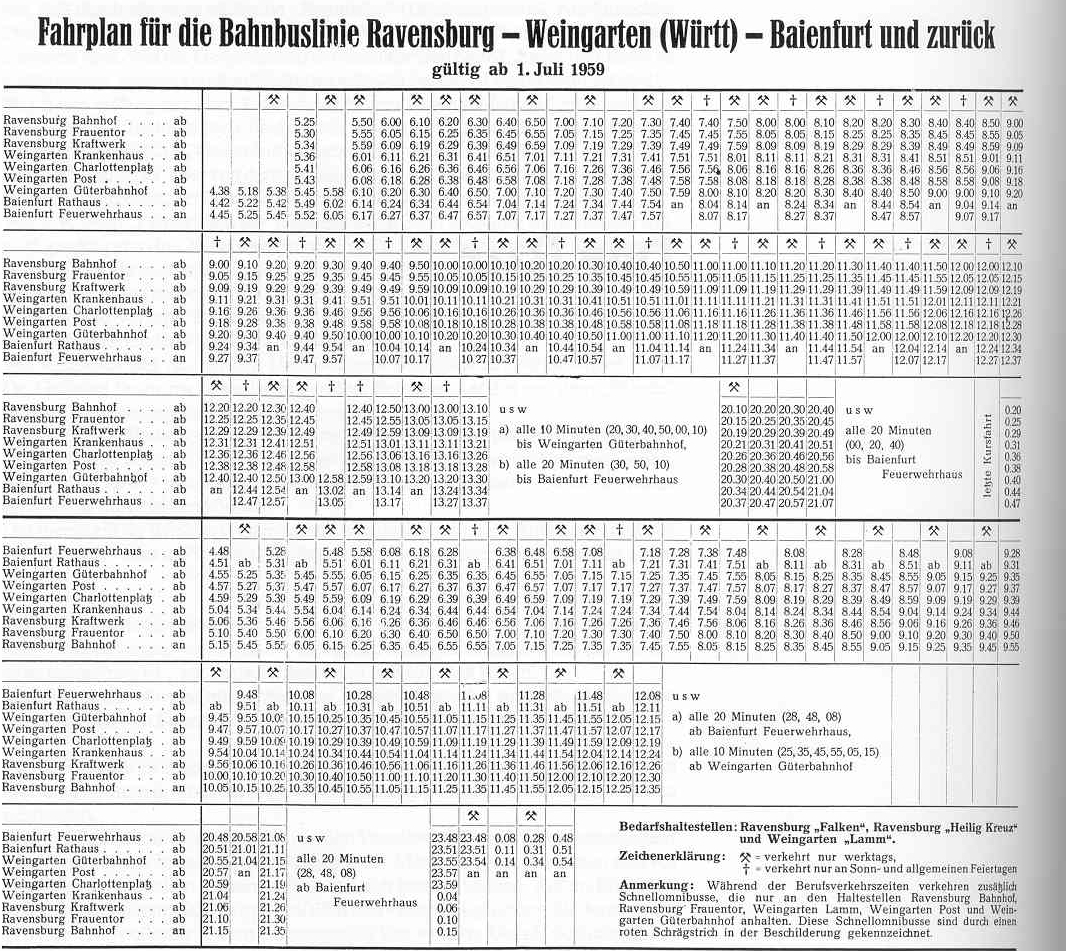
Busfahrplan ab dem 1. Juli 1959: Obwohl es sich noch um Schienenersatzverkehr handelt wird die Strecke bereits offiziell als Bahnbuslinie bezeichnet

Schon am 27. Oktober 1958 verfügte die Bundesbahndirektion Stuttgart: „Großräumige Omnibusse werden bis auf weiteres den Verkehr zwischen Ravensburg und Weingarten übernehmen. Auf der Strecke Weingarten – Baienfurt wird die frühere 20-minütige Verkehrsbedienung wieder aufgenommen.“ Infolge einer Verwaltungsbeschwerde der Stadt Weingarten und der Gemeinde Baienfurt, die im Gegensatz zur Stadt Ravensburg weiterhin für die Beibehaltung der Bahn plädierten, konnte die Staatsbahn ihr Vorhaben jedoch zunächst nicht wie geplant sofort umsetzen. Letztlich blieb der Protest aus Weingarten und Baienfurt wirkungslos. Im Januar 1959 kündigte der Präsident der Bundesbahndirektion Stuttgart Kurt Hagner die Umstellung auf Omnibusbetrieb an, am 12. Februar 1959 teilte das Regierungspräsidium Tübingen mit, dass die Straßenbahnzüge ab dem 23. Februar 1959 nur noch zwischen Weingarten Charlottenplatz und Baienfurt Ort verkehren. Deren Fahrplan veröffentlichte die Deutsche Bundesbahn erst zwei Tage zuvor, am 21. Februar 1959. Jedoch hatte der damals zwischen Ravensburg und Weingarten ersatzweise eingeführte Omnibusverkehr rechtlich gesehen zunächst nur einen provisorischen Charakter. Wegen der noch nicht beschiedenen Verwaltungsbeschwerde wurde er als sogenannter Notverkehr deklariert. De jure handelte es sich also zunächst um einen Schienenersatzverkehr. Für die Fahrgäste aus Baienfurt war dies vorübergehend mit einem Umsteigezwang in Weingarten verbunden.
Als nach weiteren vier Monaten genügend Omnibusse zur Verfügung standen, konnte schließlich auch der 2,5 Kilometer lange Restbetrieb im nördlichen Streckenabschnitt Weingarten–Baienfurt auf Omnibusbedienung umgestellt werden. Die Straßenbahnen verkehrten letztmals am Dienstag, dem 30. Juni 1959. Auch die Busse nach Baienfurt verkehrten de jure zunächst noch im Schienenersatzverkehr, ungeachtet dessen bezeichnete die Deutsche Bundesbahn die Strecke jedoch schon ab dem 1. Juli 1959 offiziell als Bahnbuslinie. Allerdings existierte damals noch keine spezifische Linien-Bezeichnung, die typischen vierstelligen Liniennummern im Bahnbusverkehr führte die Deutsche Bundesbahn erst einige Jahre später ein. Dieser 1959 eingeführte Omnibusverkehr hatte anfangs nur einen provisorischen Charakter. So konnten beispielsweise die Haltestellen Ravensburg Unterburach, Ravensburg Kraftwerk, Traubenhof und Baienfurt Süd mangels geeigneter Halteplätze zunächst nicht bedient werden. Außerdem wurden 1959 mit Einführung des Schienenersatzverkehrs zwei Haltestellen umbenannt:
| alt                                        | neu                            |
| ------------------------------------------ | ------------------------------ |
| Weingarten (Württ) Städtisches Krankenhaus | Weingarten (Württ) Krankenhaus |
| Baienfurt Ort                              | Baienfurt Rathaus              |

Andererseits führte die Umstellung auch zu deutlichen Verbesserungen der Verkehrssituation. So verkehrten die Busse beispielsweise in Baienfurt über die bisherige Endstelle hinaus bis Baienfurt Feuerwehrhaus und bedienten somit auch den Baienfurter Ortskern. Außerdem wurde auch der Fahrplan weiter ausgedehnt, diese Verbesserung war jedoch in erster Linie eine Folge der geringeren Kapazität der Busse im Vergleich zu den Straßenbahnzügen:
- Die Zwischenfahrten zwischen Weingarten und Ravensburg wurden nicht mehr nur zu den Hauptverkehrszeiten, sondern ganztags bis zirka 21:00 Uhr angeboten. Außerdem verkehrten sie im Vergleich zu den im Oktober 1958 aufgegebenen Zwischenfahrten bei der Straßenbahn nicht nur bis Weingarten Charlottenplatz, sondern bis Weingarten Güterbahnhof. In der morgendlichen Hauptverkehrszeit (von 6:00 bis 8:00 Uhr) verkehrten die Zwischenfahrten sogar bis Baienfurt. Damit wurde erstmals auch über die Gesamtstrecke ein Zehn-Minuten-Takt angeboten.
- Der 20-Minuten-Grundtakt der Straßenbahn wurde auch in die Abendstunden nach 21:00 Uhr ausgedehnt. Er galt fortan bis Betriebsschluss.
- Ferner verkehrten in den Hauptverkehrszeiten zwischen Ravensburg Bahnhof und Weingarten Güterbahnhof zusätzlich zu den Zwischenfahrten so genannte Schnellomnibusse. Sie hielten unterwegs nur an den Haltestellen Ravensburg Frauentor, Weingarten Lamm und Weingarten Post. Diese Kurse waren durch einen roten Schrägstrich in der Beschilderung besonders gekennzeichnet, das heißt, es handelte sich um ein sogenanntes gestrichenes Liniensignal.

#### Überalterter Fahrzeugpark
Neben den Verkehrsproblemen spielte bei der Entscheidung zur Umstellung auf Busbetrieb auch der stark überalterte Fahrzeugbestand der Bahn eine gewichtige Rolle. Im Einstellungsjahr 1959 waren die acht Triebwagen der Bahn im Durchschnitt bereits seit 37,5 Jahren im Einsatz, die zwei neuen Triebwagen des Jahres 1954 bereits mit eingerechnet. Damals waren die fünf zur Elektrifizierung beschafften Triebwagen bereits jeweils 49 Jahre im Einsatz und zudem durch zwei Weltkriege verschlissen. Noch kritischer sah es bei den elf Beiwagen aus. Sie waren 1959 im Durchschnitt 56,1 Jahre alt. Sechs von ihnen stammten noch von der Dampfstraßenbahn und damit aus dem Gründungsjahr der Bahn. Diese Veteranen waren damals bereits 71 Jahre alt. Erschwerend hinzu kam der 1953 eingeführte Taktfahrplan – durch ihn wurde die tägliche Laufleistung der Fahrzeuge deutlich erhöht – sowie die starke Beanspruchung durch die kontinuierlich steigenden Fahrgastzahlen. Beförderten die sechs Triebwagen zusammen mit den Beiwagen in den Anfangsjahren der elektrischen Straßenbahn nur rund eine Million Fahrgäste jährlich, so waren es im Jahr 1954 bereits insgesamt knapp fünf Millionen Passagiere.

#### Zeitgeist und allgemeiner Trend
Knapp 21 Jahre nach der Übernahme durch die Reichsbahn war somit auch die nach der früheren Dampfstraßenbahn Neuötting–Altötting zweite Straßenbahn in deutschem Staatsbesitz wieder Geschichte. Unabhängig von der spezifischen Situation auf der Strecke Ravensburg–Baienfurt folgte die Einstellung der Bahn in zweifacher Hinsicht einem allgemeinen Trend in Westdeutschland. Zum einen stellten auch viele kommunale Verkehrsbetriebe damals ihre Straßenbahnen auf Omnibus- oder Oberleitungsbus-Betrieb um. So wurden allein im Jahr 1959 sechs weitere Betriebe eingestellt (Rheydt, Herne–Castrop-Rauxel, Minden, Solingen, Völklingen und Lübeck). Die Wochenzeitung Die Zeit beschreibt diesen Zeitgeist in ihrer Ausgabe vom 6. März 1959 wie folgt: So steht denn die Straßenbahn endgültig auf dem Aussterbeetat – hier wie anderswo. Aber es ist den Leuten in der Hitze der Schlacht von Weingarten und Ravensburg nur schwer klarzumachen, daß hier eine neue Zeit anbricht …
Zum anderen stellte die Deutsche Bundesbahn bald darauf auch auf ihren anderen schmalspurigen Strecken den Personenverkehr ein. Sie galten aufgrund der aufwändigen Betriebsweise als unwirtschaftlich: 1960 bei der Walhallabahn, 1964 bei den beiden oberschwäbischen Nachbarstrecken Öchsle und Federseebahn, 1966 bei der Bottwartalbahn, 1967 beim Altensteigerle und 1973 beim Odenwaldexpress. Die Zabergäubahn wurde zwar 1964/65 umgespurt, dennoch wurde sie 1986 schließlich auch auf Busbetrieb umgestellt. Lediglich die Wangerooger Inselbahn blieb als einzige DB-Schmalspurbahn bis heute erhalten.

### Busverkehr von 1962 bis heute

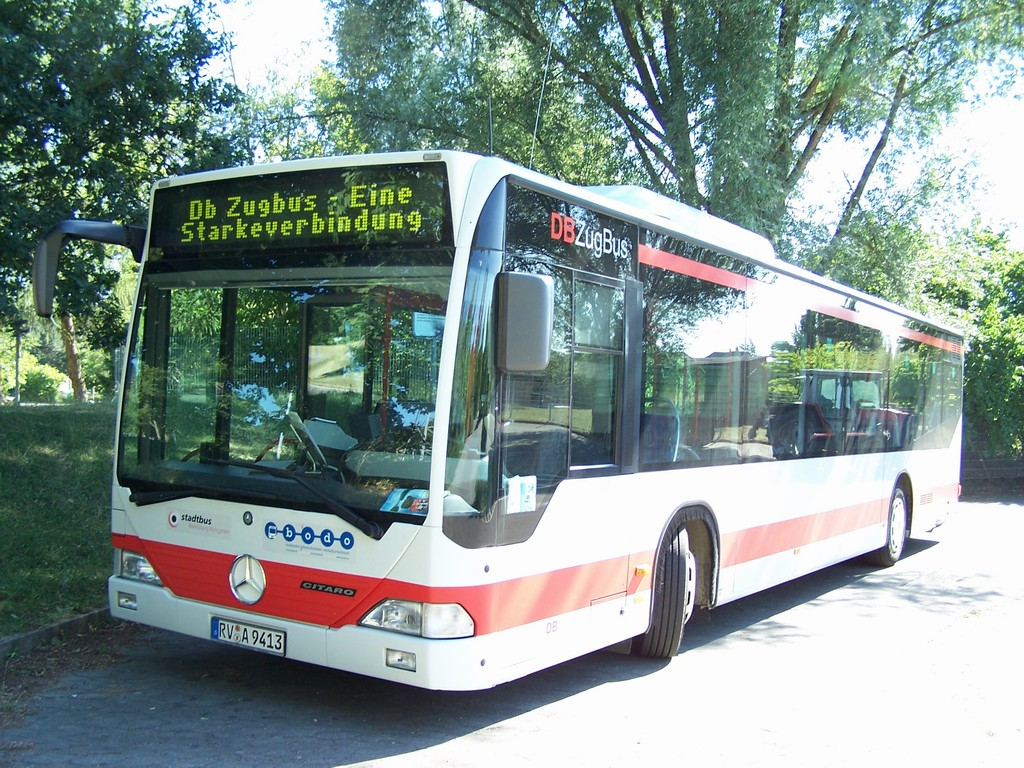
Ein RAB-Bus im Design der stadtbus Ravensburg-Weingarten GmbH

#### Rückbau und endgültige Etablierung des Omnibusbetriebs
Bereits im Laufe des Jahres 1961 begann der Rückbau der Oberleitung und die Überteerung der Schienen, zwischen Ravensburg Bahnhof und Frauentor wurden sie im August desselben Jahres gleich ganz entfernt. Unabhängig davon wurde der Personenverkehr auf der Strecke erst am 31. Dezember 1961 offiziell eingestellt, das heißt der Schienenersatzverkehr aufgehoben. Im Anschluss daran erhielt die Deutsche Bundesbahn eine reguläre Bahnbus-Konzession für die Strecke. Weitere zwei Jahre später wurde die Straßenbahnstrecke dann zum 1. Januar 1964 schließlich auch formal stillgelegt und somit entwidmet. Davon unberührt blieb der dreischienige Streckenabschnitt, er wurde noch bis zum 26. Oktober 1999 von den normalspurigen Güterzügen nach Weingarten befahren und schließlich zum 1. Dezember desselben Jahres auch offiziell stillgelegt.

#### Von der Bahnbuslinie zum Stadtbusnetz
Im Laufe der Jahrzehnte entwickelte sich aus der 1959 ersatzweise eingeführten Bahnbuslinie ein reguläres Stadtbus-Liniennetz. Direkter Nachfolger der Straßenbahn sind dabei die heutigen Buslinien 1 und 2. Ihre Streckenführung deckt sich exakt mit derjenigen der ehemaligen Straßenbahnlinie. Beide Linien sind heute jedoch Durchmesserlinien und bedienen im Südwesten zusätzlich die Ravensburger Stadtteile Schmalegg und Weststadt. Ferner verkehren sie im Norden über Baienfurt hinaus nach Baindt. Ergänzend dazu wurden neue Linien eingeführt. Sie bedienen auch die abseits der ehemaligen Straßenbahnlinie gelegenen Wohngebiete, so zum Beispiel die heutige Linie 3 zur Hegaustraße (am Sonnenbüchel) oder die Linie 5 nach Schacherösch (zu Baienfurt).
Die ehemalige Bahnbus-Sparte der Deutschen Bundesbahn – welche seinerzeit den Betrieb der Straßenbahn übernahm – wurde dabei 1989 aufgelöst, aus ihr ging damals die bis heute bestehende DB ZugBus Regionalverkehr Alb-Bodensee (RAB) hervor. Sie war zunächst eine hundertprozentige Tochtergesellschaft der Deutschen Bundesbahn, seit deren Privatisierung 1994 ist sie eine Tochter der Deutschen Bahn AG.
Die RAB kooperiert dabei eng mit den Städten Ravensburg und Weingarten und den privaten Busunternehmern im Verkehrsgebiet. Zunächst geschah dies im Rahmen der 1996 ins Leben gerufenen Verkehrsgemeinschaft rundumbus Ravensburg Weingarten, aus dieser ging 2004 die heutige stadtbus Ravensburg Weingarten GmbH hervor. Die RAB ist zusammen mit den Stadtwerken Ravensburg, den Stadtwerken Weingarten und zwei privaten Busunternehmen Mitgesellschafterin der GmbH. Sie hält mit 45,2 Prozent den größten Anteil am gemeinsamen Unternehmen. Über ihre eigenen Linien hinaus übernimmt sie auch die Betriebsführung der Linien, die auf die Stadtwerke Ravensburg beziehungsweise die Stadtwerke Weingarten konzessioniert sind, diese besitzen selbst keine eigenen Busse. Die Durchführung von Stadtbusverkehren durch den Deutsche-Bahn-Konzern ist dabei vergleichsweise selten und in diesem Fall auf die Konzessionierung der früheren Straßenbahn zurückzuführen. In der Regel betreiben die Unternehmen der DB Stadtverkehr GmbH nur Regionalbusse.

#### Heutige Verkehrssituation
Die ehemalige Straßenbahnstrecke ist bis heute die Hauptachse im Öffentlichen Personennahverkehr der Städte Ravensburg und Weingarten geblieben. Die meisten Bushaltestellen entsprechen in ihrer Lage noch den 15 früheren Straßenbahnhaltestellen. Acht Haltestellen führen darüber hinaus auch über sechzig Jahre später noch ihre alte Bezeichnung, wenngleich der Zusatz (Württ) für die Weingartener Haltestellen entfiel:
| Frühere Straßenbahnhaltestellen            | Heutige Bushaltestellen             | Bemerkungen                |
| ------------------------------------------ | ----------------------------------- | -------------------------- |
| Ravensburg Bahnhof                         | Ravensburg Bahnhof                  |                            |
| Ravensburg Frauentor                       | Ravensburg Schussenstraße           |                            |
| –                                          | Ravensburg Gartenstraße             | neu eingerichtet           |
| Ravensburg Falken                          | Ravensburg Gymnasien                |                            |
| Ravensburg Heilig Kreuz                    | Ravensburg St. Elisabethen-Klinikum |                            |
| Ravensburg Kraftwerk                       | Ravensburg Polizeipräsidium         | umbenannt im Dezember 2020 |
| Ravensburg Unterburach                     | Ravensburg Berufschulzentrum        |                            |
| Weingarten (Württ) Städtisches Krankenhaus | Weingarten Krankenhaus 14 Nothelfer |                            |
| Weingarten (Württ) Lamm                    | Weingarten Linse (1)                | umbenannt im Dezember 2007 |
| Weingarten (Württ) Charlottenplatz         | Weingarten Charlottenplatz          |                            |
| –                                          | Weingarten Ev. Stadtkirche          | neu eingerichtet           |
| Weingarten (Württ) Post                    | Weingarten Post                     |                            |
| Weingarten (Württ) Traube                  | –                                   | aufgelassen                |
| Weingarten (Württ) Güterbahnhof            | Weingarten Güterbahnhof             |                            |
| –                                          | Weingarten Haasstraße               | neu eingerichtet           |
| Traubenhof                                 | Weingarten Trauben (2)              | umbenannt im Dezember 2007 |
| Baienfurt Süd                              | –                                   | aufgelassen                |
| Baienfurt Ort                              | Baienfurt Achtalschule              |                            |

## Beförderungsleistung im Laufe der Jahre

### Fahrtenangebot

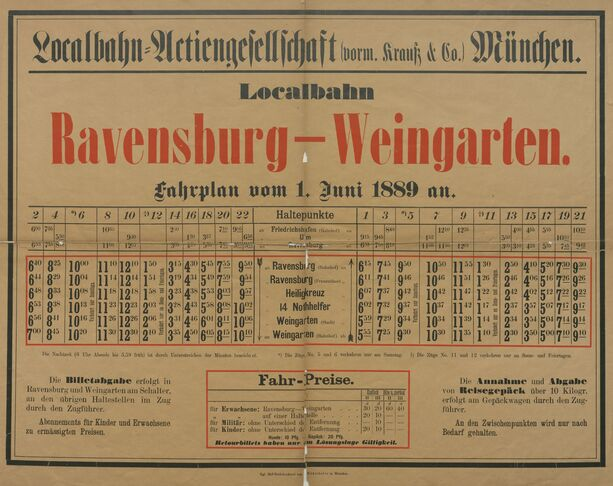
Fahrplan vom 1. Juni 1889, damals verkehrten elf Zugpaare täglich. Die Station 14 Nothelfer wurde damals noch in der bis zur Orthographischen Konferenz von 1901 gültigen Version mit zwei „h“ geschrieben und die Bezeichnung Heilig Kreuz zu einem Wort zusammengefasst.

Im Vergleich zur späteren elektrischen Bahn verkehrte die Dampfstraßenbahn mit ihren zwei Zuggarnituren in den Anfangsjahren der Bahn nur relativ selten. Noch 1897 wurden nur elf Fahrten werktäglich angeboten, genau so viele wie im Eröffnungsjahr 1888. Erst später änderte sich dies: Mit 37 (1906) oder sogar 38 (1909) täglichen Zugfahrten je Richtung hatte die Dampfstraßenbahn die Grenze ihrer Leistungsfähigkeit erreicht. Nach der Elektrifizierung und Verlängerung der Strecke wurde der Fahrplan dann noch weiter verdichtet. 1914 wurde mit den insgesamt sechs vorhandenen Triebwagen bereits zirka alle 30 Minuten gefahren, Sonntag nachmittags sogar etwa alle 20 Minuten. In wirtschaftlich schwierigen Zeiten (1927 und 1946) musste hingegen ein Zug in der Stunde genügen. Aber schon 1934 oder 1948 waren es wieder jeweils doppelt so viele Züge. Bis 1953 wurde dabei weitgehend bedarfsorientiert gefahren, in erster Linie richteten sich die Fahrzeiten an die Anschlüsse von und zu den Zügen auf der Südbahn. Erst 1953 wurde ganztags ein starrer Taktfahrplan eingeführt. Über die Jahre sind dabei folgende Daten überliefert:
| Jahr                                | 1888 | 1906 | 1909 | 1919 | 1920    | 1944    | 1946–1950 | 1957 (1) |
| ----------------------------------- | ---- | ---- | ---- | ---- | ------- | ------- | --------- | -------- |
| Zugpaare an Werktagen außer Samstag | 11   | 37   | 38   | 67   | 33      | 37 / 35 | 43        | 58 / 59  |
| Zugpaare am Samstag                 | 11   | 37   | 38   | 67   | 33      | 37 / 35 | 43        | 59 / 62  |
| Zugpaare an Sonn- und Feiertagen    | 9    | 37   | 34   | 70   | 31 / 32 | 32 / 31 | 48        | 58 / 61  |

Die einzelnen Fahrten wurden dabei mit Zugnummern unterschieden, diese wurden – untypisch für eine Straßenbahn – auch noch nach 1938 verwendet, so beispielsweise 1944. Im Kursbuch von 1957 sind sie hingegen nicht mehr aufgeführt. Die Kurse in Richtung Baienfurt trugen gerade Zugnummern, die Kurse in Richtung Ravensburg ungerade Zugnummern. Zeitweise war der Andrang so groß, dass einzelne Kurse zusätzlich noch um sogenannte Vorzüge verstärkt werden mussten, diese zusätzlichen Züge sind in der Tabelle nicht enthalten. Vorzug und Hauptzug folgten einander dann im Sichtabstand, die Vorzüge waren entsprechend beschildert um sicherzustellen, dass die entgegenkommenden Züge in den Ausweichen noch den Hauptzug abwarten mussten.

### Betriebsdauer
Auch die Betriebsdauer entsprach den bei großstädtischen Straßenbahnbetrieben üblichen Zeiten, selbst im Kriegsjahr 1944 wurde bis kurz vor Mitternacht gefahren:
- 1920: von 4:55 Uhr bis 23:05 Uhr
- 1944: von 4:52 Uhr bis 23:55 Uhr
- 1957: von 4:23 Uhr bis 01:06 Uhr

### Fahrzeiten und Geschwindigkeit
Laut dem Kursbuch von 1920 benötigten die meisten Züge für die Gesamtstrecke Ravensburg–Baienfurt noch 33 Minuten, dies entspricht einer Durchschnittsgeschwindigkeit von nur 11,9 km/h. In späteren Jahren wurden der Fahrplan etwas gestrafft, 1944 und 1957 legten die meisten Züge die Gesamtstrecke beispielsweise in 26 oder 27 Minuten zurück, das heißt mit einer Durchschnittsgeschwindigkeit von 15,1 beziehungsweise 14,6 km/h.

### Umläufe
Mit Einführung des starren Taktfahrplans ergab sich in den letzten sechs Betriebsjahren folgender Fahrzeugbedarf:
| 10-Minuten-Takt (Hauptverkehrszeiten) | 5 Umläufe | 3 Hauptumläufe über die Gesamtstrecke 2 Verstärker-Umläufe zwischen Ravensburg Bahnhof und Weingarten Charlottenplatz |
| 20-Minuten-Takt (tagsüber)            | 3 Umläufe | |
| 30-Minuten-Takt (ab 21:00 Uhr)        | 2 Umläufe | |

### Fahrgastzahlen
|            |           |           |           |           |           |            |            | 1888       | 1889       |
| ---------- | --------- | --------- | --------- | --------- | --------- | ---------- | ---------- | ---------- | ---------- |
|            |           |           |           |           |           |            |            | 179.474    | 179.553    |
| 1890       | 1891      | 1892      | 1893      | 1894      | 1895      | 1896       | 1897       | 1898       | 1899       |
| 204.496    | 213.164   | 204.874   | 220.522   | 234.907   | 243.660   | 243.508    | 253.144    | 263.034    | 265.484    |
| 1900       | 1901      | 1902      | 1903      | 1904      | 1905      | 1906       | 1907       | 1908       | 1909       |
| 289.831    | 289.939   | 309.219   | 319.869   | 352.399   | 364.502   | 374.743    | 471.018    | 518.737    | 556.823    |
| 1910       | 1911      | 1912      | 1913      | 1914      | 1915      | 1916       | 1917       | 1918       | 1919       |
| 682.166    | 918.060   | unbekannt | 1.089.908 | 839.865   | unbekannt | unbekannt  | unbekannt  | 1.507.000  | 1.786.084  |
| 1920       | 1921      | 1922      | 1923      | 1924      | 1925      | 1926       | 1927       | 1928       | 1929       |
| 1.859.260  | 1.444.678 | 1.487.251 | 781.650   | 763.361   | 1.069.338 | 991.761    | 1.063.477  | 1.078.284  | 1.134.416  |
| 1930       | 1931      | 1932      | 1933      | 1934      | 1935      | 1936       | 1937       | 1938       | 1939       |
| 1.063.046  | 836.484   | 750.883   | 771.002   | 803.259   | 935.023   | 1.019.208  | 1.178.929  | unbekannt  | unbekannt  |
| 1940       | 1941      | 1942      | 1943      | 1944      | 1945      | 1946       | 1947       | 1948       | 1949       |
| unbekannt  | unbekannt | unbekannt | unbekannt | unbekannt | unbekannt | ca. 2 Mio. | ca. 2 Mio. | ca. 2 Mio. | ca. 2 Mio. |
| 1950       | 1951      | 1952      | 1953      | 1954      | 1955      | 1956       | 1957       | 1958       | 1959       |
| ca. 2 Mio. | 3.192.650 | unbekannt | unbekannt | 4.920.000 | 4.392.000 | 5.035.263  | 4.733.370  | unbekannt  | unbekannt  |

## Fahrbetriebsmittel

### Beschaffungen im Laufe der Jahre

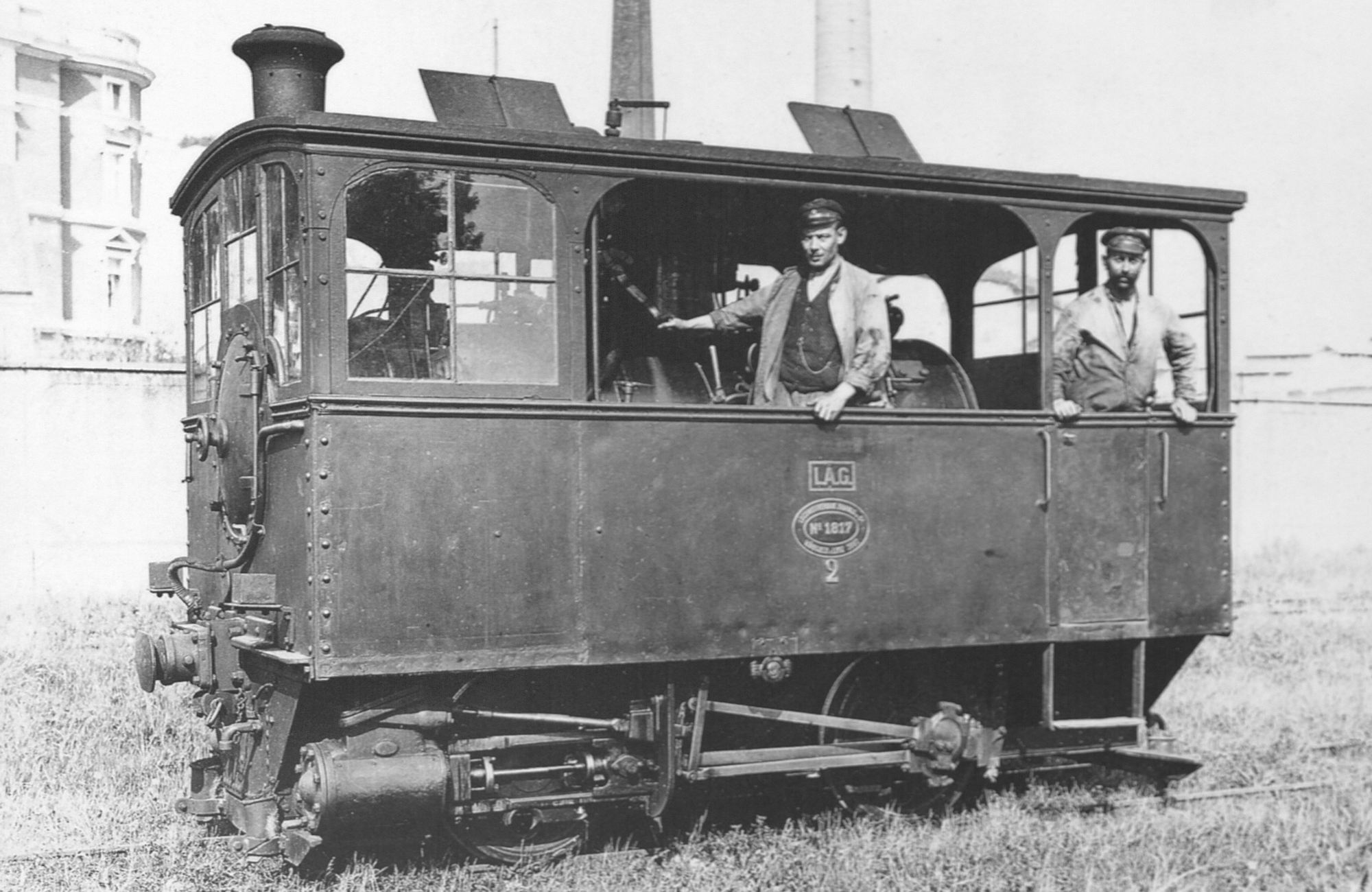
Die LAG 2 im Jahr 1930 an ihrem zweiten Einsatzort Regensburg

Für die Dampfstraßenbahn wurden zur Betriebseröffnung zwei Kastenlokomotiven ohne Triebwerksverkleidung beschafft, die LAG 1 und LAG 2 mit den Fabriknummern 1814 und 1817. Sie stammten vom Unternehmen Krauss & Co., dem Mitgesellschafter der LAG, und waren die ersten Lokomotiven der LAG überhaupt. Ein Exemplar gleichen Typs lieferte Krauss kurz zuvor an die Chiemsee-Bahn.
An Wagen standen der Dampfstraßenbahn sieben zweiachsigen Beiwagen (1, 2, 3, 4, 5, 8 und 16) und drei Güterwagen (6, 7 und 17) zur Verfügung. Die Personenwagen lieferte MAN, sie wogen 5000 beziehungsweise 6050 Kilogramm, waren 8,35 Meter lang und 2,50 Meter breit, ihr Radstand betrug 3,90 Meter.

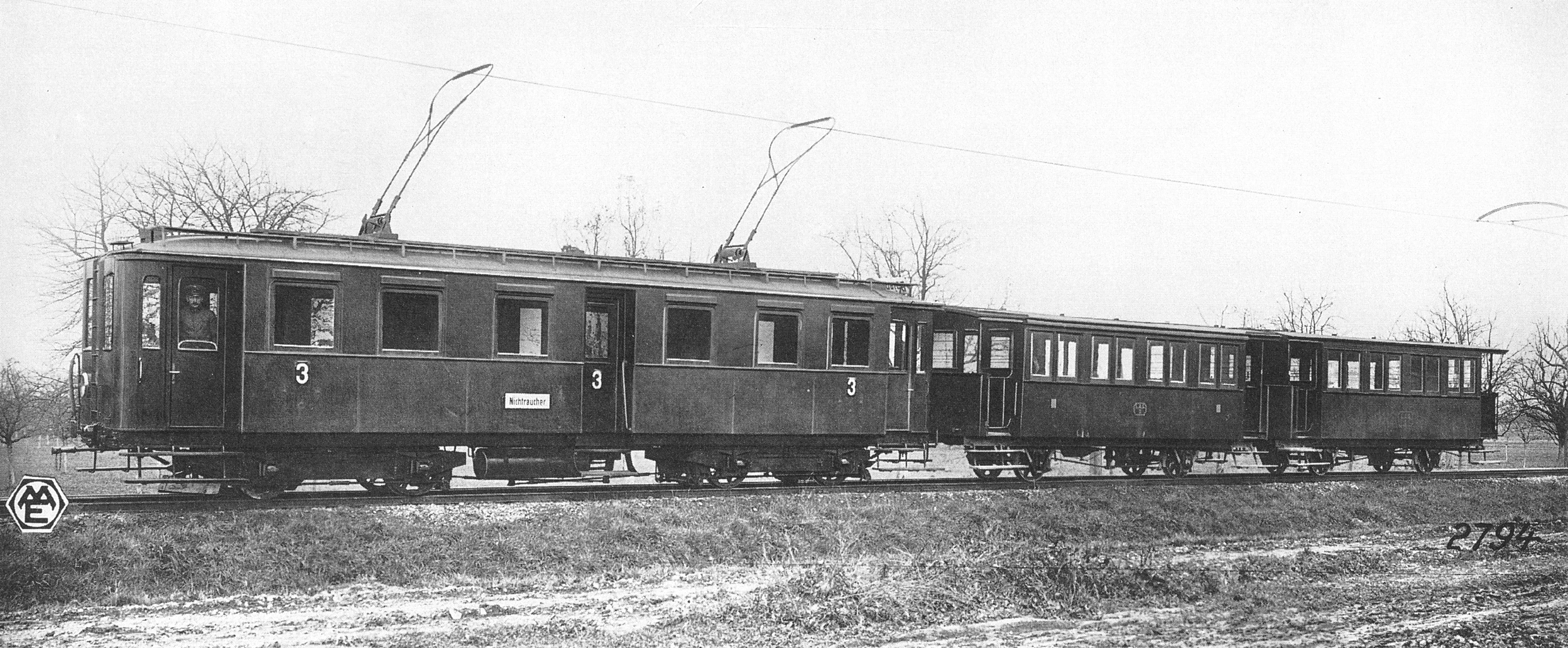
Ein Triebwagen der Serie 800–804 samt zwei Beiwagen auf einem Werksfoto der Maschinenfabrik Esslingen

Zur Aufnahme des elektrischen Betriebs wurde der Fahrzeugbestand umfangreich erweitert. Damals beschaffte die LAG bei der Maschinenfabrik Esslingen insgesamt fünf große vierachsige Triebwagen, ihre elektrische Ausrüstung stammte von den Siemens-Schuckertwerken (SSW). Sie wurden bei der LAG als elT (für elektrischer Triebwagen) bezeichnet und trugen die Nummern 800 bis 804. Ergänzt wurden sie um drei zweiachsige Beiwagen (832, 833 und 834), darunter auch ein Halb-Gepäckwagen. Darüber hinaus wurden die früheren Beiwagen der Dampfstraßenbahn fortan hinter den neuen Triebwagen weiter verwendet.

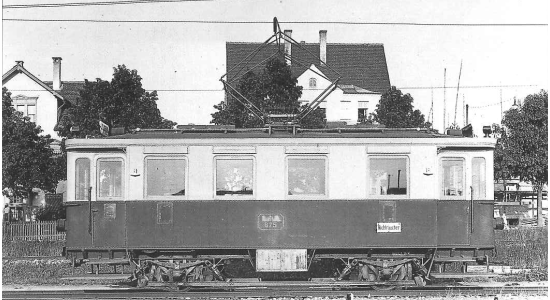
Der kleine Triebwagen Nummer 875

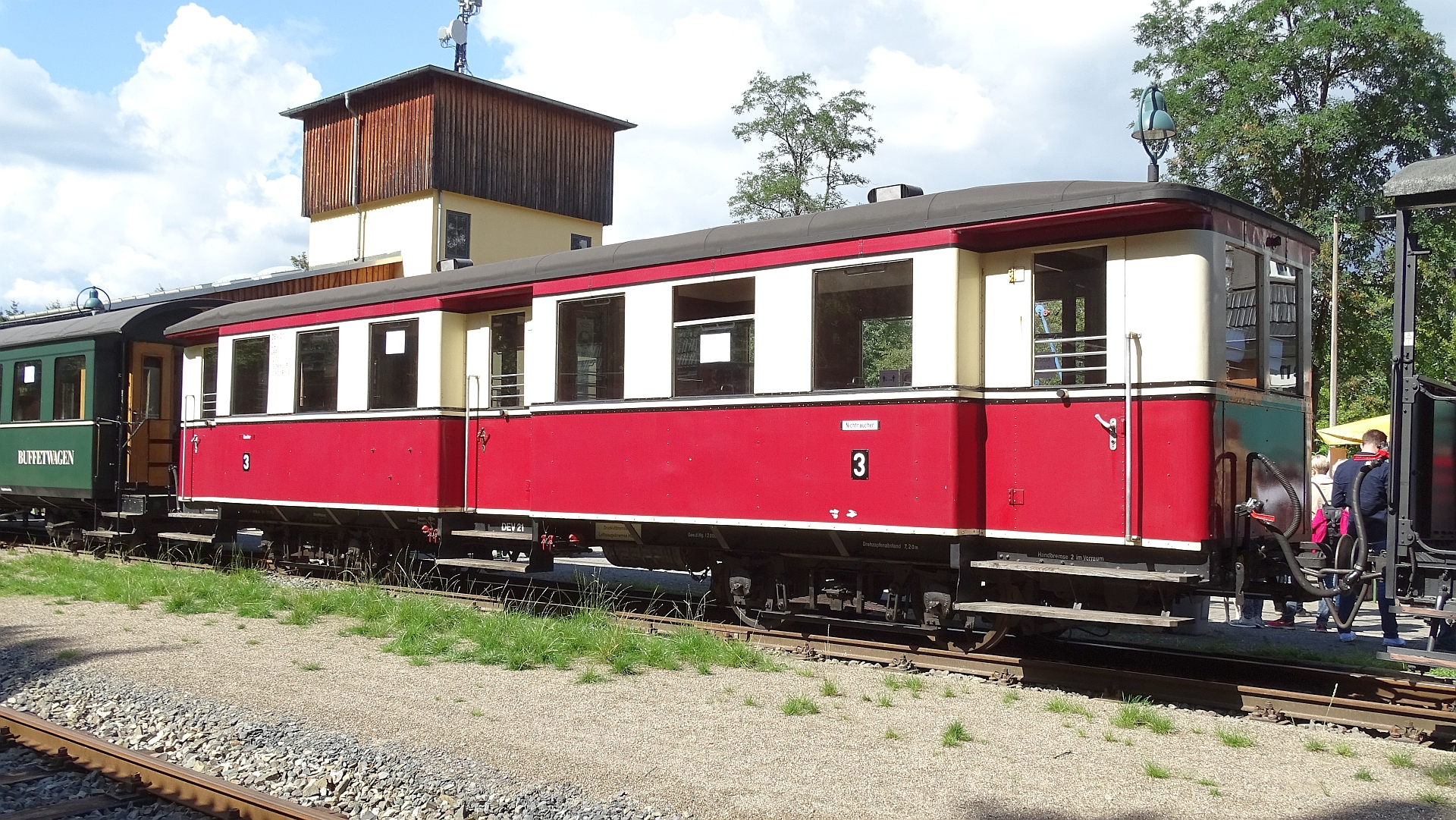
Der ehemalige Beiwagen 922 als Museumsfahrzeug des DEV, hier in Hüinghausen bei der MME, 2020

1914 kam dann noch ein kleinerer zweiachsiger Triebwagen mit der Nummer 875 hinzu, der später unter dem Spitznamen Piccolo bekannt wurde. Seine elektrische Ausrüstung stammte – abweichend von den bereits vorhandenen Vierachsern – von der Maschinenfabrik Oerlikon in der Schweiz. 1937 beschaffte die LAG schließlich noch zwei große vierachsige Beiwagen (921 und 922). Sie entsprachen kapazitätsmäßig den großen Triebwagen. 1941 führte die Deutsche Reichsbahn neue Bezeichnungen für Triebwagen und die zugehörigen Beiwagen ein. Damals erhielten die Vierachser die Baureihe 196.0 (ET 196.0 beziehungsweise EB 196.0) zugeteilt, die Zweiachser wurden unter der Baureihe 197.0 zusammengefasst (ET 197.0 beziehungsweise EB 197.0).
Im Hinblick auf die 1955 eingeführte Taktverdichtung bis und ab Weingarten Charlottenplatz beschaffte die Deutsche Bundesbahn bei Duewag noch zwei vierachsige Großraumwagen. Ihre elektrische Ausrüstung stammte von Kiepe, sie gingen am 9. April 1954 in Betrieb. Im Prinzip handelte es sich dabei um Standardfahrzeuge, wie sie damals von vielen deutschen Straßenbahnbetrieben beschafft wurden. Es handelte sich um klassische Zweirichtungsfahrzeuge, als Besonderheit hatten sie jedoch – analog zu den wenige Jahre zuvor umgebauten Altbaufahrzeugen – von Beginn an nur auf einer Seite Türen. Ebenfalls charakteristisch für die beiden Duewag-Straßenbahnwagen der Deutschen Bundesbahn war der ungewöhnlicherweise in der Mitte des Wagens angeordnete Scherenstromabnehmer sowie die fehlenden Liniennummernkästen. Ferner konnten in den neuen Wagen – im Vergleich zu den Altbauwagen – bauartbedingt keine Raucherabteile ausgewiesen werden. Die beiden Triebwagen wurden als Baureihe ET 195 in den Bestand eingereiht (ET 195 01 und ET 195 02; Fabriknummern 26887 und 26888) und kamen mitunter auch gemeinsam in Doppeltraktion zum Einsatz. Dafür konnten sie jedoch aus technischen Gründen, die elektrischen Ausrüstungen waren inkompatibel, nicht zusammen mit den älteren Fahrzeugen eingesetzt werden. Die zwei Neubautriebwagen wurden zu den Stammfahrzeugen der Bahn, dennoch waren die alten Triebwagen nach wie vor unverzichtbar. Insbesondere während des 1955 eingeführten Zehn-Minuten-Taktes sowie bei großem Andrang, in diesem Fall wurden die älteren Fahrzeuge bevorzugt den neuen Triebwagen als „Vorzüge“ vorausgeschickt.

### Lackierungsschemata
Ursprünglich waren die Fahrzeuge der LAG einheitlich dunkelgrün lackiert. Um 1936 wurde eine zweifarbige Lackierung eingeführt, die Fahrzeuge waren fortan unterhalb der Fenster lindgrün lackiert, das Fensterband hellcreme. Die beiden Flächen wurden durch eine dunkelgrüne Trennlinie abgegrenzt. Nur kurz darauf wurden sie von der Deutschen Reichsbahn entsprechend ihrer allgemein üblichen Triebwagenlackierung umlackiert und waren jetzt unterhalb der Fenster hellrot, das Fensterband war nach wie vor hellcreme.
Die Deutsche Bundesbahn führte schließlich ein weiteres Schema ein und lackierte die Fahrzeuge – ebenfalls analog zu ihren übrigen Triebwagen – dunkelrot. Ergänzt wurde diese Lackierung um drei umlaufende weiße Zierstreifen im Dachbereich, auf Höhe der Fenstersimse und oberhalb der unteren Kante des Wagenkastens. Als Besonderheit wurden jedoch die beiden Großraumwagen von 1954 – abweichend vom restlichen Fuhrpark der Straßenbahn im Speziellen und den übrigen Triebwagen der Deutschen Bundesbahn im Allgemeinen – lindgrün lackiert. Ergänzt wurde diese besondere Lackierung durch eine umlaufende Zierleiste, verbunden mit einem ebenfalls umlaufenden dunklen Zierstreifen – beide knapp unterhalb des Fensterbandes.

### Fahrzeugtabelle
| Nr. LAG | Nr. DR / DB | Baujahr | Hersteller   | Elektrik | Sitzplätze | Achsformel/ Bauart | Ausmusterung | Bemerkungen                                                                                        |
| ------- | ----------- | ------- | ------------ | -------- | ---------- | ------------------ | ------------ | -------------------------------------------------------------------------------------------------- |
| LAG 1   | –           | 1887    | Krauss & Co. | –        | keine      | B n2t              | 1928         | 1910 an die Walhallabahn                                                                           |
| LAG 2   | –           | 1887    | Krauss & Co. | –        | keine      | B n2t              | ?            | 1910 an die Walhallabahn                                                                           |
| 1       | –           | 1887/88 | MAN          | –        | 24         | 2×                 | vor 1937     | Beiwagen 2. Klasse                                                                                 |
| 2       | EB 197 01   | 1887/88 | MAN          | –        | 32         | 2×                 | 1959         | Beiwagen 3. Klasse                                                                                 |
| 3       | EB 197 02   | 1887/88 | MAN          | –        | 32         | 2×                 | 1959         | Beiwagen 3. Klasse                                                                                 |
| 4       | EB 197 11   | 1887/88 | MAN          | –        | 13+9       | 2×                 | 1959         | Beiwagen 2. und 3. Klasse mit Gepäckabteil, später reiner Post- und Gepäckwagen, zuletzt Turmwagen |
| 5       | EB 197 12   | 1887/88 | MAN          | –        | 32         | 2×                 | 1959         | Beiwagen 3. Klasse, mit Gepäckabteil                                                               |
| 6       | –           | 1887/88 | MAN          | –        | keine      | 2×                 | ?            | offener Güterwagen                                                                                 |
| 7       | –           | 1887/88 | MAN          | –        | keine      | 2×                 | ?            | offener Güterwagen                                                                                 |
| 8       | EB 197 03   | 1887/88 | MAN          | –        | 32         | 2×                 | 1959         | Beiwagen 3. Klasse                                                                                 |
| 16      | EB 197 04   | 1887/88 | MAN          | –        | 32         | 2×                 | 1959         | Beiwagen 3. Klasse                                                                                 |
| 17      | –           | 1887/88 | MAN          | –        | keine      | 2×                 | ?            | gedeckter Güterwagen                                                                               |
| elT 800 | ET 196 01   | 1908    | MF Esslingen | SSW      | 32+12 / 48 | (A1)(1A)           | 1959         | |
| elT 801 | ET 196 02   | 1908/10 | MF Esslingen | SSW      | 32+12 / 48 | (A1)(1A)           | 1959         | |
| elT 802 | ET 196 03   | 1908/10 | MF Esslingen | SSW      | 32+12 / 48 | (A1)(1A)           | 1959         | |
| elT 803 | ET 196 04   | 1908/10 | MF Esslingen | SSW      | 32+12 / 48 | (A1)(1A)           | 1959         | |
| elT 804 | ET 196 05   | 1910    | MF Esslingen | SSW      | 32+12 / 48 | (A1)(1A)           | 1959         | |
| 832     | EB 197 05   | 1910    | MF Esslingen | –        | 24         | 2×                 | 1959         | Beiwagen, mit Gepäckabteil                                                                         |
| 833     | EB 197 06   | 1910    | MF Esslingen | –        | 32         | 2×                 | 1959         | Beiwagen                                                                                           |
| 834     | EB 197 07   | 1910    | MF Esslingen | –        | 32         | 2×                 | 1959         | Beiwagen, zuletzt Gepäckwagen                                                                      |
| elT 875 | ET 197 01   | 1914    | MF Esslingen | Oerlikon | 24+6 / 32  | Bo                 | 1959         | Spitzname: Piccolo                                                                                 |
| 921     | EB 196 01   | 1937    | MF Esslingen | –        | 48         | 4×                 | 1959         | Beiwagen, 1962 verkauft                                                                            |
| 922     | EB 196 02   | 1937    | MF Esslingen | –        | 48         | 4×                 | 1959         | Beiwagen, 1962 verkauft, noch erhalten                                                             |
| –       | ET 195 01   | 1954    | Duewag       | Kiepe    | 34         | B’2’ g1t           | 1959         | 1961 verkauft, noch erhalten                                                                       |
| –       | ET 195 02   | 1954    | Duewag       | Kiepe    | 34         | B’2’ g1t           | 1959         | 1961 verkauft, noch erhalten                                                                       |

### Verbleib der Fahrzeuge

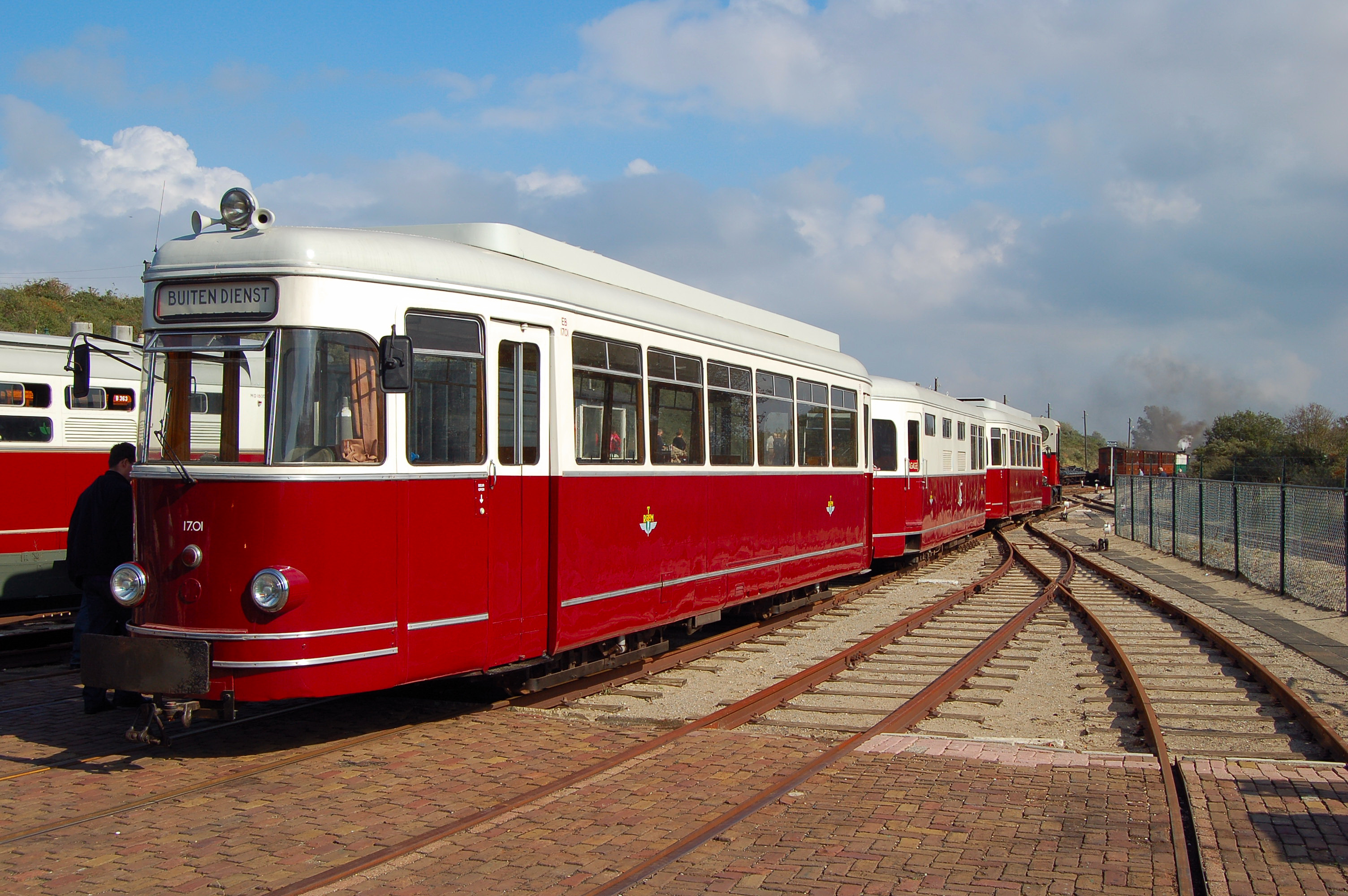
2007: Die beiden Neubautriebwagen bei der RTM Ouddorp – in der Mitte läuft der in den 1960er Jahren ergänzte Generatorwagen

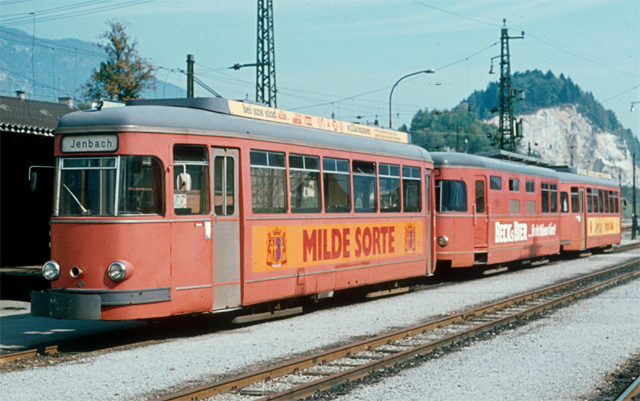
1980 bei der Zillertalbahn in Jenbach (noch mit Tabakwerbung)

Mit Aufnahme des elektrischen Betriebs wurden die beiden Dampflokomotiven von 1887 an die ebenfalls zur LAG gehörende Walhallabahn abgegeben, wo bereits ähnliche Maschinen im Einsatz waren. Dort wurden sie bis in die zweite Hälfte der 1920er Jahre eingesetzt. Anschließend wurde die LAG 2 1927 an die Zellstoffwerke Regensburg verkauft, ihr weiterer Verbleib ist unbekannt. Die LAG 1 wurde 1928 ausgemustert.
Alle zur Betriebseinstellung 1959 noch vorhandenen Fahrzeuge der Straßenbahn wurden zunächst auf dem Betriebsgelände in Weingarten hinterstellt. Der Großteil von ihnen wurde, nachdem die Strecke auch juristisch stillgelegt war, schließlich um 1962 herum an Ort und Stelle verschrottet. Lediglich die vier neuesten Fahrzeuge der Bahn – die beiden Beiwagen des Jahres 1937 und die beiden Triebwagen des Jahres 1954 – konnten verkauft werden. Drei von ihnen blieben erhalten und erinnern bis heute an die Straßenbahn, alle drei sind betriebsfähig.
Die Triebwagen ET 195 01 und ET 195 02 – bei der Betriebseinstellung gerade einmal fünf Jahre alt – verkaufte die Deutsche Bundesbahn 1961 an die niederländische Bahngesellschaft Rotterdamsche Tramweg Maatschappij, abgekürzt RTM. Dort wurden sie umgespurt und für den Betrieb auf dem nicht elektrifizierten Netz der RTM um einen Generatorwagen ergänzt. Dieser fortan als M 17 bezeichnete dieselelektrische Triebzug gelangte 1967 zur österreichischen Zillertalbahn. Seit 1999 befindet sich der Zug wieder in den Niederlanden und wird seit Oktober 2003 regelmäßig auf der RTM-Museumsbahn Ouddorp–West-Repart eingesetzt.
Die Beiwagen EB 196 01 (ehemals 921) und EB 196 02 (ehemals 922) kamen 1962 zur österreichischen Stern & Hafferl Verkehrsgesellschaft, wo jedoch nur EB 196 02 in den Einsatz gelangte, er erhielt die neue Betriebsnummer B 20.221. EB 196 01 wurde hingegen in Österreich verschrottet, ohne dass er dort jemals eingesetzt wurde. Der verbliebene B 20.221 (ehemals EB 196 02) erhielt bei Stern & Hafferl im September 1971 noch eine Hauptuntersuchung und wurde anschließend bis 1976 auf der Lokalbahn Gmunden–Vorchdorf eingesetzt. Im Oktober 1980 wurde er an das Straßenbahnmuseum Stuttgart abgegeben, welches ihn – im Hinblick auf den geplanten Museumsbetrieb zwischen Nellingen und Neuhausen – provisorisch im ehemaligen Betriebshof der Straßenbahn Esslingen–Nellingen–Denkendorf in Nellingen hinterstellte. Nachdem sich die Museumspläne zerschlugen, kam er im Juni 1986 schließlich zum Deutschen Eisenbahn-Verein. Nach umfangreicher Restauration wird er von diesem seit Dezember 1990 auf der Museumseisenbahn Bruchhausen-Vilsen–Asendorf eingesetzt. Unter der neuen Betriebsnummer 21 wird er dabei entweder als Beiwagen hinter Triebwagen oder „artfremd“ in klassischen Dampf- beziehungsweise Dieselzügen verwendet.

## Relikte

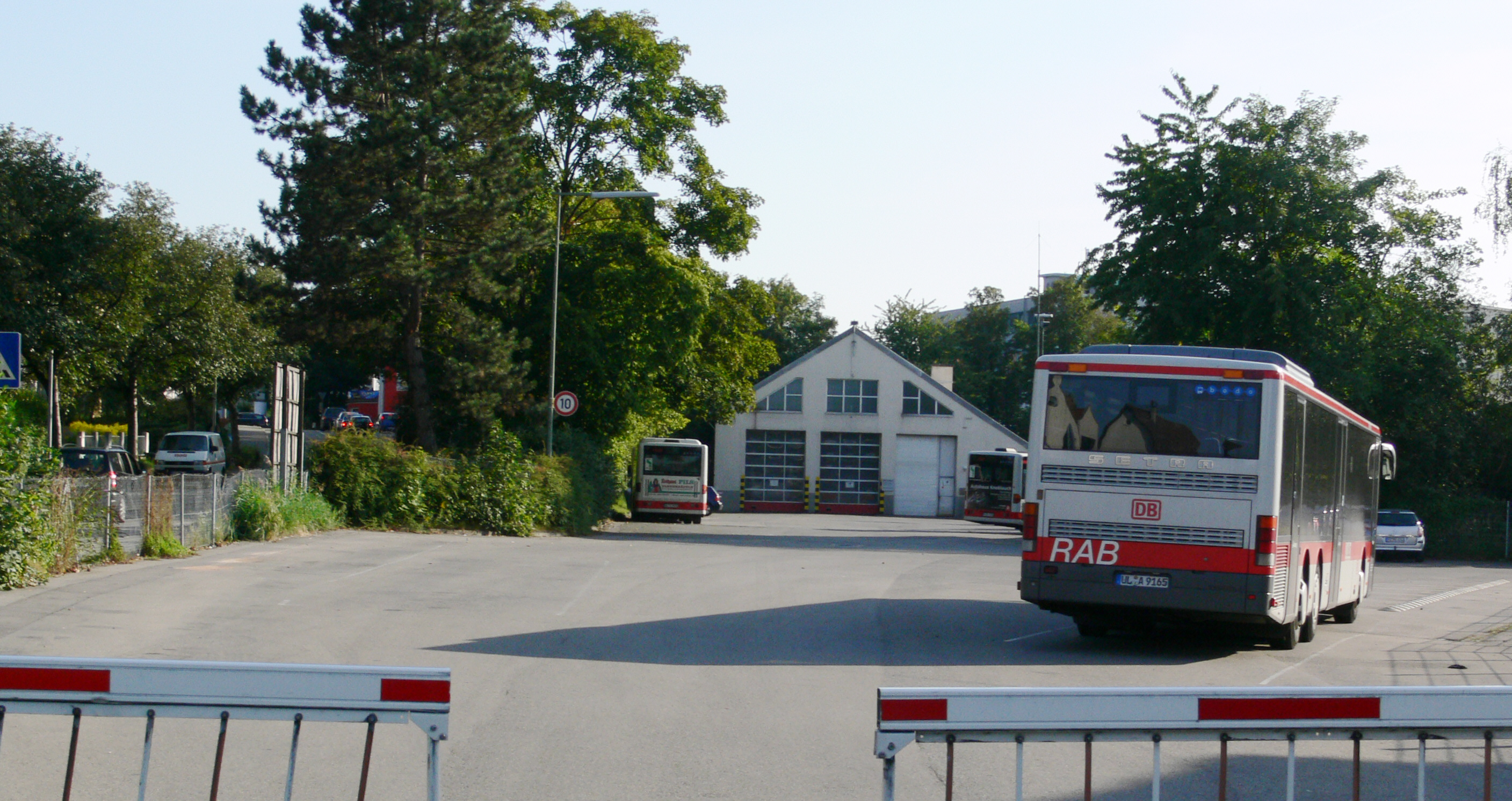
Der 1910 errichtete Betriebshof der Straßenbahn dient heute den Omnibussen der RAB

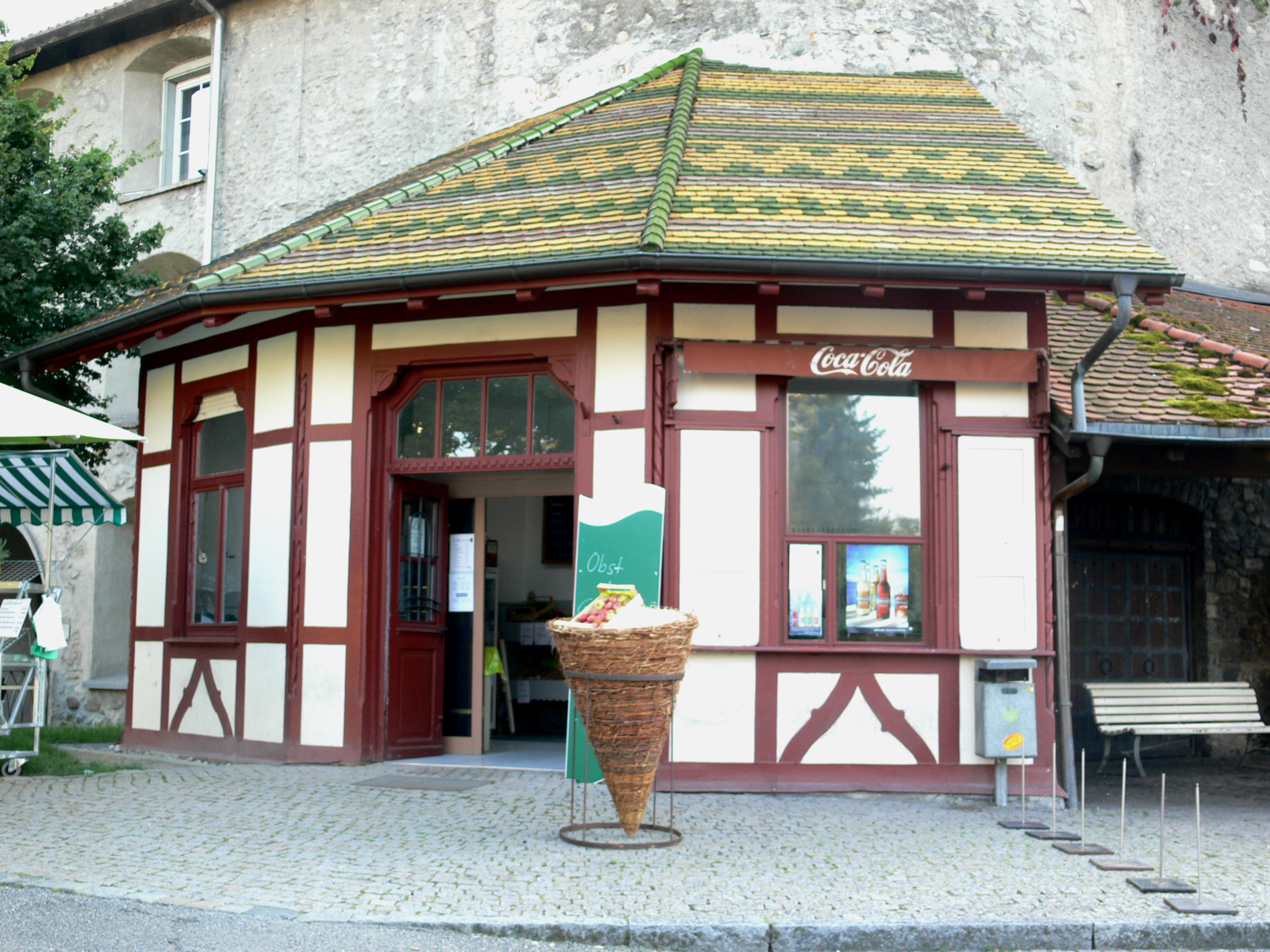
Das ehemalige Stationsgebäude Frauentor im August 2008, der rechts angebaute Unterstand kam erst in späteren Jahren dazu und wurde inzwischen wieder abgerissen

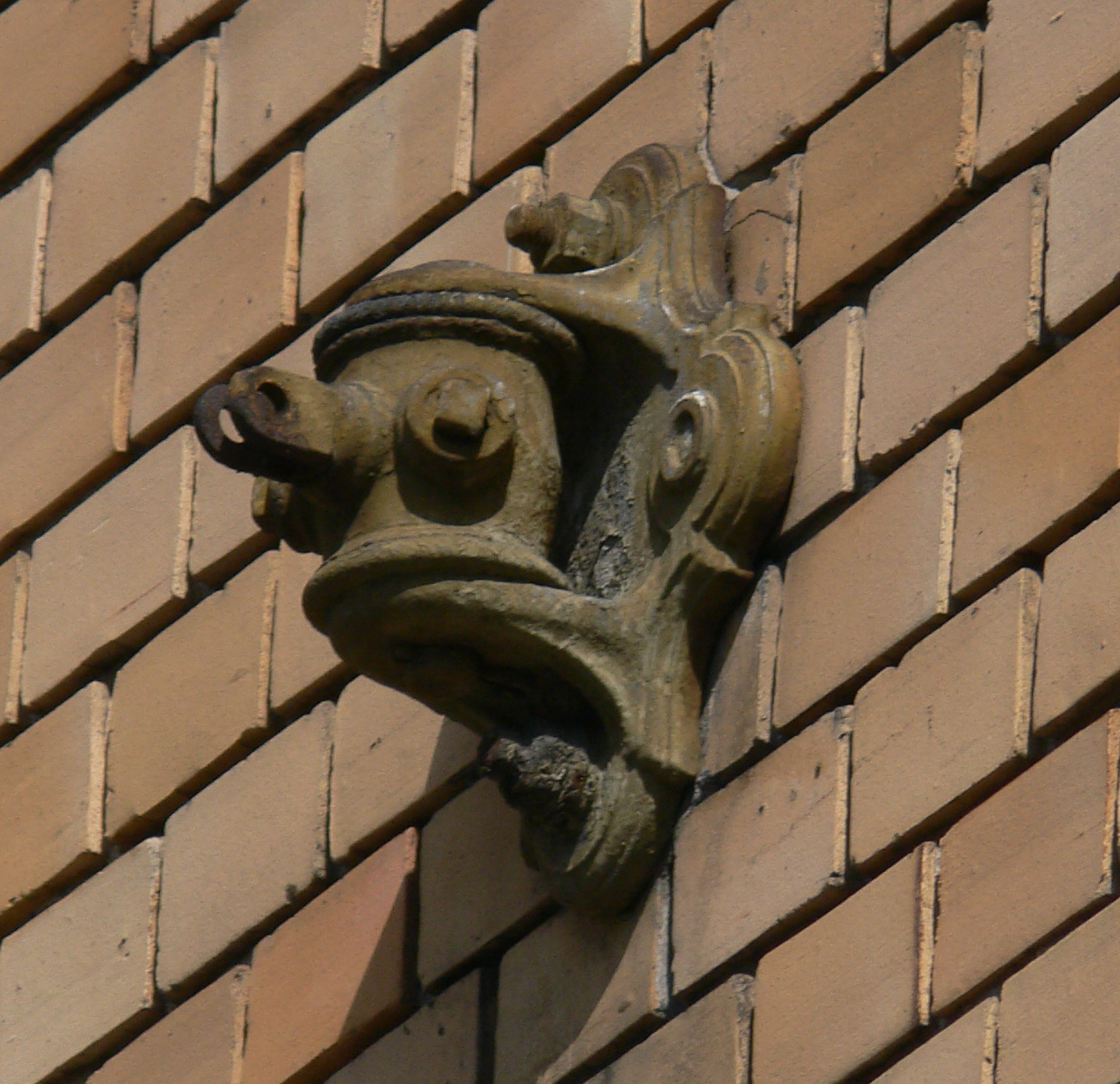
Oberleitungsrosette am Haus Schussenstraße 2

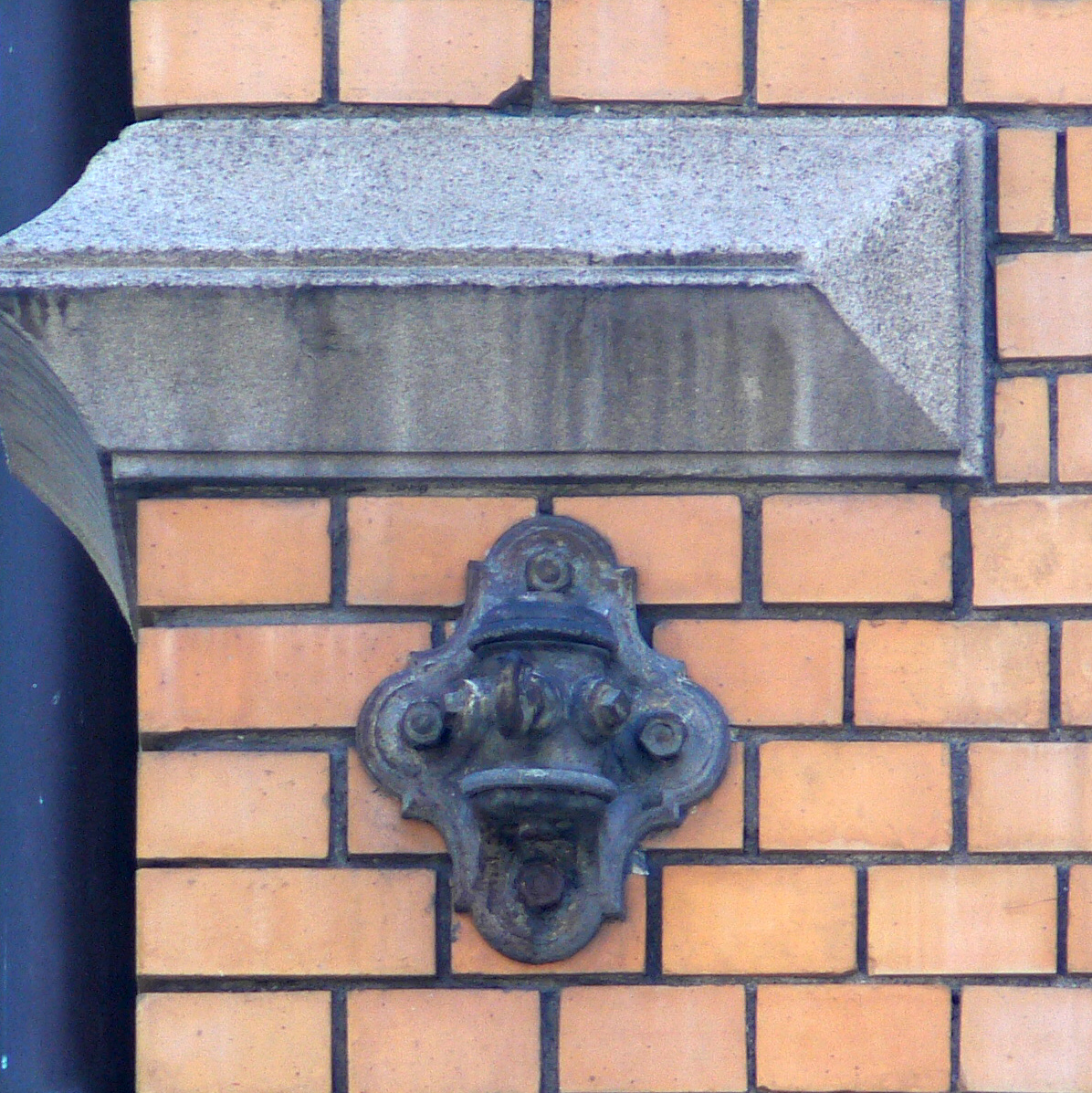
Oberleitungsrosette am Haus Gartenstraße 10

Außer den drei andernorts museal erhaltenen Fahrzeugen erinnert heute nur noch wenig an die Straßenbahn, die meterspurigen Abschnitte entfielen durch den Straßenausbau komplett. Vor dem Ravensburger Bahnhof waren die Schienen lange Jahre nur überteert, mit dem Neubau des Busbahnhofs um 1990 wurden auch diese letzten Gleisreste entfernt. Das 1999 aufgelassene ehemalige Dreischienengleis zwischen Weingarten und Baienfurt ist zwar noch teilweise vorhanden, die ursprünglichen Schienen und Bahnschwellen in diesem Abschnitt wurden jedoch im Laufe der Jahre durch gebrauchte zweischienige Gleisjoche von anderen Normalspurstrecken ersetzt. Im Einzelnen erinnern folgende Relikte an die Straßenbahn:
- Beim ehemaligen Güterbahnhof Weingarten existiert – außer dem früheren Stationsgebäude der Normalspurstrecke – noch die ehemalige Wagenhalle der Straßenbahn, sie wird heute als Betriebshof der RAB genutzt. Dieser ist Mittelpunkt der eigenständigen RAB-Niederlassung Weingarten. Im Inneren befindet sich unter anderem eine Bus-Waschanlage. Auf dem ehemaligen Gleisvorfeld werden ebenfalls Busse abgestellt. Das Gelände befindet sich somit nach wie vor im Staatsbesitz.
- Auf dem Vorfeld des Weingartener Betriebshofs sind noch zwei stählerne Oberleitungsmasten erhalten geblieben, die als Straßenlaternen genutzt werden.
- Bei der ehemaligen Haltestelle Ravensburg Frauentor, der heutigen Bushaltestelle Ravensburg Schussenstraße, blieb das hölzerne Stationsgebäude erhalten. Das an den Grünen Turm angebaute Häuschen wurde um die Jahrhundertwende herum von der LAG errichtet und als Fahrkartenverkaufsstelle genutzt.[5] Heute dient es als Kiosk und ist als Kulturdenkmal eingestuft.
- Vereinzelt blieben an den Gebäuden entlang der Strecke noch die Halterungen zur Abspannung der Oberleitung erhalten. Neben einfachen Wandhaken, zum Beispiel in der Weingartener Abt-Hyller-Straße, sind darunter auch sieben kunstvoll ornamentierte Oberleitungsrosetten aus dem Jahr der Elektrifizierung. Je eine findet sich an den Häusern Gartenstraße 8, Gartenstraße 10, Gartenstraße 34, Schussenstraße 2 und Schussenstraße 18, zwei weitere am Gebäudekomplex der ehemaligen Maschinenfabrik Ravensburg in der Schussenstraße 21.

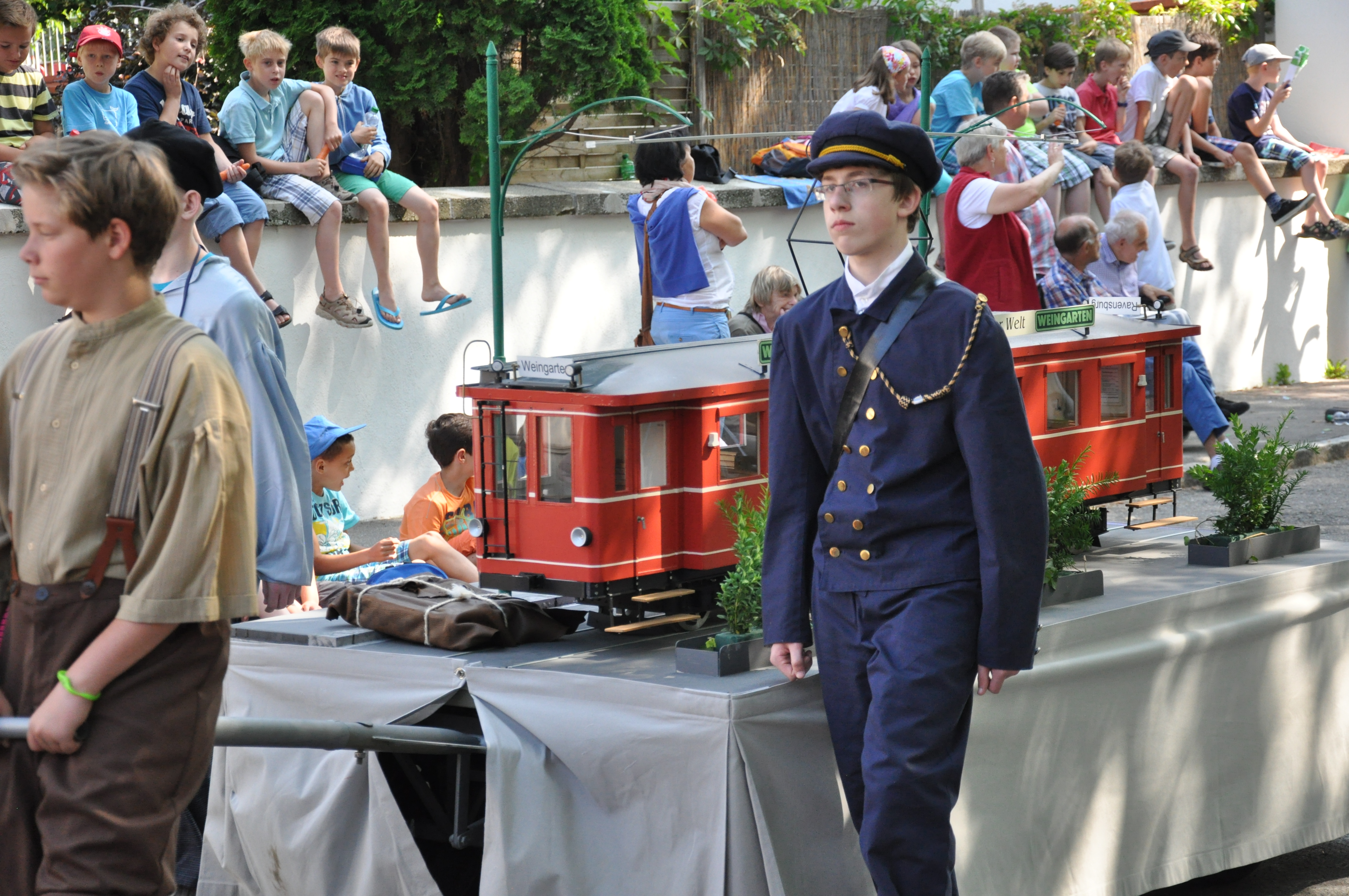
Festzug beim Welfenfest 2013

Beim Festzug des jährlich im Sommer gefeierten Welfenfests in Weingarten wird mit einer Festzugsgruppe an das „Bähnle“ erinnert. Als Fahrgäste und Schaffner verkleidete Schüler begleiten ein Modell eines Triebwagens.

## Reaktivierungspläne
Immer wieder taucht in der Politik die Forderung auf, die ehemalige Straßenbahn Ravensburg–Weingarten–Baienfurt als Bestandteil einer modernen Regionalstadtbahn zu reaktivieren, so zum Beispiel durch Bündnis 90/Die Grünen im August 2005. Auch der Fahrgastverband PRO BAHN unterstützte in einem Thesenpapier vom Januar 2003 ein solches Vorhaben. Bei diesen Überlegungen spielt nicht zuletzt auch der große Erfolg der 1993 unter kommunaler Regie ins Leben gerufenen Bodensee-Oberschwaben-Bahn eine große Rolle. Auch Verknüpfungen mit dieser wurden bereits angedacht, beispielsweise Durchbindungen von Weingarten beziehungsweise Baienfurt nach Friedrichshafen. Im Falle der ehemaligen Straßenbahnstrecke käme eine solche Reaktivierung jedoch einem kompletten Neubau gleich und wäre entsprechend kostspielig. Lediglich der kurze Streckenabschnitt im Zuge des ehemaligen Dreischienengleises könnte für ein solches Vorhaben genutzt werden, formal ist jedoch auch er seit 1999 entwidmet.

## Sonstiges
Teile der nach der Einstellung der Straßenbahn nicht mehr benötigten Stromversorgung wurden an die österreichische Montafonerbahn verkauft. Diese konnte dadurch 1965 die Fahrspannung ihrer Bahnstrecke Bludenz–Schruns von zuvor 720 auf fortan 900 Volt Gleichspannung erhöhen. Seit 1972 fährt sie allerdings mit dem bei den Österreichischen Bundesbahnen gebräuchlichen Wechselstrom mit einer Spannung von 15 kV, 16⅔ Hz. Dadurch wurden die aus Deutschland stammenden Anlagenteile wieder überflüssig.